# Sieć kolejowa Wielkiego Tokio

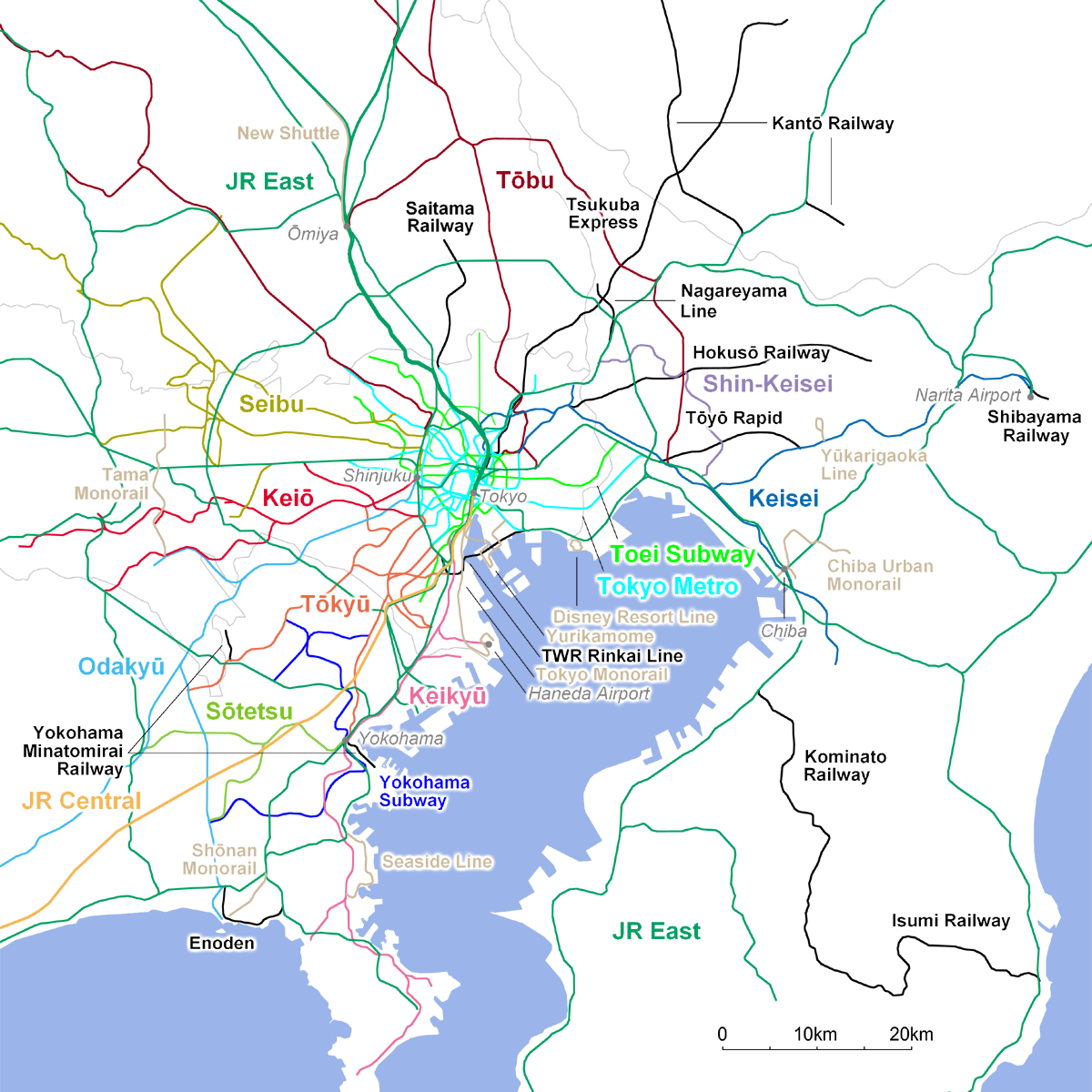
Sieć kolejowa Wielkiego Tokio

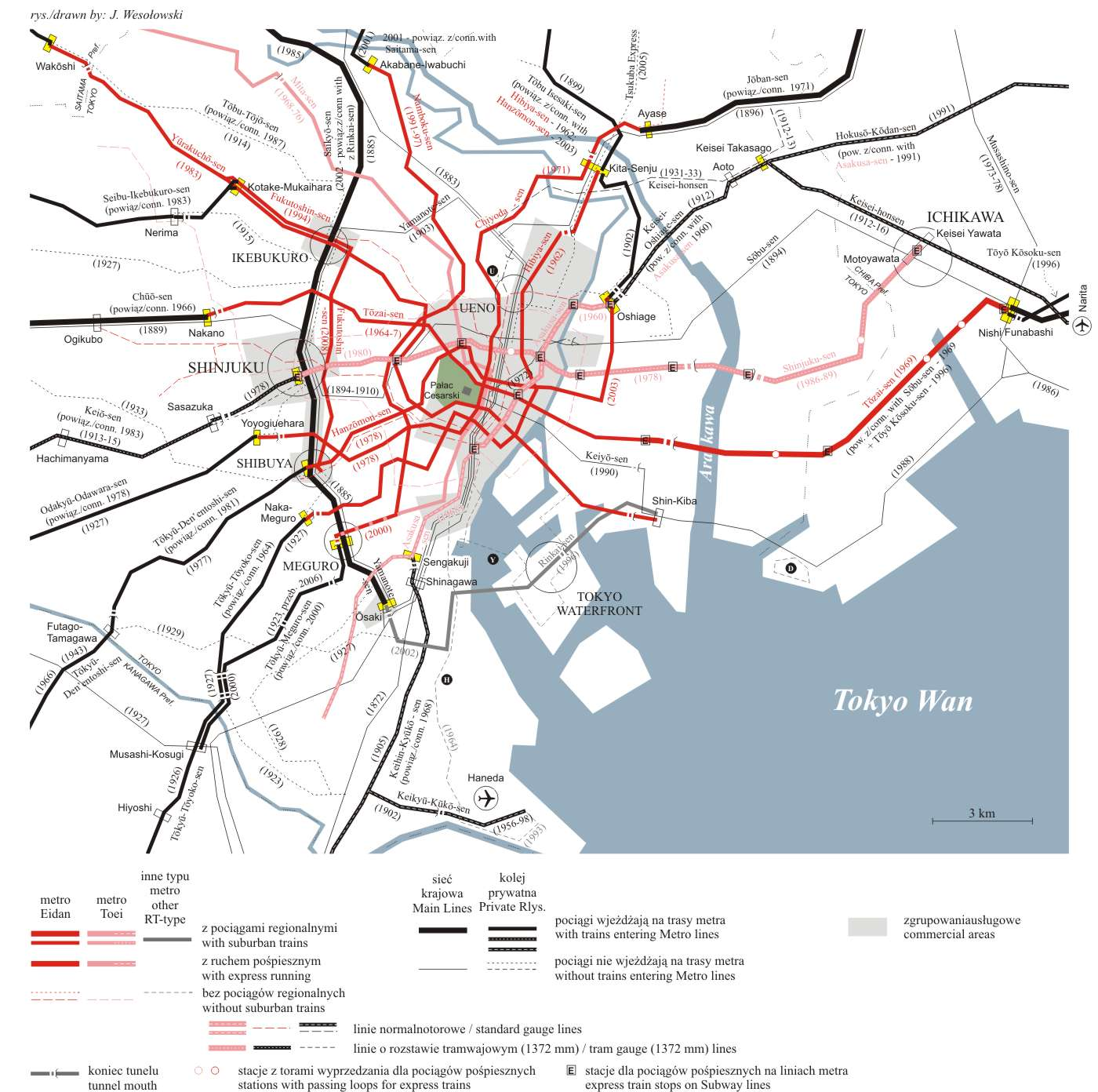
Mapa połączeń kolejowych aglomeracji tokijskiej z uwzględnieniem stacji metra

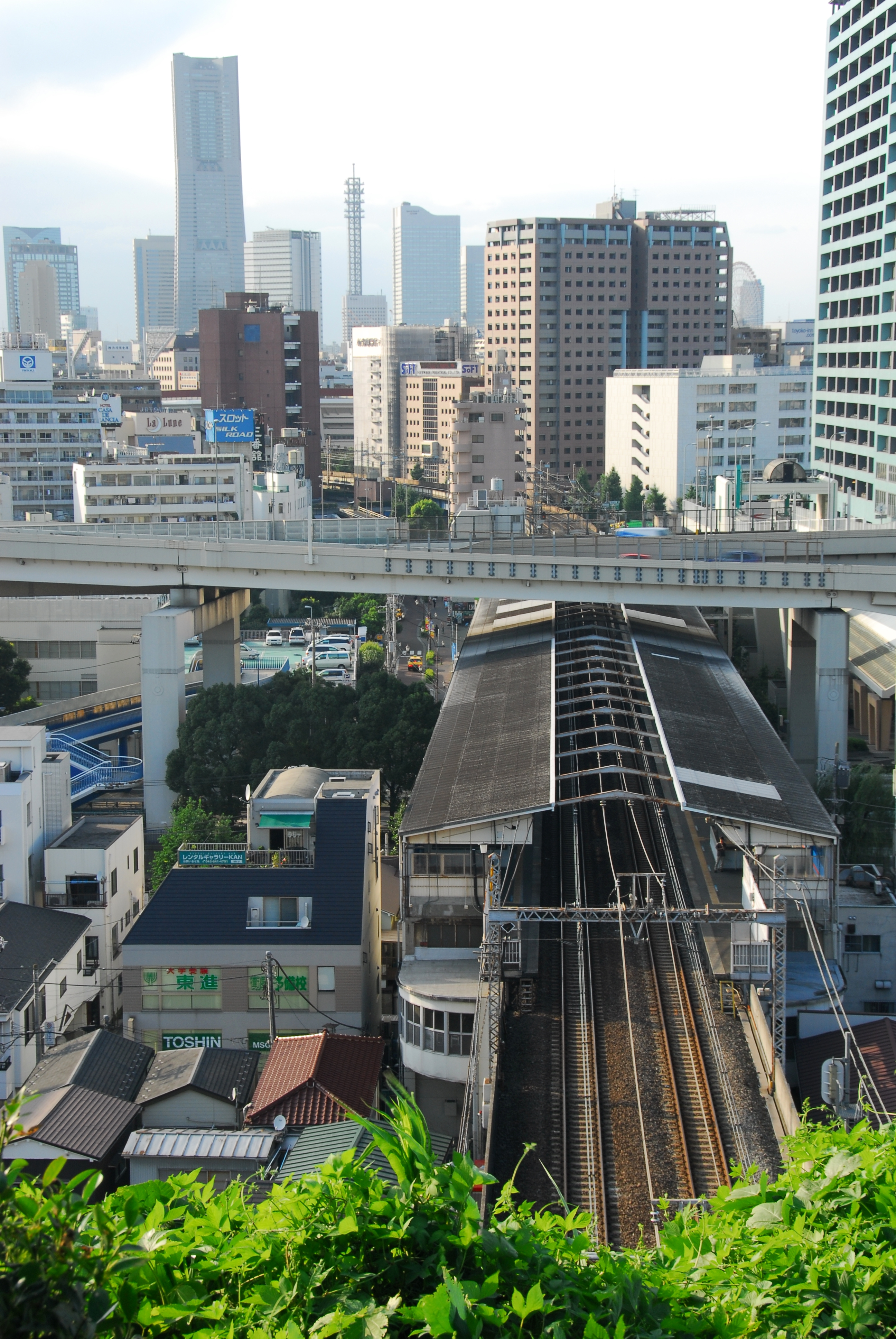
Linia JR jako SKM, Jokohama – Negishi-sen ze stacją Ishikawa-chō

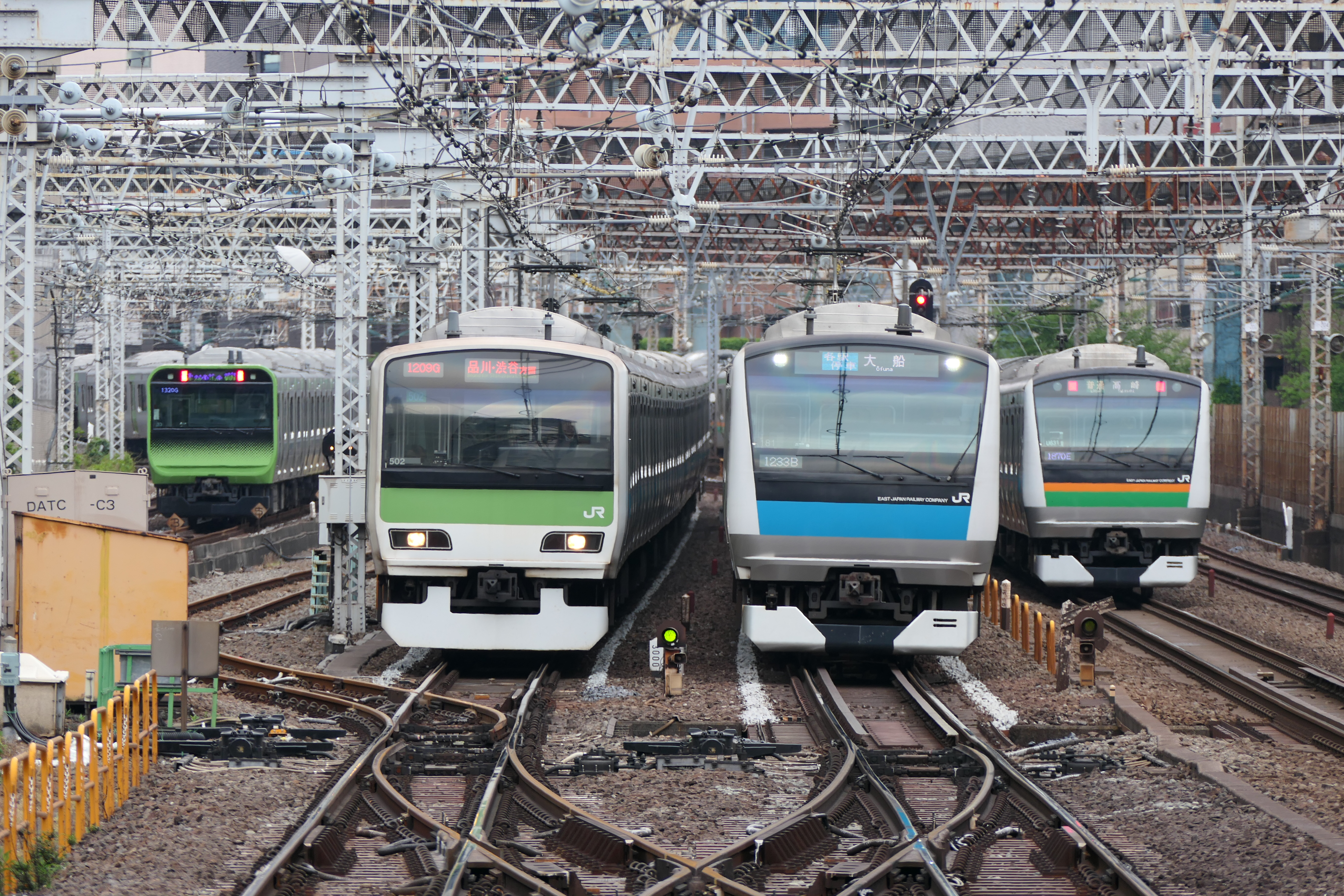
Tokio, pociąg linii Keihin-Tōhoku w Tamachi

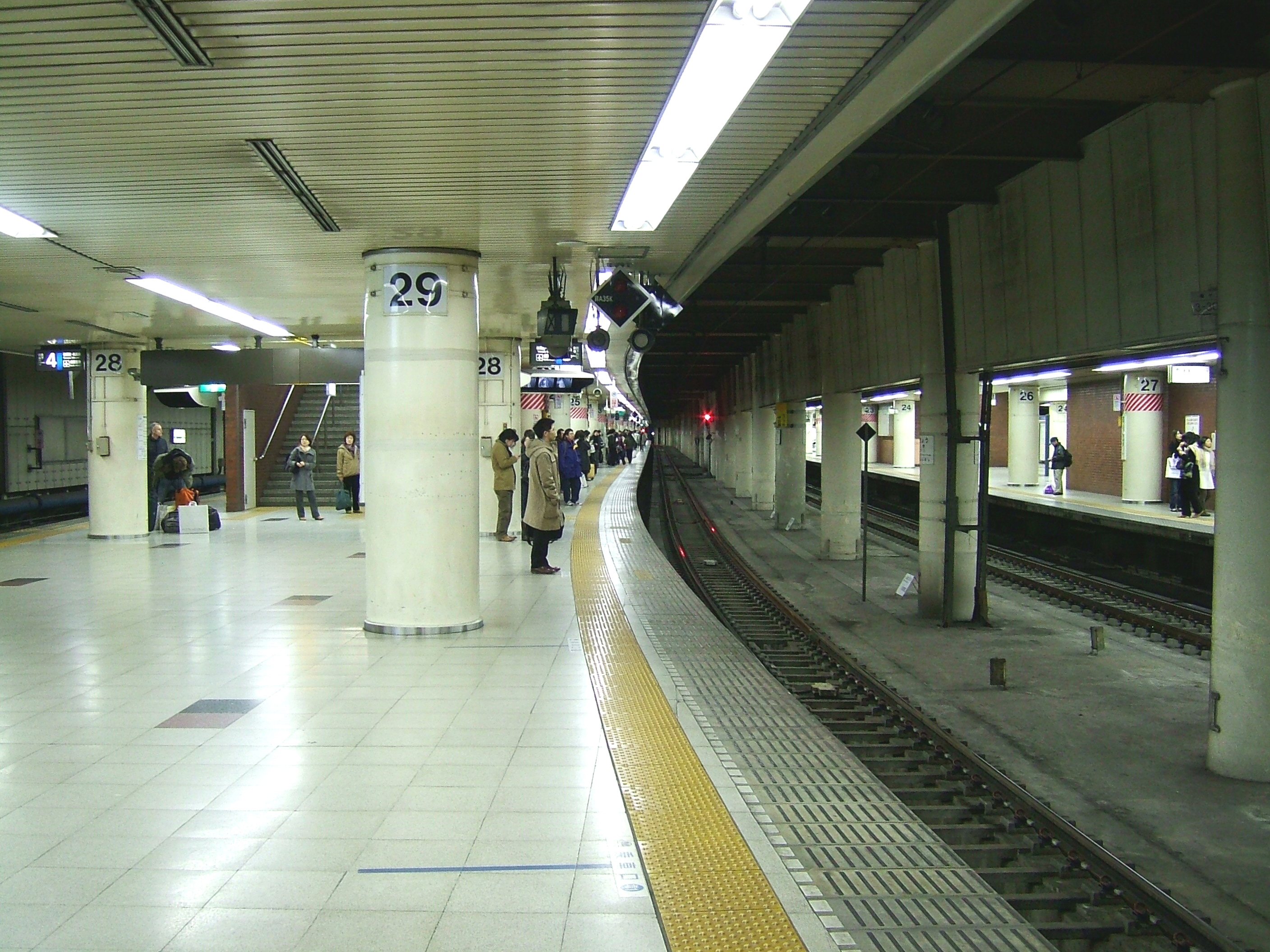
Dworzec Tōkyō – perony podziemne linii Sōbu-Yokosuka

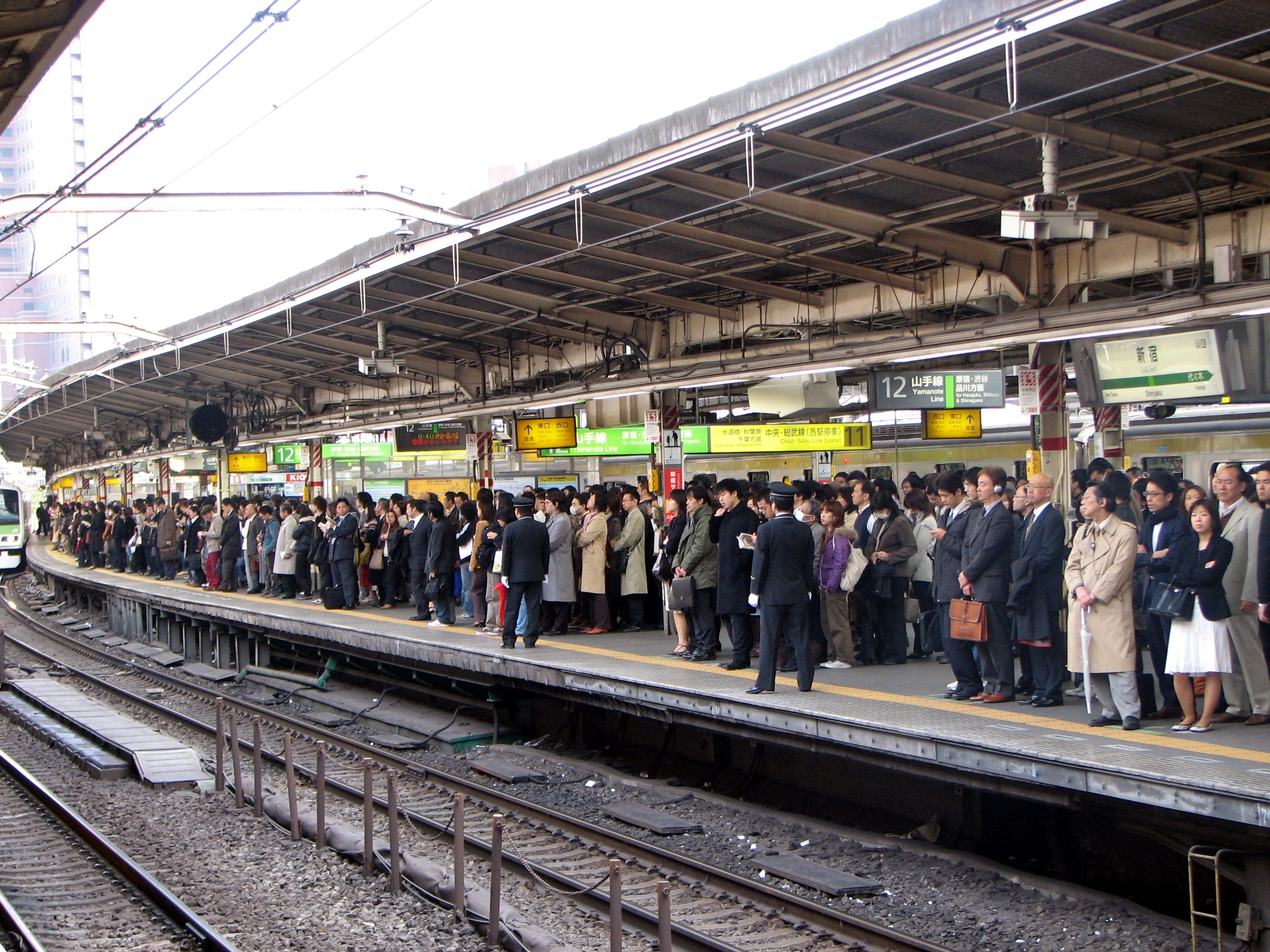
Tokio, dworzec Shinjuku, perony JR. W godzinach szczytu do pomocy przy wsiadaniu zatrudnia się asystentów peronowych

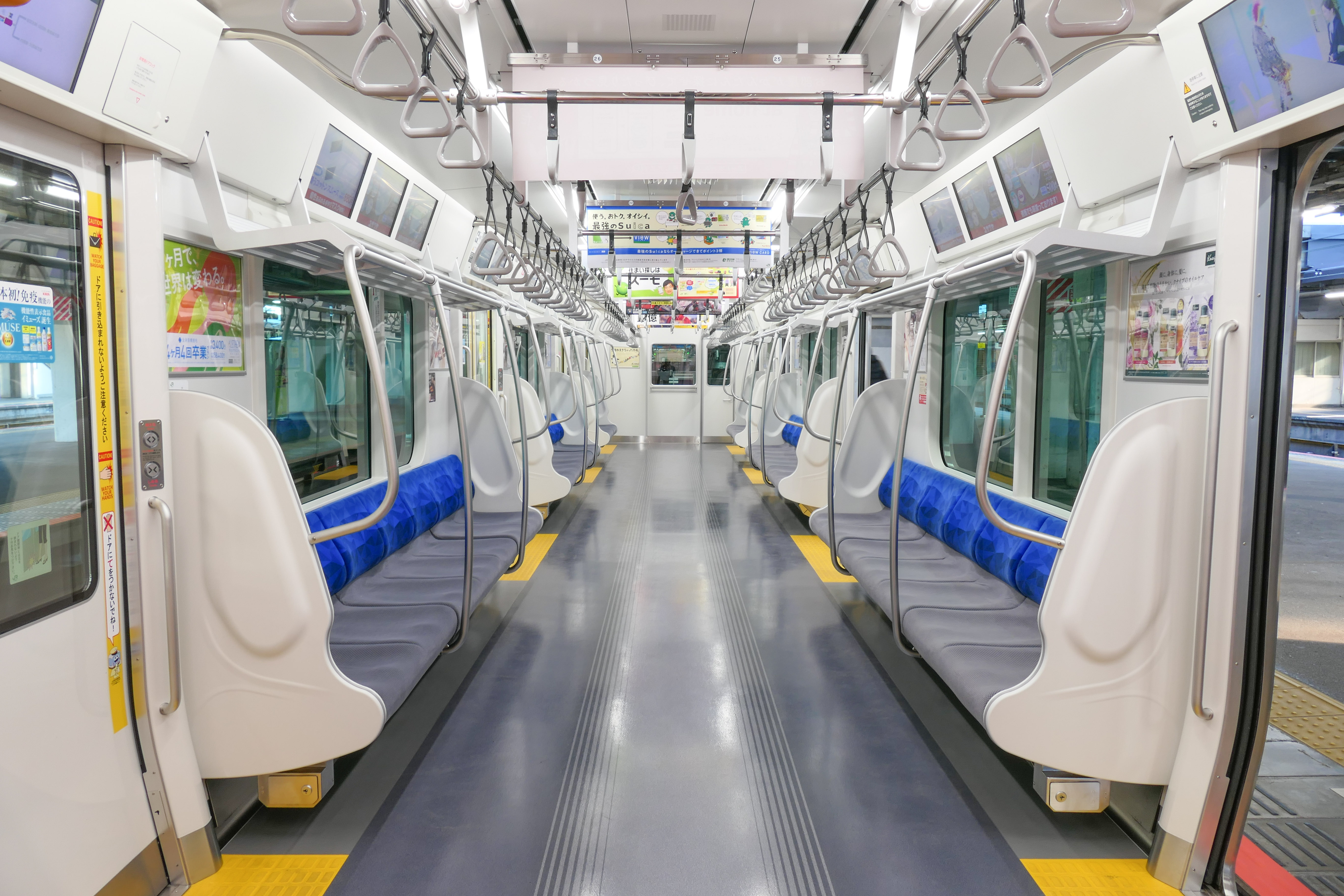
W pociągach aglomeracyjnych stosuje się podłużny układ siedzeń. Wnętrze EZT typu 235 kolei JR

Sieć kolejowa Wielkiego Tokio – złożony i bardzo rozbudowany system transportu szynowego, obsługującego ruch wewnątrz Tokio, pomiędzy centrum a dzielnicami przyległymi oraz otaczającymi je osiedlami i miastami całego regionu aglomeracji tokijskiej.
W niniejszym haśle w zasadzie pominięto koleje typowo wewnątrzmiejskie, takie na przykład jak metro w Tokio, metro w Jokohamie, czy kolej jednoszynową w Chibie. Objęto natomiast kolej jednoszynową „Tama Monorail”, ponieważ łączy ona centra kilku miast regionu Tama oraz kolej Minato-Mirai21, ponieważ jest ona przedłużeniem linii podmiejskiej. Uwzględniono pokrótce linie wiejskie.

## JR Higashi Nihon （JR東日本）

### Sieć (infrastruktura linii)
Kolej JR Higashi-Nihon (東日本旅客鉄道 Higashi Nihon Ryokaku Tetsudō, ang. „JR East”, pol.: „Kolej Pasażerska Wschodniej Japonii”), jeden z sześciu zarządów eksploatujących sieć krajową Japonii, obsługuje w regionie tokijskim wielki ruch aglomeracyjny i wewnątrzmiejski, dzięki kilku liniom miejskim opartym na:
- trasie NS, łączącej Tōkaidō-honsen z dworcem Ueno (kierunek Jokohama – dw. Tōkyō – dw. Akihabara – Ōmiya-ku);
- trasie WZ, łączącej Chūō-honsen z linią regionalną 総武本線 Sōbu-honsen (kierunek Tachikawa – dw. Akihabara – Chiba);
- dwóch trasom łączącym dw. Tōkyō z linią WZ: dw. Tōkyō z Chūō-honsen (kierunek Tachikawa) oraz Tōkaidō honsen z Sōbu-honsen (kierunek Jokohama – dw. Tōkyō – Chiba);
- linii okólnej 山手線 Yamanote-sen, obsługującej dworce Tōkyō, Shinjuku i wszystkie „podcentra” zlokalizowane na zachodniej części linii;
- liniach 埼京線 Saikyō-sen i 湘南新宿ライン Shōnan-Shinjuku Line na kierunku Ōmiya – Shinjuku – Odaiba/Jokohama, wykorzystujących fragment pętli Yamanote;
- linii 京葉線 Keiyō-sen na kierunku dw. Tōkyō – Chiba trasą wzdłuż wybrzeża Zatoki Tokijskiej.
- trasie 根岸線 Negishi-sen w Jokohamie, obsługującej śródmieście (Kannai) – kierunek Yokohama – Negishi – Ōfuna.

Wszystkie te linie mają tor o rozstawie szyn 1067 mm. Sieć liczy 1106 km linii.
Ruch towarowy ma do dyspozycji dużą obwodnicę Tokio, 武蔵野線 Musashino-sen, o przebiegu Tsurumi (linia Tōkaidō) – Fuchū – Nishi-Kokubunji – Minami-Urawa – Shin-Matsue – Nishi-Funabashi (połączenie z Keiyō-sen), prowadzoną na zachodzie w długich tunelach (trasa liczy ok. 100 km; ukończ. 1976). Na 2/3 długości linia służy też ruchowi aglomeracyjnemu. Ominięciu dworca Yokohama służy obwodnica towarowa (część 東海道貨物線 Tōkaidō-Kamotsu-sen) między Higashi-Totsuka i Tsurumi, również w dużej mierze podziemna. Dzięki tym liniom sieć w obszarze centralnym aglomeracji służy wyłącznie ruchowi pasażerskiemu.
Niekiedy do sieci JR wlicza się również linię Tōkyō Monorail, należącą w większości do kolei JR Higashi Nihon.

### Trasy (grupy pociągów) w zespole miejskim

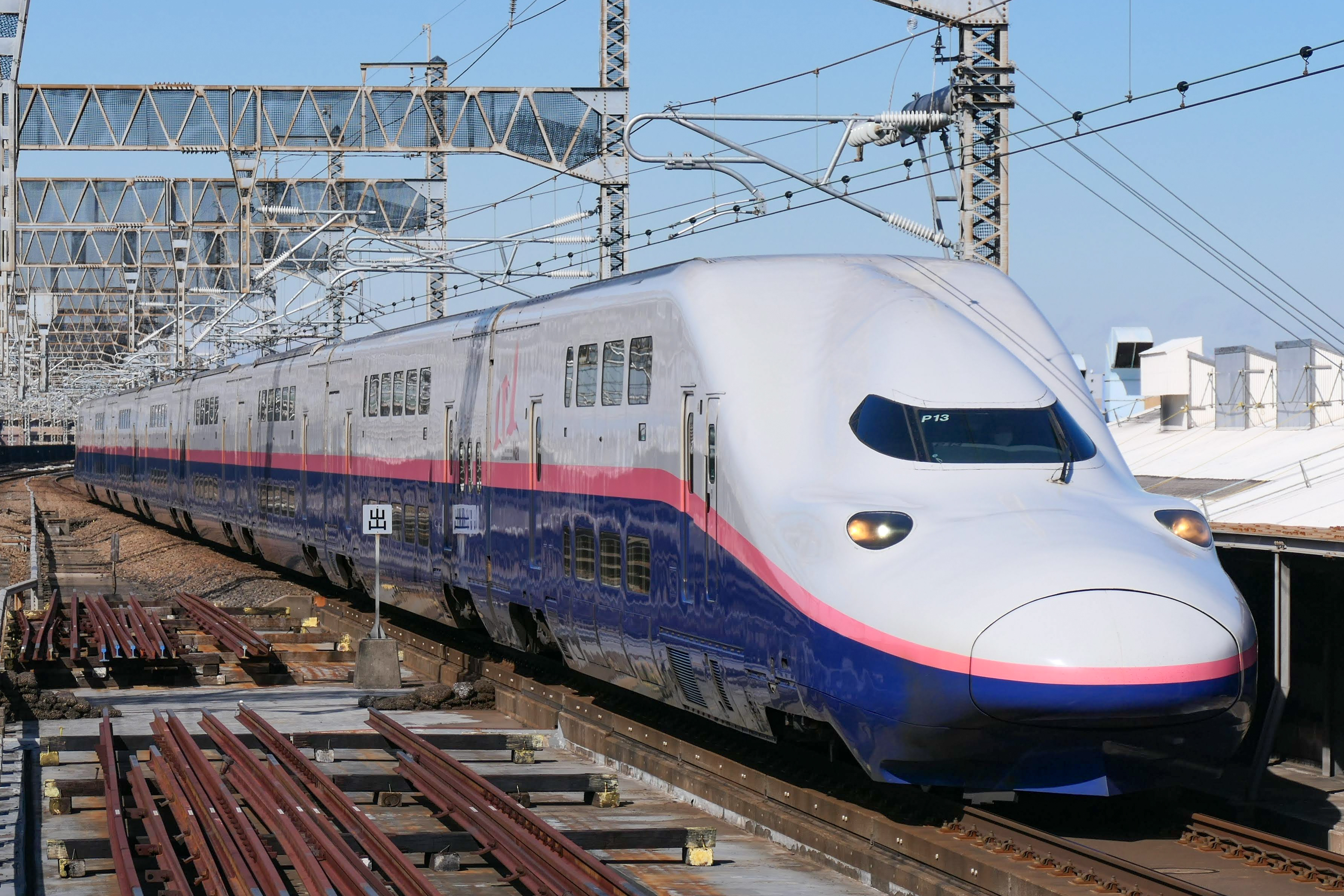
Shinkansen typu E4, używany dla dojazdów codziennych do Tokio

ŚREDNICOWE
przez centrum Tokio
- JR京浜東北線・根岸線 JR Keihin-Tōhoku-sen/Negishi-sen (nr 4) Ōmiya – Urawa – Ueno – Tōkyō – Kawasaki – Yokohama – Negishi – Ōfuna; lokalna na własnej parze torów na odcinku Ōmiya – Yokohama; w środku dnia pośpieszna na odcinku Ueno – Shinagawa; pociągi 11-wagonowe; 26 pociągów na godzinę szczytu / 12 pociągów na godzinę poza szczytem.

- JR総武快速線・横須賀線 JR Sōbu-kaisoku-sen/Yokosuka-sen (nr 2) Narita Kūkō/Kazusa-Ichinomiya/Kisarazu – Chiba – Tōkyō (perony podziemne) – Shin-Kawasaki – Ōfuna – Kurihama; pośpieszna na odcinku Chiba – Yokohama; pociągi 15-wagonowe; na odcinku Chiba – Tōkyō 14/5 poc./h, na odcinku Tōkyō – Ōfuna 8/4 poc./h.

przez Shinjuku
- JR埼京線・川越線・りんかい線直通 JR Saikyō-sen/Kawagoe-sen/Rinkai-sen chokutsū[a] (nr 19) Kawagoe – Ōmiya – Minami Urawa – Akabane – Shinjuku – Ōsaki – linia kolei Tōkyō Rinkai Kōsoku do Shin-Kiba; lokalna i pośpieszna; pociągi 10-wagonowe; na odcinku Ōmiya – Shinjuku 14/9 poc./h, na odcinku Shinjuku – Ōsaki 12/3 poc./h;
- JR湘南新宿ライン JR Shōnan-Shinjuku Line (nr 3) Odawara/Zushi – Ōfuna – Yokohama – Shin-Kawasaki – Shinjuku – Ōmiya – Maebashi/Utsunomiya; uzupełniająca pośpieszna; 6/4 poc./h.

przez centrum Tokio i Shinjuku
- JR中央・総武線 JR Chūō-Sōbu-sen (nr 12) Mitaka – Shinjuku – Akihabara – Nishi Funabashi – Chiba; lokalna na własnej parze torów; pociągi 10-wagonowe; 23/11 poc./h.

OBWODOWE
główna miejska
- JR山手線 JR Yamanote-sen (nr 9) Tōkyō – Shinagawa – Shinjuku – Ikebukuro – Ueno – Tōkyō; lokalna na własnej parze torów; pociągi 11-wagonowe; 24/15 poc./h.

peryferyjne
- JR武蔵野線・京葉線 JR Musashino-sen/Keiyō-sen (nr 30) Fuchū-Honmachi – Minami-Urawa – Nishi-Funabashi – Tōkyō/Kaihin-Makuhari; lokalna; 10/5 poc./h;
- JR川越線・八高線 JR Kawagoe-sen/Hachikō-sen (nr 20) Kawagoe – Komagawa – Haijima – Hachiōji; lokalna; 4/3 poc./h.

POŁUDNIE TOKIO I PREFEKTURA KANAGAWA
wylotowa z Tokio
- JR東海道線 JR Tōkaidō-sen (nr 1), trasa: Tōkyō – Kawasaki – Yokohama – Ōfuna – Odawara – Atami; pośpieszna na odcinku Tōkyō – Ōfuna; pociągi 15-wagonowe; 7/6 poc./h.

miejskie
- JR横浜線・根岸線 JR Yokohama-sen/Negishi-sen (nr 6), główna linia JR obsługująca obszar Jokohamy po trasie Hachiōji – Hashimoto – Shin-Yokohama (dworzec Shinkansen) – Yokohama – Negishi – Ōfuna; lokalna; 9/6 poc./h;
- JR南武線 JR Nambu-sen (nr 7), główna linia obsługująca obszar miasta Kawasaki na trasie dworzec Kawasaki – Tachikawa; lokalna; 21/6 poc./h.

peryferyjne
- JR鶴見線 JR Tsurumi-sen (nr 8), linie pracownicze do portu i fabryk Kawasaki ze stacji Tsurumi i Shitte; lokalne; 13/3 poc./h;
- JR相模線 JR Sagami-sen (nr 5) Chigasaki – Hashimoto – Hachiōji; lokalna; 4/2 poc./h;

ZACHÓD TOKIO, REGION TAMA
wylotowe z Tokio
- JR中央快速線 JR Chūō-kaisoku-sen (nr 11), główna grupa pociągów z Tōkyō na Chūō-honsen na trasie Tōkyō – Ochanomizu – Shinjuku – Tachikawa – Hachiōji – Ōtsuki; pośpieszna na odcinku Ochanomizu – Nakano (własna para torów), dalej pośpieszna i lokalna; pociągi 10-wagonowe; 31/17 poc./h; wiele pociągów tej grupy wjeżdża na linie 10 i 14;
- JR中央線・東京メトロ東西線直通 JR Chūō-sen-Tōkyō Metro Tōzai-sen chokutsū (nr 13) Mitaka – Nakano – Tōzai-sen metra (- Nishi Funabashi – Tsudanuma); lokalna; pociągi 10-wagonowe; 7/4 poc./h „przechodzi” na metro w Mitaka (w Nishi-Funabashi niektóre pociągi JR i metra „przechodzą” na JR Sōbu-sen: 4/- poc./h; niektóre pociągi metra z Mitaki jadą dalej linią kolei „trzeciego sektora” Tōyō Kōsoku);

peryferyjne z dworca Tachikawa
- JR中央 JR Chūō-sen (nr 10) Tachikawa – Hachiōji – Kōfu i dalej; lokalna; 13/10 poc./h;
- JR大目線 JR Ōme-sen (nr 14) Tachikawa – Haijima – Oku-Tama; lokalna; 8/5 poc./h;
- JR五日市線 JR Itsukaichi-sen (nr 15) Tachikawa – Haijima – Musashi-Itsukaichi; lokalna; 4/3 poc./h;

PÓŁNOC TOKIO
wylotowe z Tokio
- JR宇都宮線 JR Utsunomiya-sen (nr 17) Ueno – Ōmiya – Utsunomiya i dalej po Tōhoku-honsen; na odcinku Ueno – Ōmiya pośpieszna; pociągi 15-wagonowe; 9/6 poc./h;
- JR高崎線 JR Takasaki-sen (nr 18) Ueno – Ōmiya – Takasaki (po Jōetsu-honsen); na odcinku Ueno – Ōmiya pośpieszna; pociągi 15-wagonowe; 10/4 poc./h;
- JR常磐線 JR Jōban-sen (nr 21) Ueno – Kita-Senju – Abiko – Mito – Hitachi; lokalna; pociągi 15-wagonowe; na odcinku Ueno – Abiko 16/6 poc./h (wraz z linią 22);
- JR常磐快速線・成田線 JR Jōban-kaisoku-sen/Narita-sen (nr 22) Ueno – Kita-Senju – Abiko – Narita pośpieszna między Ueno – Abiko; na odcinku Narita – Abiko 3/2 poc./h;
- JR常磐線・東京メトロ千代田線直通 JR Jōban-sen/Tōkyō Metro Chiyoda-sen chokutsū (nr 23) Toride – Ayase – linia Chiyoda metra do Yoyogi-Uehara; lokalna na własnej parze torów między Toride i Ayase; pociągi 10-wagonowe (pociągi JR nie wjeżdżają na linię Odakyū i viceversa); 17/5 poc./h;

peryferyjne z Takasaki, m.in.:
- JR八高線 JR Hachikō-sen (nr 16) Komagawa – Takasaki i dalej na Shin’etsu-sen; lokalna; 2/1 poc./h.

WSCHÓD TOKIO, CHIBA
Główne połączenie Tokio z Chibą realizowane jest przez trasy średnicowe Chūō-Sōbu i Sōbu-kaisoku/Yokosuka. Część pociągów tej drugiej grupy wjeżdża na linie lokalne 24-27.
druga wylotowa z Tokio
- JR京葉線 JR Keiyō-sen[b] (nr 29) Tōkyō (perony podziemne) – Shin-Kiba – Soga – Kisarazu/Ōhara/Narutō; lokalna i pośpieszna; 17/9 poc./h;

peryferyjne z Chiby
- JR総武線 JR Sōbu-sen (nr 24) Chiba – Sakura – Narutō i dalej; lokalna; 4/2 poc./h;
- JR内房線 JR Uchibō-sen (nr 25) Chiba – Soga – Kisarazu i dalej; lokalna i pośpieszna; 5/4 poc./h;
- JR外房線 JR Sotobō-sen (nr 26) Chiba – Soga – Ōami – Kazusa-Ichinomiya – Ōhara i dalej; lokalna i pośpieszna; 4 poc./h;
- JR成田線 JR Narita-sen (nr 27) Chiba – Sakura – Narita i dalej; lokalna; 3/2 poc./h;
- JR東金線 JR Tōgane-sen (nr 28) Ōami – Naritō; lokalna; 2/1 poc./h.

Ruch pociągów miejsko-aglomeracyjnych jest na wielu kierunkach bardzo gęsty, na liniach czterotorowych sięga 60 par pociągów w godzinie szczytu. System JR jest przeciążony, obciążenia w porannym szczycie sięgają 210% nominalnej pojemności pociągów. Trzy linie JR eksploatowane są z ”przechodzeniem pociągów” na metro, jedna – z „przechodzeniem” na Rinkai-sen.

### Shinkansen a ruch regionalny
Linie Shinkansen, dochodzące do Dworca Tōkyō, mają stacje rozmieszczone co 30-40 km. Kilka z nich przypada na region Kantō. Chociaż na bliższych dystansach system taryfowy preferuje codzienne podróże pociągami konwencjonalnymi, to prędkości osiągane przez pociągi Shinkansen umożliwiają dojazdy na większych odległościach. Wyjątkową rolę pełni ponadto Nagano Shinkansen, który, wobec zamknięcia równoległej linii konwencjonalnej pod przełęczą Usui, przenosi cały ruch między rejonem Karuizawy i Tokio.
W 2006 r. na linii Shinkansen eksploatowanej przez JR Tōkai 2,7%, a na sieci JR Higashi Nihon aż 8,5% pasażero-km wykonane zostało przez pasażerów posiadających bilety miesięczne. O ile pierwsza liczba odnosi się również do regionów zurbanizowanych Keihanshin i Nagoi, o tyle druga liczba obejmuje w większości ruch w okręgu tokijskim.
Zespoły piętrowe „MAX” (typu E4) zostały wprowadzone z myślą o zwiększeniu pojemności linii dla pomieszczenia dojeżdżających do pracy. Na Jōetsu i Tōhoku Shinkansen specjalnie dla nich wprowadzono pociągi krótkodystansowe (Nasuno do stacji 郡山 Kōriyama – 1 para na godz. i Tanigawa do stacji 越後湯沢 Echigo-Yuzawa – 1-2 pary na godz.). Na Tōkaidō Shinkansen ruchowi codziennemu służą głównie pociągi Kodama, zatrzymujące się na wszystkich stacjach (2 pary na godz.).

## Koleje prywatne

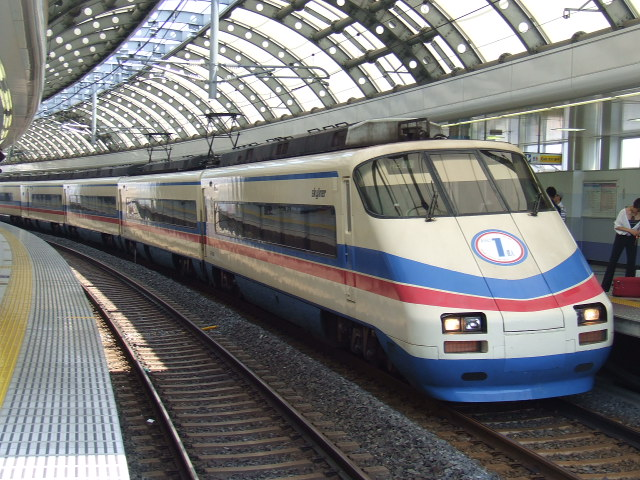
Pociąg ekspresowy na linii aglomeracyjnej. Funabashi. Skyliner kolei Keisei (do Lotniska Narita) na stacji 京成船橋 Keisei-Funabashi

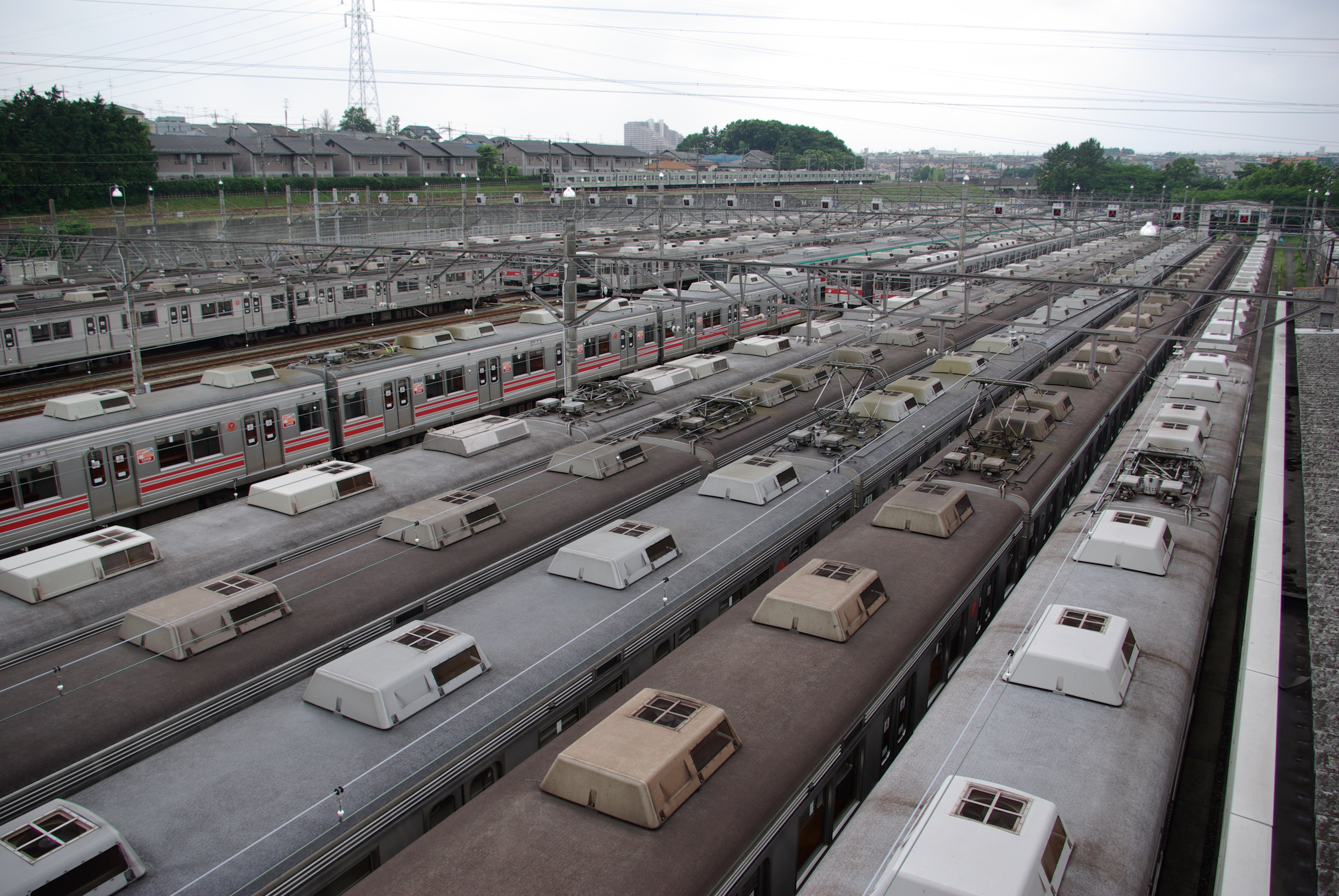
Machida/Jokohama. Zajezdnia 長津田 Nagatsuta na linii 田園都市線 Den’entoshi kolei Tokyū

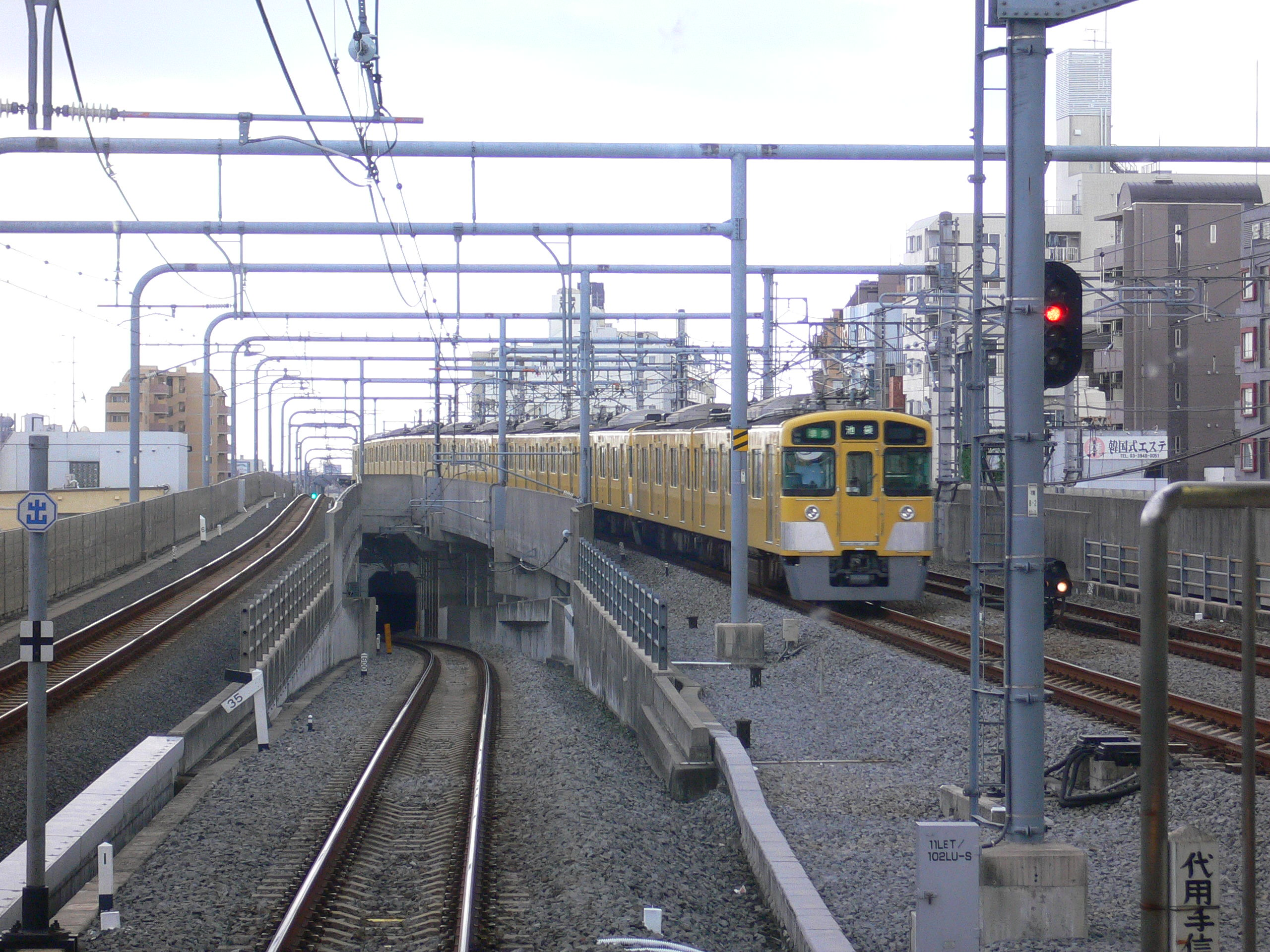
Linia czterotorowa na wiadukcie w strefie gęstej zabudowy. Tokio – linia Ikebukuro-sen kolei Seibu koło stacji Nerima; widoczny wlot tunelu linii Seibu-Yūrakuchō-sen łączącej sieć Seibu z siecią Tōkyō Metro

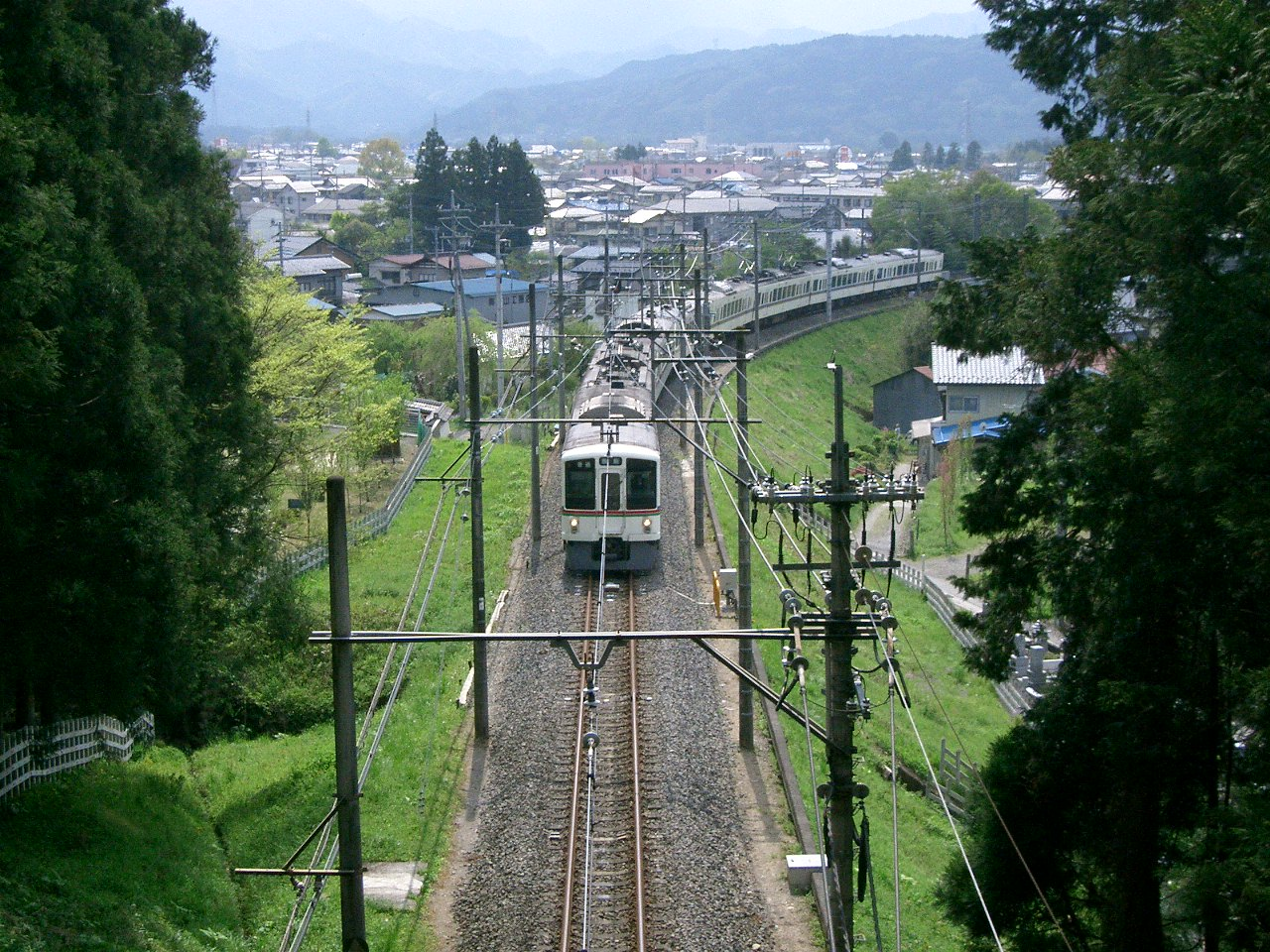
Linia jednotorowa na krańcu regionu metropolitarnego. Chichibu (Pref. Saitama). Linia Chichibu-sen kolei Seibu. Stąd do centrum Tokio jest 70 km przez niemal pięciokilometrowy tunel

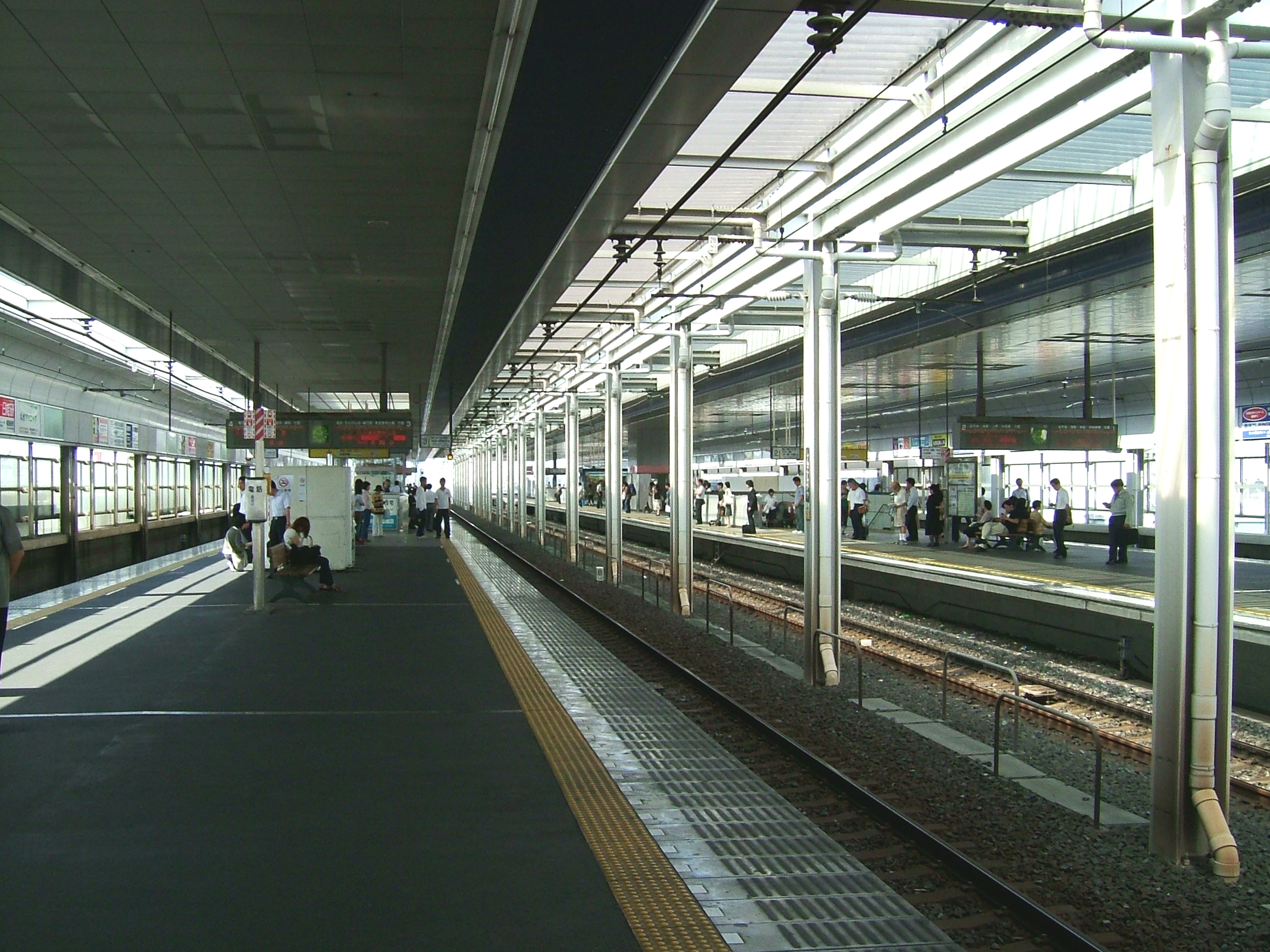
Duża stacja na przebudowanej, czterotorowej linii. Koshigaya – Tōbu-Isesaki-sen, dworzec Shin-Koshigaya

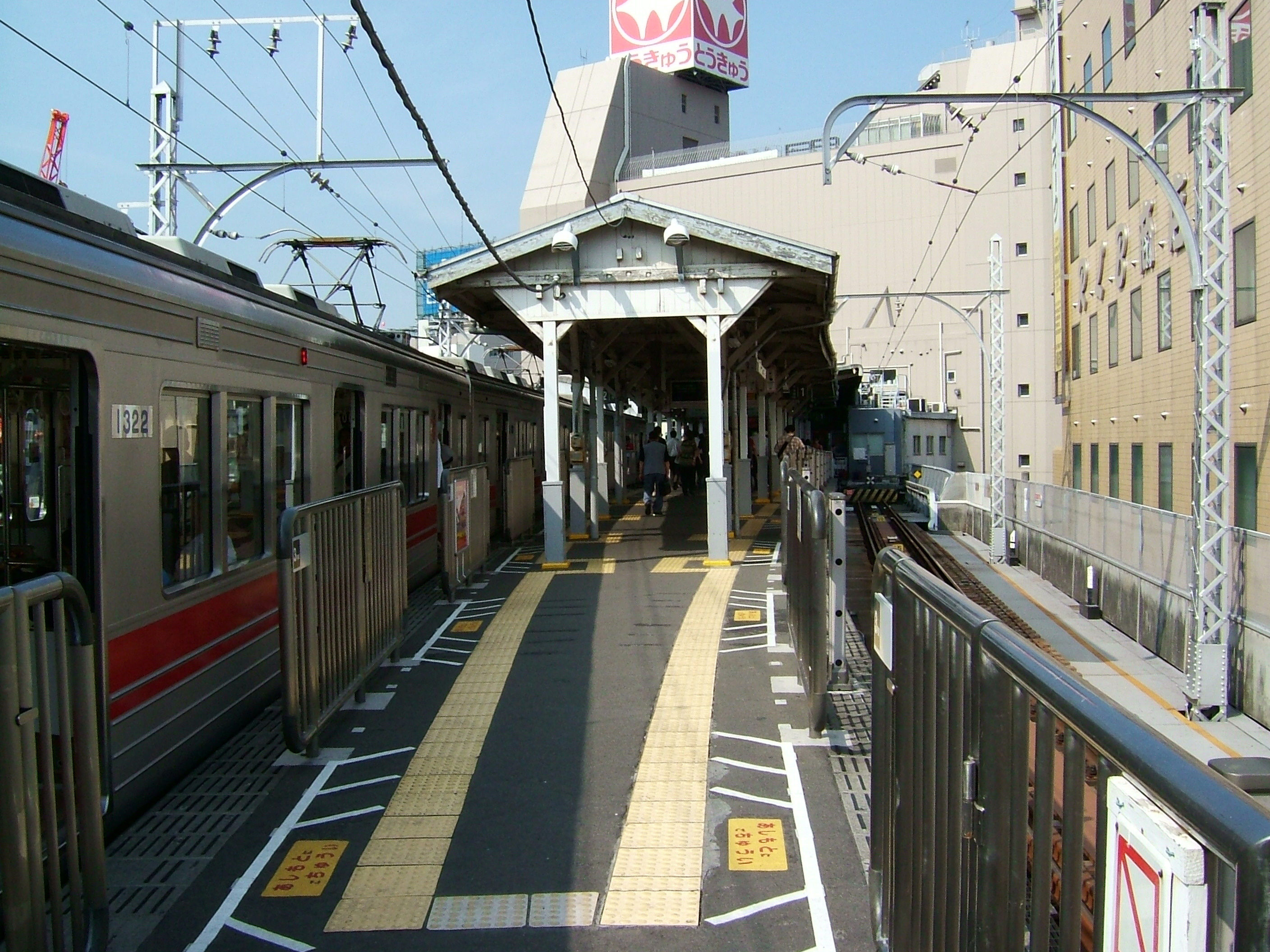
Zachowana stacja z okresu kolejki dojazdowej. Tokio, stacja Gotanda kolei Tōkyū

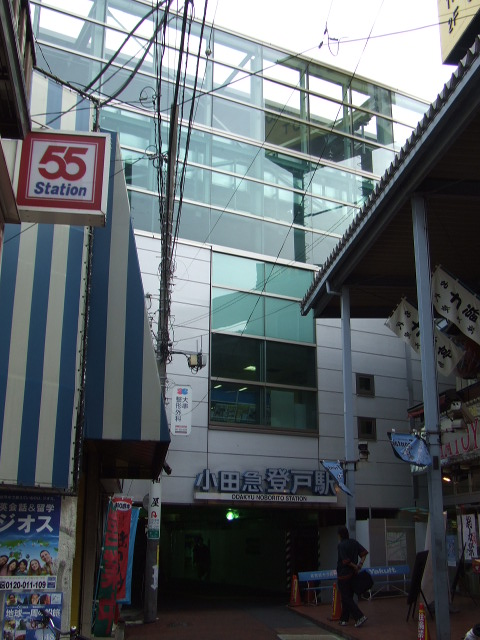
Sąsiedztwo zabudowy i kolei. Kawasaki, stacja Noborito na linii Odakyū

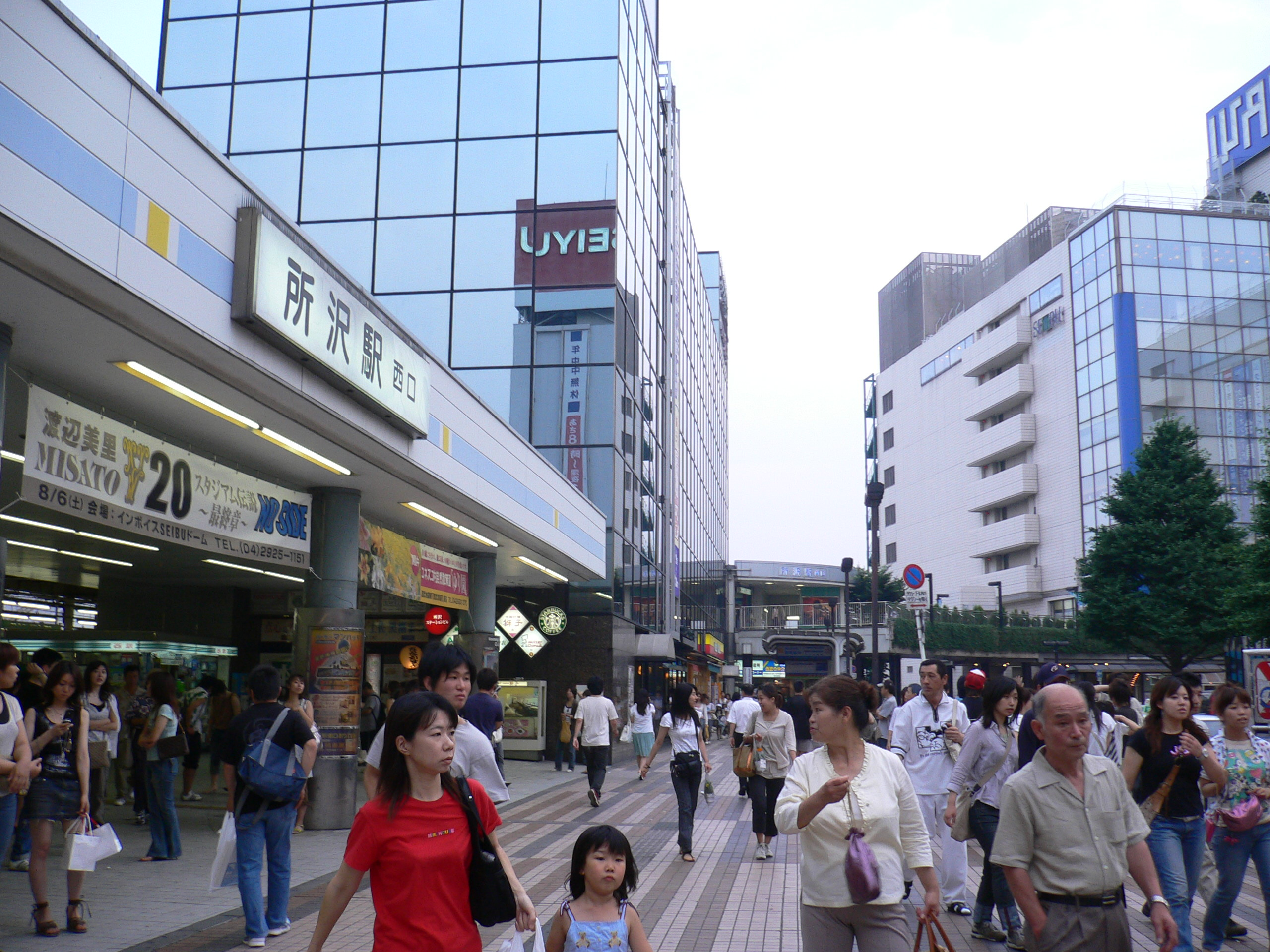
Kluczowa rola kolei aglomeracyjnej w urbanizacji. Tokorozawa. Dworzec kolei Seibu jest centralnym punktem w mieście

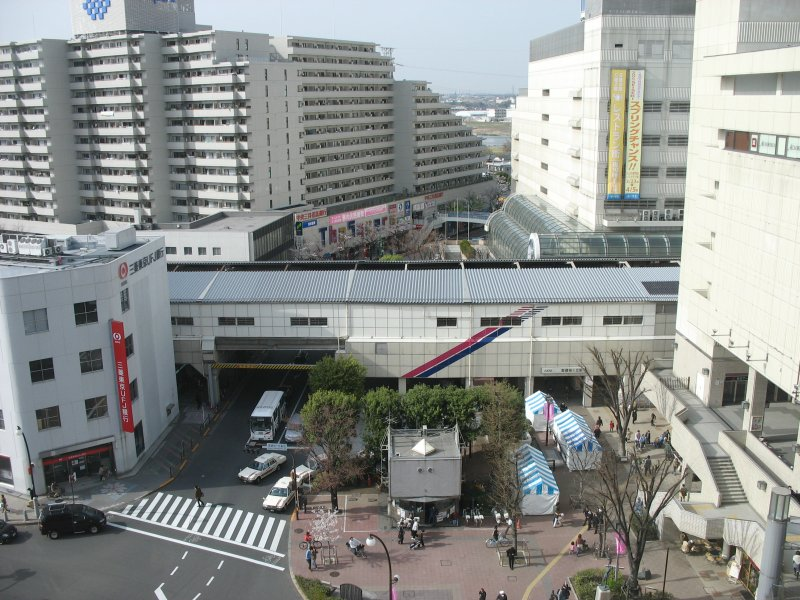
Stacja jako centrum nowej dzielnicy. Tama, Seiseki-Sakuragaoka na Keiō-sen

Wielką rolę – dowozową, a także lokalną w obrębie przedmieść – spełnia kilkanaście linii kolei prywatnych (私立鉄道 shiritsu tetsudō, w skrócie 私鉄 shitetsu), rozwiniętych z dawnych kolejek dojazdowych. Ich linie mają różny stopień bezkolizyjności w stosunku do sieci ulicznej, jednakże eksploatowane są z intensywnością podobną do metra. Żadna z tych kolei nie przekracza granicy obszaru centralnego Tokio. W jego obrębie ruch przejmowany jest przez sieć metra albo sieć miejską kolei JR. Część pociągów jadących liniami kolei prywatnych (albo wszystkie – zależnie od linii) może wjeżdżać bezpośrednio na linie metra (tzw. „przechodzenie pociągów”).
W południowym Kantō znajdują się następujące koleje prywatne (kolejność według długości sieci):
- 東武鉄道 Tōbu Tetsudō (pol.: „Kolej Tōbu”) obsługuje północną część aglomeracji i daleką strefę podmiejską, działając, oprócz Tokio i Saitamy, także w prefekturach Północnego Kantō. Główna sieć wychodzi od tokijskiego dworca Asakusa (Tokio) linią 伊勢崎線 Isesaki-sen i sięga Kuzū, Utsunomiya, Nikkō, Shin-Fujiwara (130 km od Tokio; wszystkie stacje w Pref. Tochigi) oraz Isesaki, Kiriū (Pref. Gunma). Na stacji Kita-Senju sieć ta jest połączona z linią metra Hibiya-sen (połowa pociągów metra „przechodzi”), na stacji Oshiage z Hanzōmon-sen (niektóre pociągi metra „przechodzą”), na stacji Kurihashi z JR Tōhoku-sen („przechodzą” ekspresy Nikkō – Shinjuku), a na stacji Shin-Fujiwara z koleją prywatną 野岩鉄道 Yagan Tetsudō. Za jej pośrednictwem pociągi Tōbu osiągają stację Aizu-Tajima na kolejnej linii prywatnej 会津鉄道 Aizu Tetsudō (ok. 170 km od centrum Tokio). Znajduje się tam popularny region turystyczny gór Prefektur Tochigi i Fukushima. Osobna mała sieć wychodzi z Ikebukuro w Tokio (linią 東上線 Tōjō-sen) w kierunku miasta Kawagoe i sięga Yorii i Ogose (Pref. Saitama); jest ona połączona z linią metra Yūrakuchō-sen na stacji Wakō-shi. Eksploatuje się również linię obwodową wokół Tokio między Ōmiya-ku i Funabashi. Tōbu ma drugą pod względem wielkości sieć wśród japońskich kolei prywatnych; liczy ona 463,3 km. Tor rozstawu 1067 mm; zatrudnienie 5197 osób. Średniodziennie przewozi się ok. 2344 tys. osób[2]. Roczna praca kolei – 12558 mln pas.km.[3].

- 西武鉄道 Seibu Tetsudō (pol.: „Kolej Seibu”) obsługuje ruch do Regionu Tama i Prefektury Saitama na dwóch głównych kierunkach: Shinjuku – Kodaira – Tokorozawa – Kawagoe (z  odgałęzieniem Kodaira – Haijima) oraz Ikebukuro – Tokorozawa – Hannō – Chichibu. Kolej ma także dużą sieć lokalną w okolicach miast Kokubunji, Kodaira i Tokorozawa oraz oderwaną linię w mieście Fuchū. Długość sieci 179,8 km (z tego 176,6 km w ruchu pasażerskim); rozstaw toru 1067 mm; liczba zatrudnionych 3289 osób. Średniodzienne przewozy: ok. 1680 tys. osób[4]. Roczna praca kolei – 8687 mln pas.km. Na stacji Kotake-Mukaihara sieć jest połączona z linią metra Yūrakuchō (część pociągów metra „przechodzi” na Seibu i odwrotnie).

- 小田急電鉄 Odakyū Dentetsu (pol.: „Kolej Elektryczna Odakyū”) działa między Shinjuku a miastem Odawara przechodząc przez północne dzielnice Jokohamy i inne, urbanizujące się miasta Prefektury Kanagawa. Istnieją też odgałęzienia do Enoshimy oraz do centrum Tama New Town (Karakida). Długość sieci 120,5 km; rozstaw szyn 1067 mm; zatrudnienie 3478 osób. Kolej przewozi codziennie średnio ok. 1890 tys. osób[5]. Roczna praca kolei – 10624 mln pas.km. Sieć jest połączona z linią metra tokijskiego Chiyoda (na stacji Yoyogi-Uehara; niektóre pociągi metra „przechodzą”), z należącą do Odakyū 箱根登山鉄道 Hakone Tōzan Tetsudō (na stacji Odawara, jazda torem trójszynowym) oraz z JR Gotenba-sen (przy stacji Shin-Matsuda; ekspresy Asagiri relacji Shinjuku – Numazu).

- 京成電鉄 Keisei Dentetsu (pol.: „Kolej Elektryczna Keisei”[d]) obsługuje kierunek Ueno (Tokio) – Ichikawa – Funabashi – Tsudanuma – Lotnisko Narita z odgałęzieniem Tsudanuma – Chiba. Sieć długości 102,4 km; rozstaw toru 1435 mm; zatrudnienie 1818 osób. Średniodziennie kolej przewozi 685,0 tys. osób[6]. Roczna praca kolei – 3509 mln pas.km. Kolej jest połączona z linią metra Toei-Asakusa-sen na stacji Oshiage (prawie wszystkie pociągi „przechodzą”), a za jej pośrednictwem także z siecią kolei prywatnej Keikyū. Ponadto Keisei jest połączona z liniami kolei „trzeciego sektora” Hokusō i Shibayama oraz z linią kolei prywatnej Shin-Keisei.

- 東京急行電鉄 Tōkyō Kyūkō Dentetsu (pol.: „Szybka Kolej Elektryczna Tokio”), w skrócie 東急電鉄 Tōkyū Dentetsu to duży system działający na obszarze zurbanizowanym między południowo-zachodnim fragmentem „pętli Yamanote” a centrum Jokohamy oraz gwałtownie się urbanizującymi terenami północnych dzielnic tego miasta. Kolej dysponuje dwiema głównymi liniami na kierunkach: Shibuya – Misonoguchi – Nagatsuta – Chūō-Rinkan (m. Yamato) oraz Shibuya – Hiyoshi – dw. Yokohama. Pierwsza z nich jest przedłużeniem linii Hanzōmon tokijskiego metra (stacja Shibuya; wszystkie pociągi „przechodzą”). Druga jest powiązana z linią Hibiya tokijskiego metra na stacji Naka-Meguro (niektóre pociągi metra „przechodzą”), na drugim końcu zaś jej przedłużeniem jest kolej Minato Mirai 21, obsługująca nowe centrum Jokohamy. Trzecia ważna, ale dość krótka linia stała się przedłużeniem linii metra tokijskiego Namboku i Toei-Mita (stacja Meguro; wszystkie pociągi „przechodzą”). Ponadto istnieje kilka innych linii mniejszego znaczenia, tworzących dość gęstą sieć na południowo-zachodnich przedmieściach Tokio (w tym jedna jest obsługiwana taborem tramwajowym). Długość sieci: 100,1 km, tor 1067 mm, liczba zatrudnionych – 3383 osób. Średnio dziennie kolej przewozi 2790 tys. osób[7]. Roczna praca kolei – 9577 mln pas.km.

- 京浜急行電鉄 Keihin Kyūkō Dentetsu (pol.: „Szybka Kolej Elektryczna Keihin”[e]), w skrócie 京急電鉄 Keikyū Dentetsu eksploatuje linię Sengakuji (Tokio) – Shinagawa – Yokohama – Uraga z odałęzieniem Kamata – Lotnisko Haneda oraz z dwoma odgałęzieniami na Półwyspie Miura. Sieć długości 87 km; rozstaw szyn 1435 mm; zatrudnienie 1892 osób. Średniodziennie kolej przewozi 1160 tys. osób[8]. Roczna praca kolei – 6229 mln pas.km. Na stacji Sengakuji kolej jest powiązana z linią metra Toei-Asakusa-sen (połowa pociągów Keikyū „przechodzi”), a za jej pośrednictwem z koleją prywatną Keisei i koleją „trzeciego sektora” Hokusō.

- 京王電鉄 Keiō Dentetsu (pol.: „Kolej Elektryczna Keiō”) obsługuje ruch do Regionu Tama na kierunku Shinjuku – Chōfu – Hachiōji – Takaosanguchi, z odgałęzieniami, z których najważniejsza jest linia Chōfu – centrum Tama New Town – Hashimoto. Osobno eksploatowana jest linia Shibuya – Kichijōji (Inokashira-sen). Długość sieci 84,7 km; rozstaw toru 1372 mm (linia Inokashira – 1067 mm); zatrudnienie 2143 osoby. Średniodzienne przewozy ok. 1690 tys. osób[9]. Roczna praca kolei – 7286 mln pas.km. Kolej jest połączona na stacji Shinjuku (na linii Keiō-Shinsen) z linią metra Toei-Shinjuku-sen (wszystkie pociągi tej linii „przechodzą” na linię metra).

- 関東鉄道 Kantō Tetsudō, w skrócie 関鉄 Kantetsu, eksploatuje dwie niepołączone linie w Prefekturze Ibaraki, dowożące do linii JR Jōban-sen: krótką 竜ヶ崎線 Ryūgasaki-sen do miasta Ryūgasaki (4,5 km), otwartą w 1900 r., oraz otwartą w 1913 r. 常総線 Jōsō-sen między Toride i Shimodate (m. Chikusei) – długości 51,1 km. Linie są niezelektryfikowane, na torze 1067 mm. Kolej zatrudnia 767 osób. Obie linie przewożą dziennie średnio 31,2 tys. osób[10]. Kolej leży dość blisko Tokio (dlatego została tutaj uwzględniona), ale jej charakter ma więcej wspólnego z typową koleją regionalną niż aglomeracyjną.

- 小湊鉄道 Kominato Tetsudō eksploatuje niezelektryfikowaną, jednotorową linię na Półwyspie Bōsō (Prefektura Chiba) długości 39,1 km (otwarta 1928, łączącą się z linią JR Uchibō w mieście Shihara. Średniodzienne przewozy – 4,5 tys. osób. Kolej, ze względu na zachowany klimat sprzed półwiecza i górski krajobraz, jest popularnym miejscem wycieczek z Tokio, ale trend spadkowy przewozów w ostatnich latach jest dramatyczny.

- 相模鉄道 Sagami Tetsudō (pol.: „Kolej Sagami”), w skrócie 相鉄 Sōtetsu, działa głównie na terenie miasta Jokohama. Jej mała sieć łączy dworzec Yokohama ze strefą podmiejską na wschodzie (Shōnandai) i północnym wschodzie (Ebina). Długość sieci 38,1 km; rozstaw toru: 1435 mm; zatrudnienie: 1658 osób. Średniodziennie kolej przewozi ok. 620 tys. osób[11]. Roczna praca kolei – 2616 mln pas.km.

- 新京成電鉄 Shin-Keisei Dentetsu (pol.: „Kolej Elektryczna Nowa Keisei”) jest firmą, w której decydujące udziały ma kolej Keisei. Eksploatuje jedną linię w Prefekturze Chiba, obwodową w stosunku do Tokio (relacja Tsudanuma – Matsudo), długości 26,5 km; tor 1435 mm; zatrudnienie 500 osób. Średniodziennie przewozi ok. 272 tys. osób. Roczna praca kolei – 727,6 mln pas.km.[12] Kolej jest połączona z siecią Keisei na stacji Tsudanuma (część pociągów „przechodzi”).

- 箱根登山鉄道 Hakone-Tozan Tetsudō eksploatuje linię między miastem Odawara a miastem-kurortem Hakone Tozan (otwierana w l. 1919-1930). Długość linii 15 km, tor 1435 mm. Spadek maksymalny 8% (jeden z najbardziej stromych na świecie na kolejach adhezyjnych); trasa ma trzy miejsca „zygzakowania”. Na dolnym odcinku (Odawara – Hakone-Yumoto) linia ma tor trójszynowy, umożliwiający wjazd pociągów kolei Odakyū. Linią przewozi się dziennie średnio ok. 22 tys. osób. Poza tym kolej eksploatuje linię funikularu, zintegrowaną z pierwszą linią na stacji końcowej Gōra. Obie koleje służą w ruchu turystycznym na masyw wulkanu Hakone. Kolej należy do „Grupy Odakyū”.

- 江ノ島電鉄 Enoshima Dentetsu eksploatuje jednotorową linię między stacjami Fujisawa i Kamakura (Prefektura Kanagawa). Służy ona dla dowozu do kąpieliska Enoshima oraz jako komunikacja wzdłuż wybrzeża. Długość linii 10 km, tor 1067 km, zatrudnienie 452 pracowników. Na krótkim odcinku tor przebiega środkiem jezdni. Dziennie kolej przewozi średnio 39 tys. osób[13]. Kolej należy do „Grupy Odakyū”.

- 伊豆箱根鉄道 Izu-Hakone Tetsudō eksploatuje w południowym Kantō jedną linię 大雄山線 Daiyū-zan-sen długości 9,6 km, tor 1067 mm (otwartą 1925), biegnącą między miastem Minami Ashigara a dworcem w mieście Odawara. Średniodziennie linią przewozi się ok. 22 tys. osób. Kolej należy głównie do „Grupy Seibu”.

- 湘南モノレール Shōnan Monorail – jedna linia kolei jednoszynowej typu podwieszonego, eksploatowana na terenie miast Kamakura i Fujisawa, otwarta w 1970 r. Jej główną funkcją jest dowóz pasażerów linii JR Tōkaidō od stacji Ōfuna (m. Kamakura) do Enoshimy – popularnego kąpieliska nad Pacyfikiem, dlatego może być traktowana jako element sieci aglomeracyjnej. Długość linii 6,6 km; zatrudnienie – 103 pracowników. Średniodzienne przewozy – ponad 28 tys. osób[14]. Głównym udziałowcem kolei jest koncern Mitsubishi.

- 総武流山電鉄 Sōbu Nagareyama Dentetsu, zwykle skracane do 流山線 Nagareyama-sen (są też nazwy 流鉄 Ryūtetsu lub 流電 Ryūden) – krótka linia kolei dojazdowej długości 5,7 km (tor 1067 mm), funkcjonująca dla dowozu mieszkańców miasta Nagareyama do stacji Mabashi (m. Matsudo) na linii JR Jōban; Prefektura Ibaraki. Jej dzienne przewozy rzędu 13,7 tys. osób zmalały drastycznie po uruchomieniu kolei „Tsukuba Express” – w 2005 r. wynosiły tylko 11,4 tys. osób.

## Koleje „trzeciego sektora” （第三セクターの鉄道）

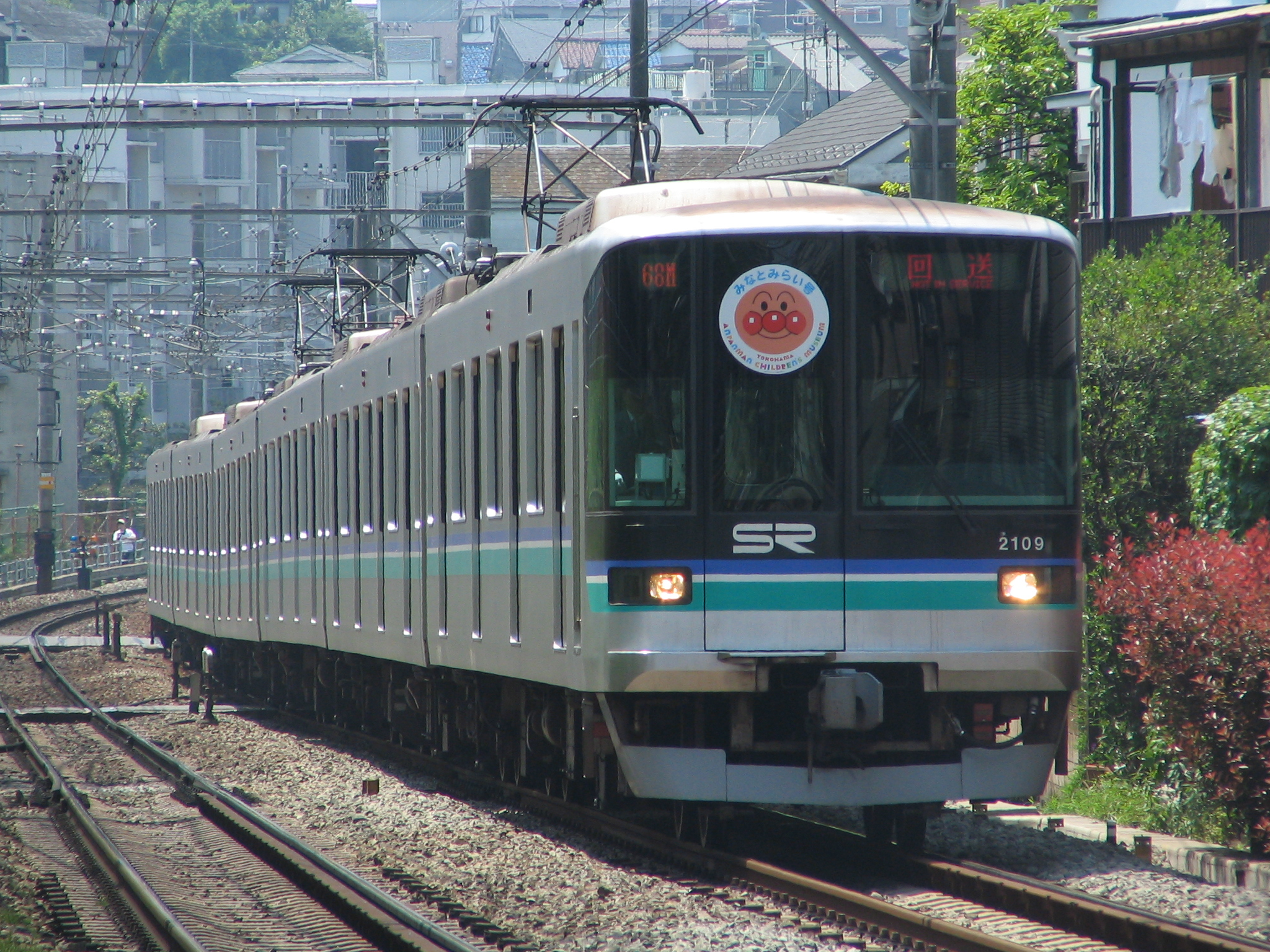
„Przechodzenie” na obce sieci. Pociąg specjalny kolei Saitama do „Minato-Mirai” jadący na Tōkyū-Tōyoko-sen. W tym kursie skład przejeżdża liniami czterech zarządów

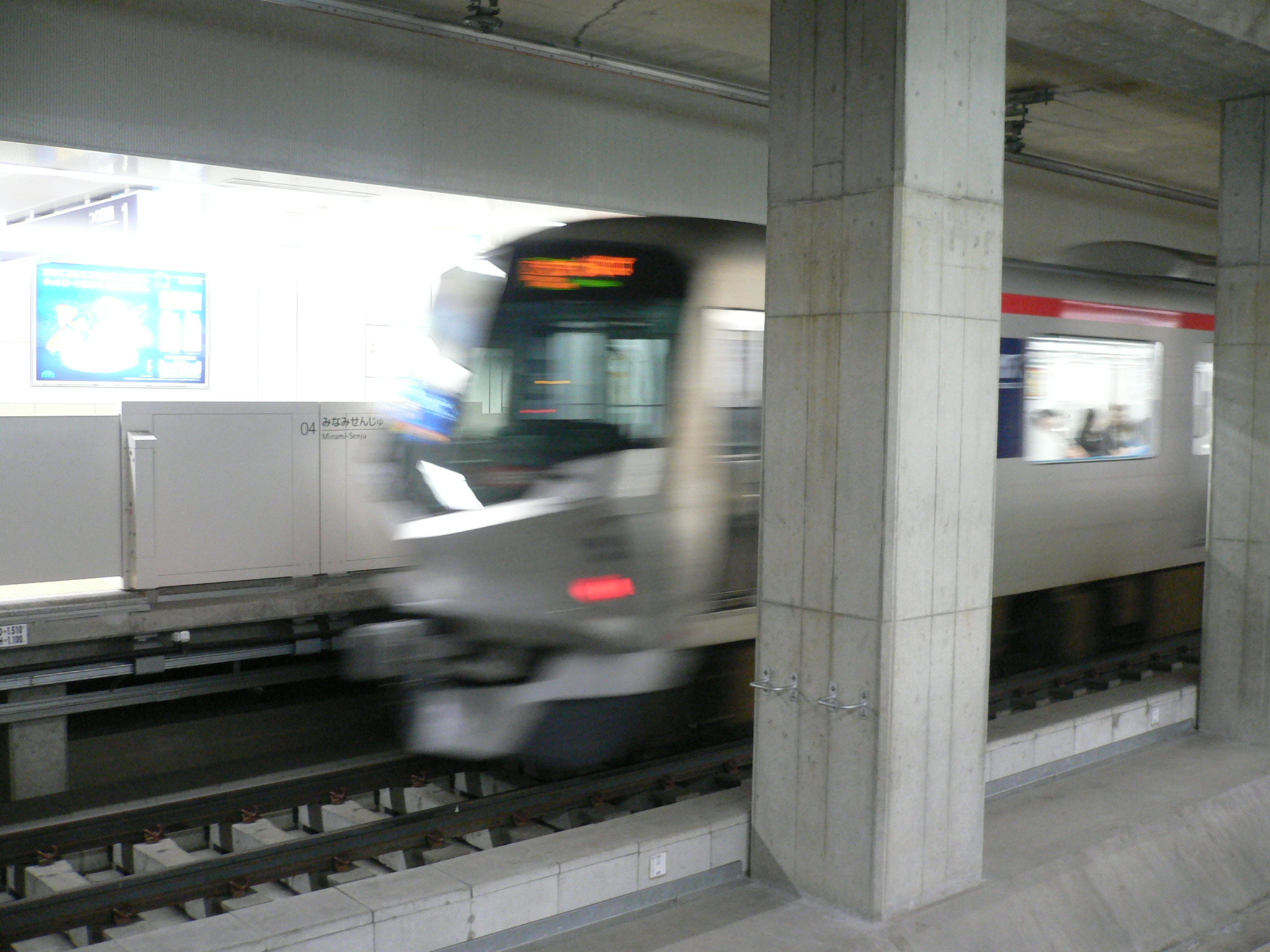
Wyjątek na liniach „trzeciego sektora” – własna linia pod śródmieściem Tokio. „Tsukuba Express”, stacja Minami-Senju

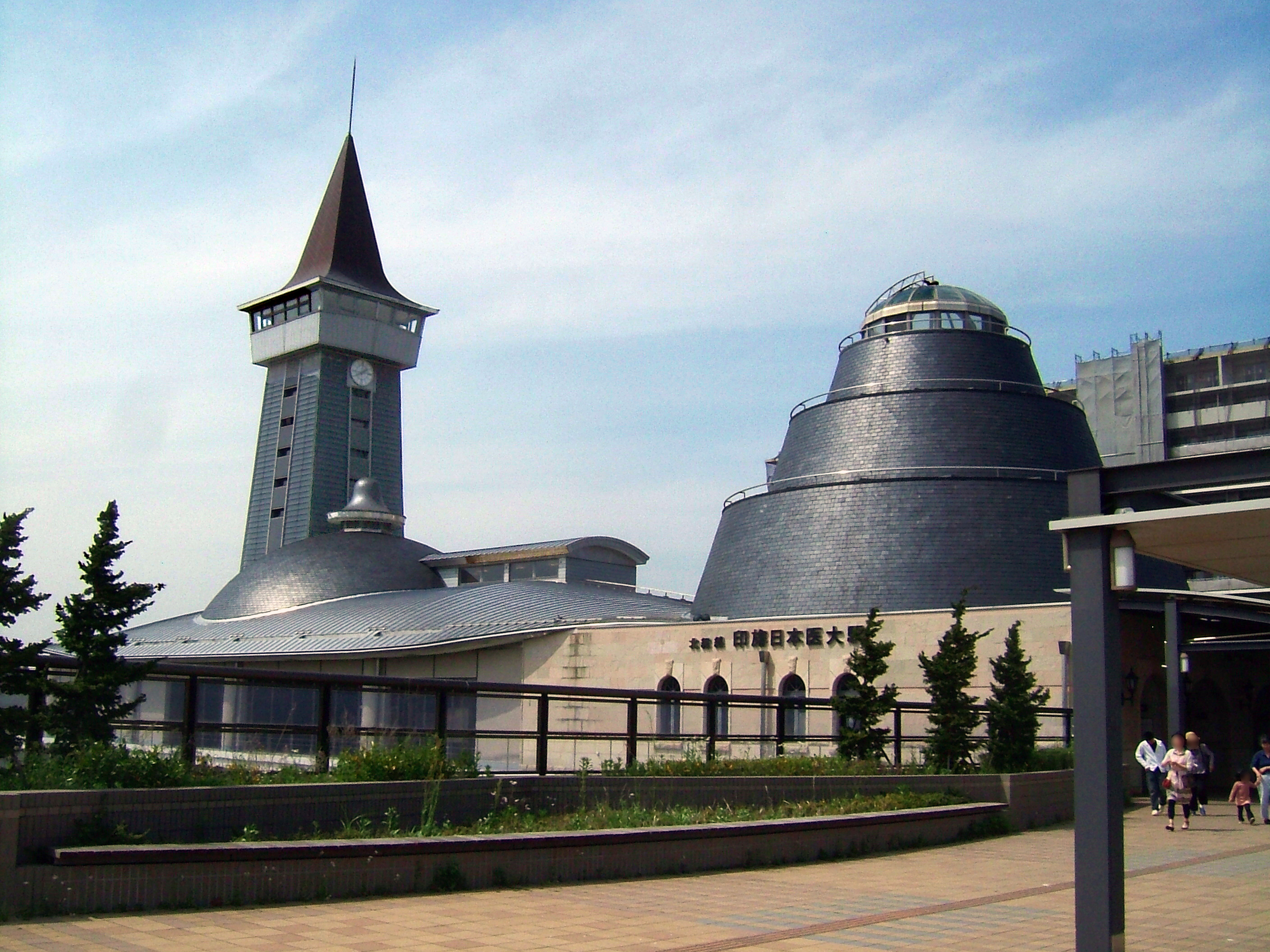
Architektura kolei jako marketing deweloperski. Imba-mura – stacja Imba-Nihon-Idai na Hokusō-sen

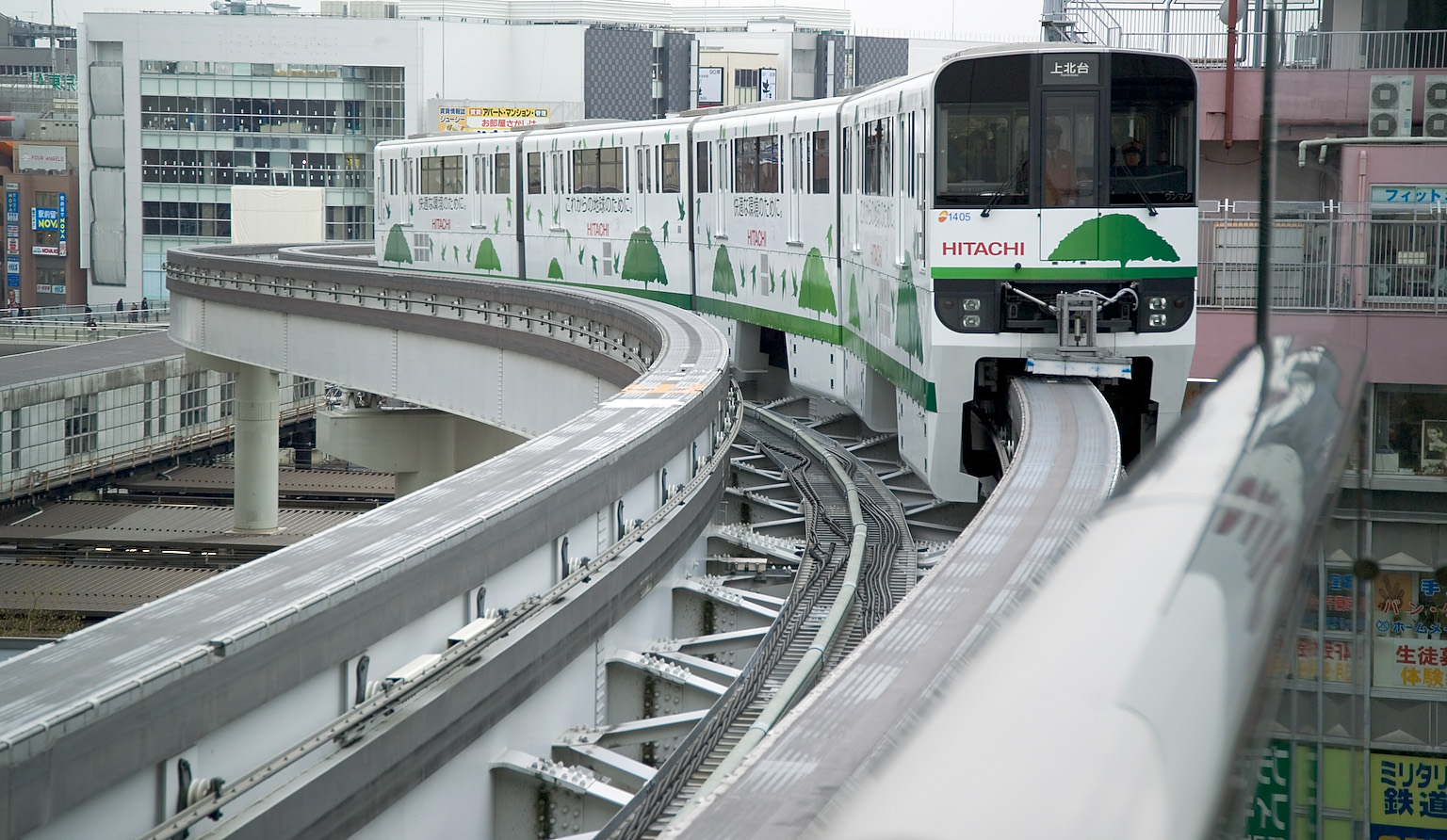
Kolej jednoszynowa w ruchu miejsko-aglomeracyjnym. Tachikawa – „Tama Monorail” nad dworcem JR Tachikawa

W Japonii „trzecim sektorem” (第三セクター daisan sekutā) określa się przedsiębiorstwa o mieszanym kapitale publiczno-prywatnym. Koleje „trzeciego sektora” bywają ujęte w ramach grupy kolei prywatnych, tutaj jednak są wymienione osobno.
Wspólnym elementem genezy kolei „trzeciego sektora” jest powiązanie z polityką pozyskiwania terenów pod urbanizację. Mogą to być zarówno tereny leżące na zewnątrz miast, jak i położone centralnie, ale ulegające restrukturyzacji. Standard techniczny tych kolei jest wysoki, obejmuje całkowicie bezkolizyjne torowiska i stosunkowo wysokie prędkości maksymalne. Jedna z tych kolei jest częściowo wykonanym szybkim połączeniem lotniska.
W Południowym Kantō są następujące koleje „trzeciego sektora” (kolejność według długości linii):
- つくばエクスプレス Tsukuba Express (określana też symbolem „TX”), oficjalnie 首都圏新都市鉄道 Shuto-ken Shin Toshi Tetsudō (ang.: Metropolitan Intercity Railway; pol.: „Nowa Kolej Miejska Regionu Stołecznego”), eksploatuje jedną linię (otwartą 2005), która łączy Akihabara (Tokio) z centrum nowego miasta Tsukuba. Całkowicie bezkolizyjna linia, zaprojektowana na prędkość maksymalną 130 km/h, ma długość 58,3 km; rozstaw szyn 1067 mm; zasilanie górne – na odcinku miejskim =1500V, na odcinku zewnętrznym (za stacją Moriya) ~20000V 50Hz. Kolej jest eksploatowana w trybie ATO. Kolej zatrudnia 595 pracowników. Średniodziennie kolej przewoziła w 2006 r. ponad 195 tys. osób, w pierwszych miesiącach 2007 r. – już 239 tys. Oprócz połączenia obu miast, celem strategicznym kolei jest stymulowanie urbanizacji terenów wschodniej części zespołu miejskiego Tokio[15].
- 北総鉄道 Hokusō Tetsudō (pol.: „Kolej Hokusō”[f]) – linia zbudowana 1979–1999 dla pobudzenia urbanizacji terenów Chiba New Town oraz dla obsługi Lotniska Narita (zewnętrzny odcinek przewidziany do ukończenia w 2010 r.). Obecnie eksploatuje się linię od stacji 高砂 Takasago do stacji 印旛日本医大 Imba-Nihon-Idai w miejscowości Imba. Formalnie na wschód od stacji Komura infrastruktura należy do Chiba New Town Tetsudō. Linia była projektowana dla prędkości 160 km/h. Tor 1435 mm, długość trasy w eksploatacji – 32,3 km; zatrudnienie – 277 osób. Średniodziennie kolej przewozi 125,0 tys. osób[16]. Na stacji Takasago linia jest powiązana z siecią kolei prywatnej Keisei, a za jej pośrednictwem z linią metra Toei-Asakusa-sen.
- いすみ鉄道 Isumi Tetsudō – jednotorowa, niezelektryfikowana linia na Półwyspie Bōsō; długość 26,8 km, tor 1067 mm (otwierana 1930–1934). Średniodzienne przewozy – 1,3 tys. osób. Geograficznie, linia jest kontynuacją linii kolei Kominatsu. Linia była zbudowana jako kolej sieci krajowej. Ze względu na wielki deficyt, stanęła w obliczu zagrożenia likwidacją. Została przejęta przez gminy i jako taka funkcjonuje do dziś.
- 東葉高速鉄道 Tōyō Kōsoku Tetsudō (pol.: „Szybka kolej Tōyō”[g]) eksploatuje linię otwartą w 1996 r. na terenie miast Funabashi i Yachiyo. Linia jest całkowicie bezkolizyjna, prędkość maksymalna 100 km/h; długość 16,2 km; tor 1067 mm. Kolej zatrudnia 284 pracowników i przewozi dziennie ok. 130 tys. osób[17]. Na stacji 西船橋 Nishi Funabashi kolej jest połączona z linią Tōzai metra tokijskiego (wszystkie pociągi z Tōyō „przechodzą” na metro, ale tylko część pociągów metra przechodzi na Tōyō).
- 多摩都市モノレール Tama Toshi Monorail(inne języki) (pol.: „Miejska Kolej Jednoszynowa Tamy”)- jedna linia kolei jednoszynowej typu siodłowego, otwarta (1998−2000) w Regionie Tama na terenie miast Tama, Hachiōji, Hino, Tachikawa i Higashi-Yamato. Długość linii 16,0 km. Średnie dzienne przewozy – ok. 110 tys. pasażerów. Głównymi udziałowcami kolei są Prefektura Tokio (ponad 50%), następnie kolej Seibu (ponad 11%).
- 埼玉高速鉄道 Saitama Kōsoku Tetsudō (pol.: „Szybka Kolej Saitama”) jest de facto przedłużeniem linii Namboku tokijskiego metra na obszar miast Kawaguchi, Hatogaya i Saitama (prawie wszystkie pociągi „przechodzą” na metro i odwrotnie). Jej celem jest m.in. urbanizacja wykorzystywanych ekstensywnie obszarów na południu Prefektury Saitama. Niemal całkowicie podziemna linia, otwarta w 2001 r., ma długość 14,6 km; tor 1067 mm. Możliwa eksploatacja w trybie ATO. Kolej zatrudnia 213 osób i przewozi dziennie średnio ok. 75 tys. pasażerów[18].
- ニューシャトル New Shuttle (oficjalna nazwa: 埼玉新都市交通 Saitama Shintoshi Kōtsū; pol.: „Miejska kolejka automatyczna Saitamy”) – ogumiona, mała kolej automatyczna łącząca dworzec Ōmiya (miasto Saitama) z poddawanymi urbanizacji terenami miast Ageo (上尾市 Ageo-shi) i Ina (伊奈町 Ina-machi). Jej linia, długości 12,7 km (otwarta 1983, przedłużona 1990), przebiega na konstrukcji wiaduktu Tōhoku a potem Jōetsu/Nagano Shinkansen – tory kolejki znajdują się przeważnie na obu bokach torów wysokiej prędkości. Kolej zatrudnia ok. 160 osób. Dzienne przewozy – 34,7 tys. osób. Kolejka należy do JR Higashi Nihon (35%), Prefektury Saitama (35%), Tōbu Tetsudō, grupy banków i gmin, które obsługuje. Podobnie jak w przypadku linii JR Saikyō, powstanie kolejki było elementem ugody z mieszkańcami, dotyczącej budowy nadziemnej trasy Shinkansen.
- 東京臨海高速鉄道 Tōkyō Rinkai Kōsoku Tetsudō (pol.: „Szybka Kolej Nabrzeża Tokio”) mimo że jest krótką linią w obrębie miasta (12,2 km), może też być klasyfikowana jako część systemu aglomeracyjnego. Jest ona bowiem w sensie eksploatacyjnym przedłużeniem linii JR Saikyō (ale „przechodzi” na JR tylko co drugi pociąg).

- 横浜高速鉄道 Yokohama Kōsoku Tetsudō (pol.: „Szybka Kolej Jokohamy”) jest firmą należącą do kolei Tōkyū, Prefektury Kanagawa i Miasta Jokohama. Posiada ona dwie linie kolejowe: peryferyjną (3,4 km) こどもの国線 Kodomonokuni-sen do dziecięcego parku rozrywkowego, oraz linię metra (choć jako takie nie klasyfikowaną) みなとみらい２１線 Minato Mirai 21, łączącą dworzec Yokohama z „Chinatown” w Jokohamie (otwarta 2004). Celem tej kolei była obsługa nowego centrum biurowo-rozrywkowego, zbudowanego na terenach przejętych od portu (nazwano je Minato Mirai 21 – stąd wzięła się nazwa linii). Długość całkowicie podziemnej trasy – 4,2 km; tor 1067 mm. Linia jest bezpośrednim przedłużeniem Tōkyū-Tōyoko-sen, dlatego można ją także traktować jako element sieci aglomeracyjnej (wszystkie pociągi „przechodzą”). Średniodziennie linia przewozi ok. 139 tys. osób[19].
- 芝山鉄道 Shibayama Tetsudō – ta otwarta w 2002 r. najkrótsza linia wśród japońskich kolei prywatnych (i ”trzeciego sektora”), liczy 2,2 km; tor 1435 mm. Stanowi ona de facto przedłużenie linii głównej kolei Keisei na zewnętrzną stronę płyty lotniska Narita (wszystkie pociągi „przechodzą” na Keisei). Służy podróżom pracowników zaplecza technicznego lotniska oraz mieszkańcom okolicy, dowożonym autobusami do stacji końcowej. Największym udziałowcem kolei jest zarząd lotniska. Mimo skromnych rozmiarów, kolej wynajmuje od Keisei pociągi, które eksploatuje we własnym malowaniu.

## Ogólna charakterystyka sieci

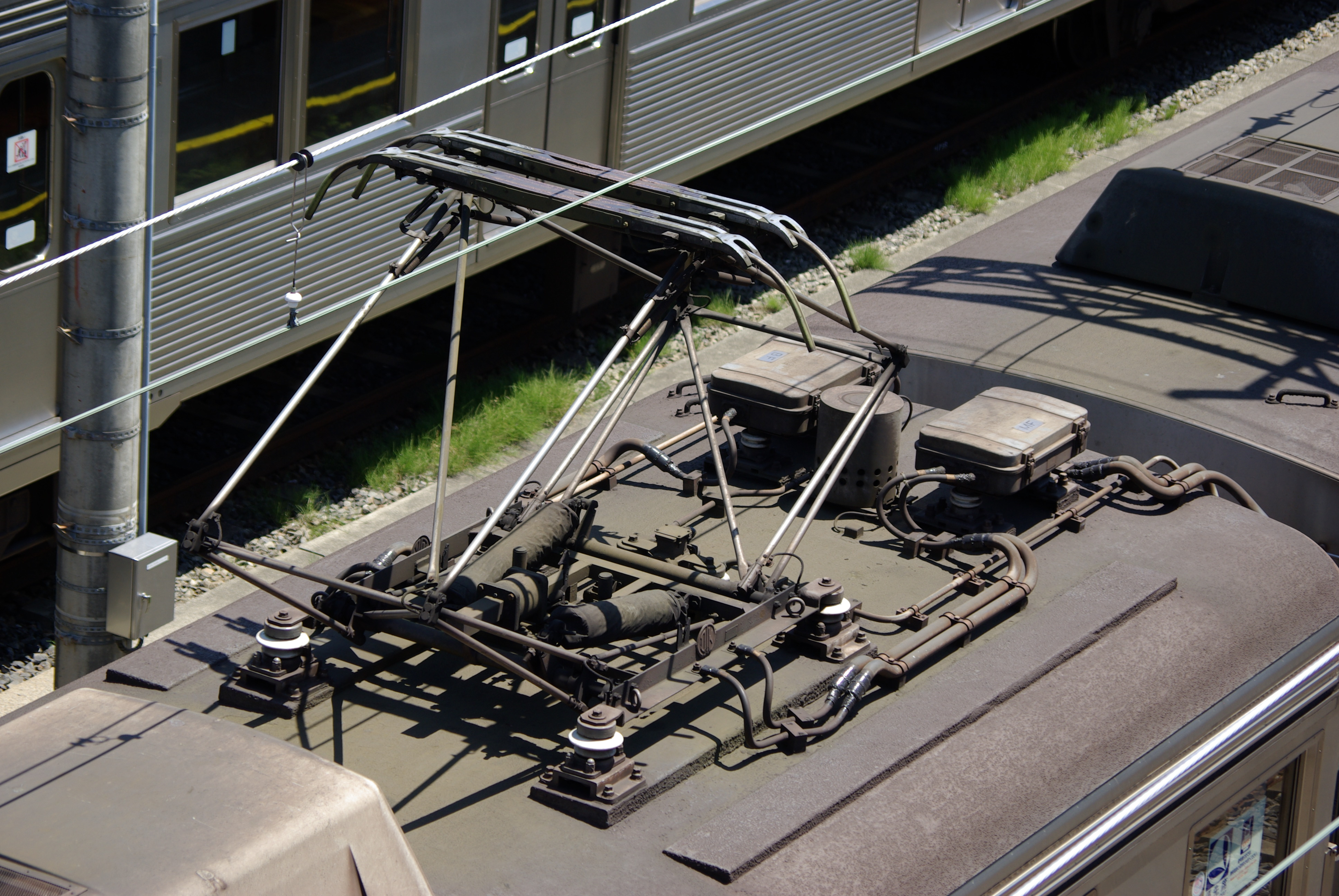
Pantograf EZT kolei Tōkyū; zasilanie =1500 V wymaga rozbudowanych ślizgaczy

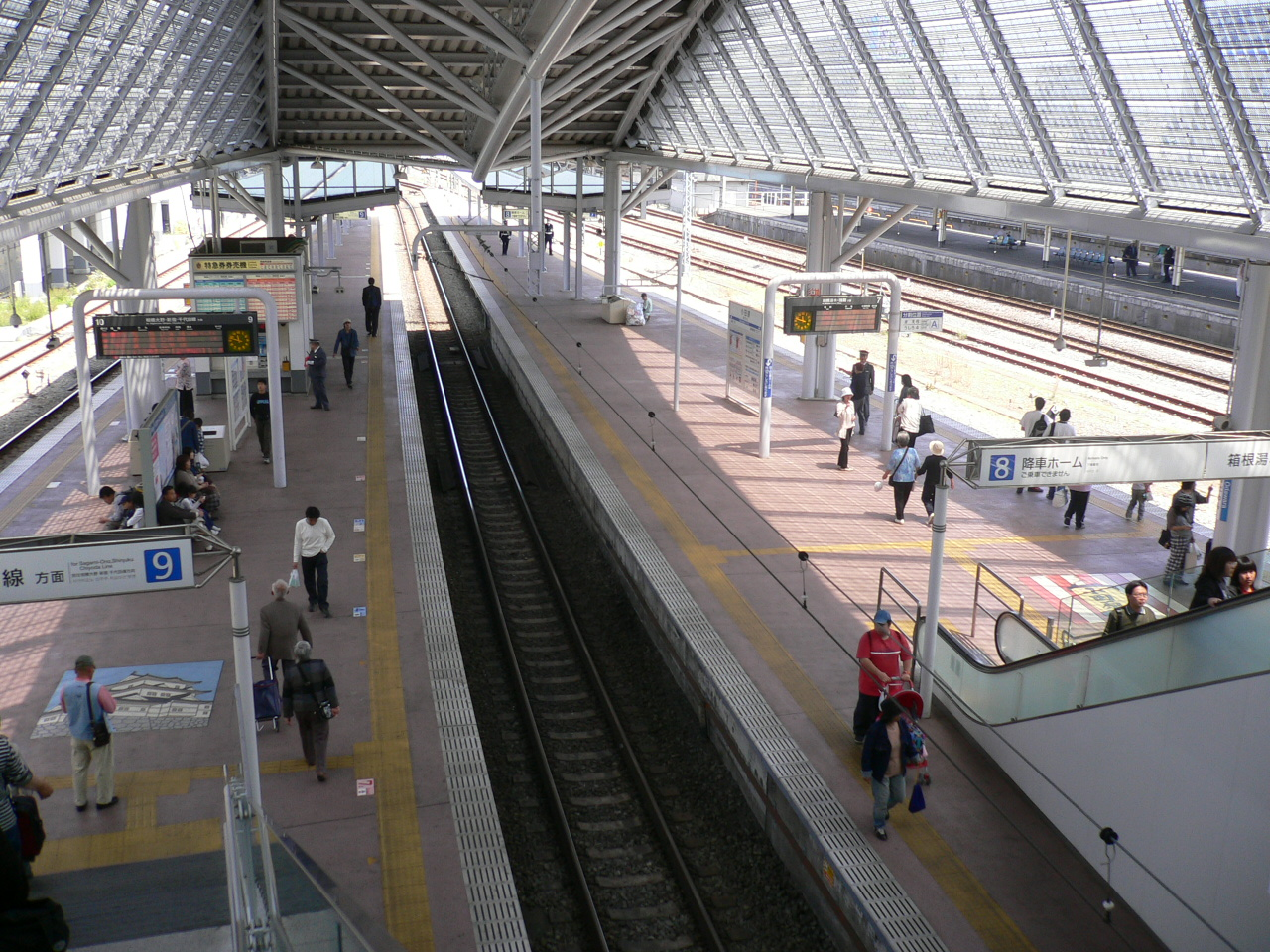
Konkurencja: dworzec Odawara, perony Odakyū

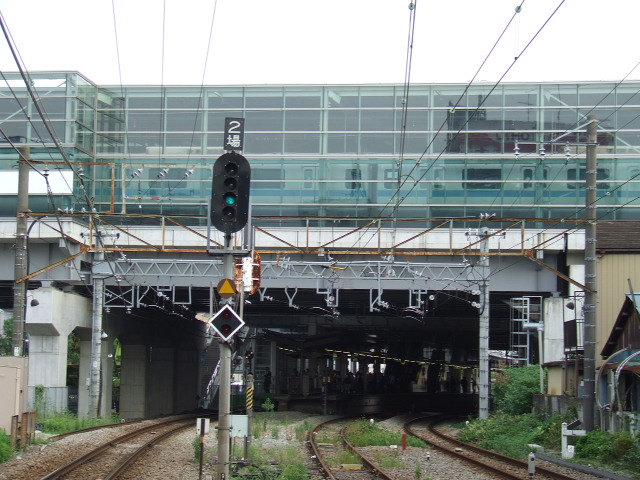
Współpraca: Kawasaki – stacja krzyżowa Noborito, na dole JR, na górze Odakyū

Całkowita długość sieci szybkich kolei miejskich (SKM) w Południowym Kantō obliczana była w 2000 r. na 1873 km. Prawie wszystkie linie zelektryfikowane są prądem stałym 1500 V za pomocą sieci górnej. Wyjątkiem jest zewnętrzna część trasy Tsukuba Express oraz linii JR Jōban za stacją Toride (~20 kV 50 Hz). Kilka linii niezelektryfikowanych funkcjonuje na zewnątrz regionu zurbanizowanego, ale mają one marginesowe znaczenie. Wszystkie perony na stacjach linii aglomeracyjnych są wysokie.

### JR a koleje prywatne
Sieć JR obejmuje cały obszar Kantō. Prowadzi się nią ruch lokalny, międzydzielnicowy i międzymiejski, pociągami lokalnymi i pociągami penetrującymi cały zurbanizowany region. Koleje prywatne dysponują sieciami ograniczonymi poszczególnych obszarów. Na niektórych liniach mogą jednak prowadzić ruch średnicowy dzięki współpracy z siecią metra („przechodzenie pociągów”).
Sieć JR, dysponująca stosunkowo niewieloma trasami w Tokio, charakteryzuje się kumulacją wielkich potoków ruchu. Pociągi JR na głównych trasach są z reguły dłuższe od pociągów kolei prywatnych (czy metra). Linie przebiegające głównymi trasami JR obsługiwane są składami nawet 15-wagonowymi (ponad 300 m długości).
Koleje prywatne konkurują z siecią JR za pomocą niższych taryf, większej dostępności linii dzięki większej gęstości sieci i stacji, jakości rozwiązań architektonicznych tych ostatnich oraz komfortowych składów ekspresowych. Konkurencja ta jest szczególnie widoczna między Tokio, Jokohamą i południem Prefektury Kanagawa, Tokio i Chibą, Tokio i Lotniskiem Narita. Nieprzypadkowo perony Odakyū na dworcu Odawara prezentują się znacznie atrakcyjniej od położonych obok peronów JR.
Mimo konkurencji, oba sektory kolejowe potrafią też współpracować tam, gdzie nie zagraża to ich interesom. Świadczy o tym pewna liczba stacji przesiadkowych wygodnie zlokalizowanych obok siebie (albo nad sobą) oraz eksploatacja pociągów przechodzących między obiema sieciami. Przez cały dzień „przechodzą” pociągi JR Saikyō-sen i Rinkai-sen, JR wprowadza swoje ekspresy na Tōbu-Nikkō-sen zaś Odakyū wprowadza niektóre prestiżowe „Romance Cars” na linię Gotemba-sen kolei JR Tōkai (ekspresy Asagiri).
Z porównania natężenia ruchu liczonego według pasażero-km z natężeniem ruchu liczonym według liczby pasażerów (tab. 4-1) wynika, że wąskotorowa kolej JR, mimo dominującej pozycji pod względem długości sieci, zajmuje dopiero czwartą pozycję pod względem średniej długości podróży, po Odakyū, Keikyū, Tōbu, a przed Seibu, Sōtetsu, Keiō (wszystkimi nimi podróżuje się średnio powyżej 10 km). Specyfikę JR tworzy więc raczej geograficzny układ linii i relacji oraz kumulacja potoków ruchu, niż sama długość podróży.

### Obciążenia

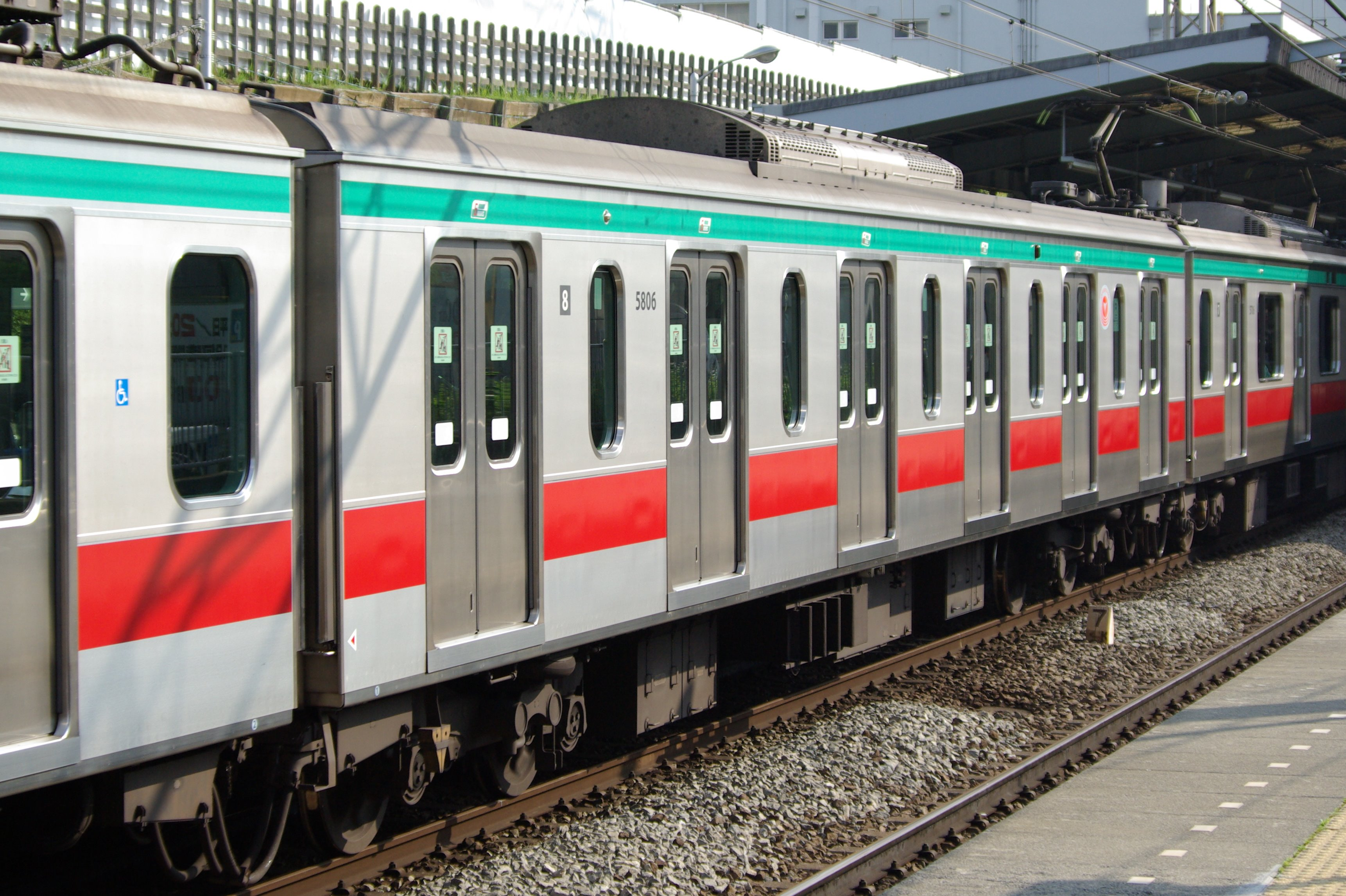
Wagon z sześcioma parami drzwi w EZT 5000 kolei Tokyū; w środku w godzinie szczytu miejsca są tylko stojące

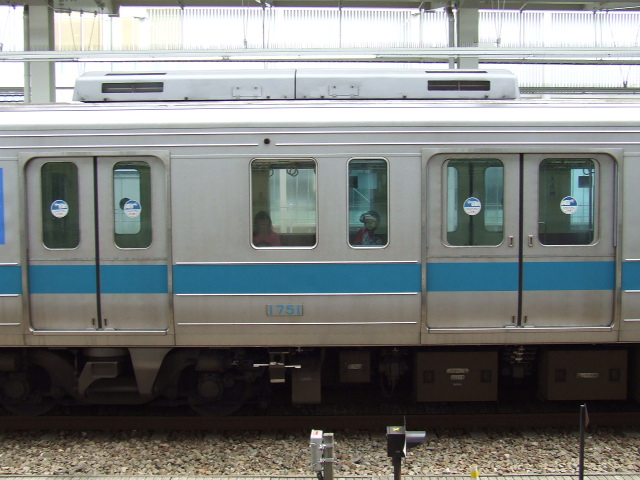
Wagon z poszerzonymi drzwiami w EZT 1700 kolei Odakyū

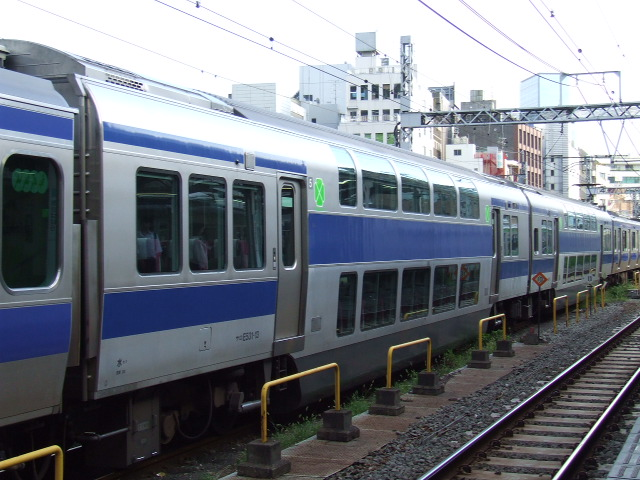
„Green Car” włączony w skład E531, JR Jōban-sen; przedziały z poprzecznym układem siedzeń spiętrzono dla oszczędności miejsca

Znaczenie ruchu aglomeracyjnego i miejskiego dla funkcjonowania poszczególnych kolei można mierzyć „natężeniem przewozów”, rozumianym jako liczba pasażerów i pasażero-km odniesiona do długości sieci. Tabela 4-1 pokazuje, że koleje prywatne mogą mieć trasy obciążone podobnie, a nawet bardziej od metra, mimo że większość z nich nie jest w pełni bezkolizyjna w stosunku do sieci ulicznej. Koleje, które mają stosunkowo mały wskaźnik obciążenia w skali całej sieci, mogą mieć bardzo obciążone niektóre linie. Takim systemem jest zwłaszcza Tōbu, która eksploatuje wiele peryferyjnych tras.
| kolej                                                                  | tys. pas. dziennie/ km sieci | mln pas.km rocznie/ km sieci |
| ---------------------------------------------------------------------- | ---------------------------- | ---------------------------- |
| Minato Mirai                                                           | 33,10                        | b.d.                         |
| Tōkyō Metro                                                            | 32,21                        | 90,1                         |
| Tōkyū                                                                  | 27,87                        | 95,7                         |
| Keiō                                                                   | 19,95                        | 86,0                         |
| Toei Chikatetsu                                                        | 19,17                        | 43,6                         |
| Sōtetsu                                                                | 16,27                        | 72,8                         |
| Odakyū                                                                 | 15,68                        | 88,2                         |
| Tōkyō Rinkai Kōsoku                                                    | 13,44                        | b.d.                         |
| Keikyū                                                                 | 13,33                        | 71,6                         |
| JR Higashi Nihon                                                       | 13,31                        | 69,8                         |
| Yokohama Chikatetsu                                                    | 10,89                        | 31,7A                        |
| Shin-Keisei                                                            | 10,26                        | 27,5                         |
| Seibu                                                                  | 9,51                         | 49,2                         |
| Tōyō Kōsoku                                                            | 8,03                         | 22,5A                        |
| Tama Monorail                                                          | 6,88                         | b.d.                         |
| Keisei                                                                 | 6,69                         | 34,3                         |
| Saitama Kōsoku                                                         | 5,14                         | b.d.                         |
| Tōbu                                                                   | 5,06                         | 27,1                         |
| Shōnan Monorail                                                        | 4,24                         | 5,4A                         |
| Tsukuba Express                                                        | 4,10                         | b.d.                         |
| Enoden                                                                 | 3,90                         | 5,0A                         |
| Hokusō                                                                 | 3,86                         | 14,2A                        |
| Chiba Monorail                                                         | 2,92                         | 5,2A                         |
| New Shuttle                                                            | 2,73                         | 6,2A                         |
| Sōbu-Nagareyama                                                        | 2,40                         | b.d.                         |
| Izu-Hakone (Linia Daiyū-zan)                                           | 2,29                         | 5,1A                         |
| Hakone-Tozan                                                           | 1,46                         | 4,2A                         |
| Kantetsu                                                               | 0,56                         | 2,0A                         |
| Kominato                                                               | 0,12                         | 0,7A                         |
| Isumi                                                                  | 0,05                         | 0,3A                         |
| A dane odnoszą się do l. 1999 i 2000; artykuły w JRTR – patrz „Źródła” |                              |                              |

Kolej JR. Roczna praca systemu – ponad 77 mld pas.km. Roczna liczba pasażerów – ok. 5373 mln osób; stanowiło to 19,9% podróży w całym zespole miejskim (2006). Dziennie kolej przewozi średnio ok. 14720 tys. osób.
Linią JR Chūō w 1998 przewożono średniodziennie 3 123,8 tys. pasażerów. Natężenie przewozów, liczone w mln pas.km rocznie / km sieci, wyraziło się wskaźnikiem 222,9 – a więc niemal 2,5 raza wyższym od wskaźnika dla sieci Tōkyō Metro. Przeciążenie pociągów pośpiesznej nitki linii (przekroczenie nominalnej pojemności pociągów) wynosiło wówczas 221%.
Inne koleje. Roczna praca sieci dziesięciu największych kolei regionu (włącznie z metrem) – ok. 83 mld pas.km. Roczna liczba pasażerów – ok. 8230 mln osób; 30,4% podróży (2006).
Średni wskaźnik natężenia przewozów dla wszystkich SKM w regionie, włącznie z siecią JR, wynosi ok. 15,3 tys.pas.dziennie/km sieci. Tokijskie SKM odznaczają się najwyższymi wskaźnikami natężenia przewozów na świecie. Dla porównania, wskaźnik dla S-Bahn w Berlinie wynosi ok. 2,3, dla BART w San Francisco – 3,4, dla metra w Berlinie 7,6, w Nowym Jorku – 9,3.
Dzięki powstrzymaniu wzrostu ludności Tokio oraz dzięki inwestycjom powiększającym potencjał infrastruktury, przeciążenie pociągów miało w ciągu ostatnich 40 lat tendencję wyraźnie malejącą.

### Obsługa linii
Charakterystyczną cechą sieci jest ruch mieszany pociągów lokalnych i pośpiesznych, prowadzonych tymi samymi torami, z użyciem stacji prześcigania lub (rzadziej) odcinków prześcigowych. Niekiedy pociąg lokalny przepuszcza nawet dwa pośpieszne. Typowy model dojazdów obejmuje przesiadkę z pociągu lokalnego do pośpiesznego na najbliższej stacji, gdzie to jest możliwe. Pasażerowie są informowani o możliwości takiej przesiadki. Pociągi pośpieszne są z reguły bardziej obciążone od lokalnych.

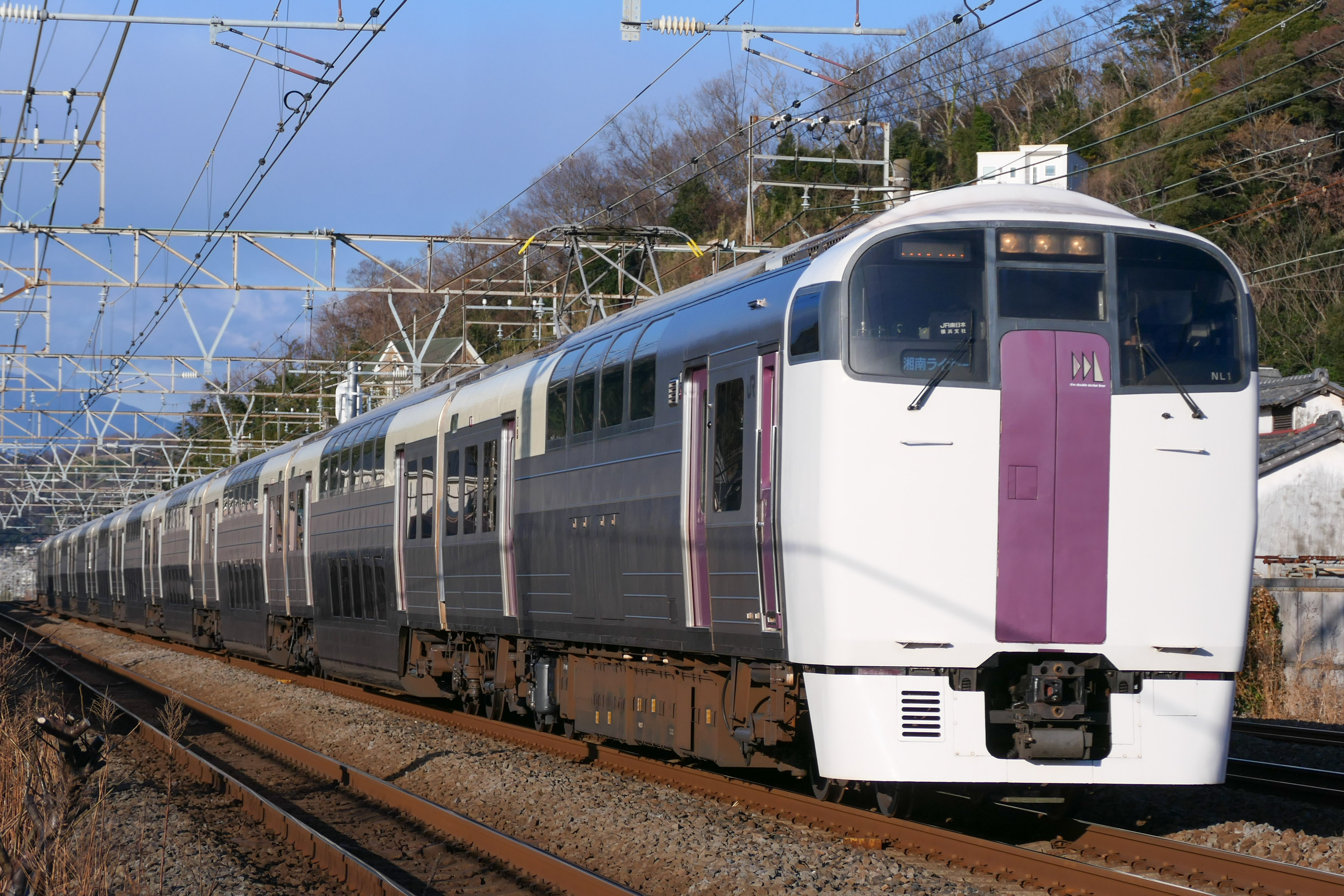
EZT 215: jeden z kilku typów szczytowych ekspresów podmiejskich JR relacji Tōkyō/Shinjuku – Odawara

Kolej JR nazywa swoje „osobowe” – 普通 futsū, „przyśpieszone” – 快速 kaisoku, „pośpieszne” – 急行 kyūkō, „ekspresy” – 特急 tokkyū. Stanowią one podstawowe typy pociągów, kursujące w ciągu dnia. Rozróżnienie to istotne jest zresztą tylko na trasach, które grupują różne rodzaje pociągów – przede wszystkim na trasach wylotowych.
Koleje prywatne mają swoją terminologię. Odakyū i Seibu dla osobowych pociągów stosują nazwę 各駅停車 kakueki teisha, dla przyśpieszonych kyūkō, a dla pośpiesznych – 快速急行 kaisoku kyūkō.　Keikyū dla najszybszych pociągów stosuje nazwę 快特 kaitoku, a tokkyū – to tylko pośpieszne. W godzinach szczytu układ i rodzaj pociągów jest modyfikowany (przy czym szczyt wieczorny jest bardzo długi – zaczyna się koło piątej, a kończy przed dziesiątą wieczorem). Zwykle wprowadza się wówczas specjalne typy pociągów, np. na Tōkyū – 通勤特急 tsūkin tokkyū (tsūkin to dojeżdżający do pracy), na Odakyū – przyśpiesza się w obrębie miasta pociągi 区間準急 kukan junkyū („lokalnie przyśpieszone”), które stają się 準急 junkyū („przyśpieszone”). Ciekawostką na JR Tōkaidō-honsen są, adresowane do mieszkańców południa Prefektury Kanagawa, komfortowe ekspresy Shōnan Liner i Homeliner, które, wyjechawszy z Tokio, zatrzymują się dopiero za dworcem Yokohama.
W szczycie wieczornym celem głównym kolei jest zatem wywieźć jak najszybciej tysiące ludzi jak najdalej od miasta, a jednocześnie nie pozostawić bez normalnej (albo wzmocnionej) obsługi obszarów położonych bliżej. Czasami zwiększenie liczby pociągów wymusza jednak rezygnację z części kursów pośpiesznych na newralgicznym fragmencie linii: na Tōbu, wśród pociągów wyjeżdżających dwutorową trasą z dworca Asakusa, kukan kaisoku (szybszy) i kukan junkyū (wolniejszy, bo osobowy na początku trasy) zamieniają się w kukan kyūkō (osobowy na początku trasy, a średnio szybki dalej), zaś liczba futsū jest ograniczona. Duża liczba nazw pociągów wynika z tego, że koleje starają się, by układ obsługiwanych stacji dla każdego rodzaju był taki sam.
Częstotliwości na większości linii są wysokie. Na przykład na głównej linii Odakyū – tylko częściowo czterotorowej, w godzinie szczytu w jedną stronę jadą 23 pociągi różnych rodzajów. Poza szczytem liczba pociągów nie spada poniżej 17 na godzinę. Na dwutorową linię Keikyū-honsen wyprawia się z dworca Shinagawa w godzinie wieczornego szczytu 24 pociągi, seriami po cztery: jeden to najszybszy ekspres kaitoku, jeden pośpieszny tokkyū, jeden przyśpieszony kyūkō, jeden osobowy futsū. Na dwutorowej JR Chūō-kaisoku jedzie do 34 pociągów w jedną stronę w godzinie szczytu (wszystkie o tym samym układzie obsługiwanych stacji), co jest tokijskim rekordem częstotliwości poza metrem. Pociągi te muszą następnie sprawnie odwrócić czoło na dwóch torach (!) dworca Tōkyō.

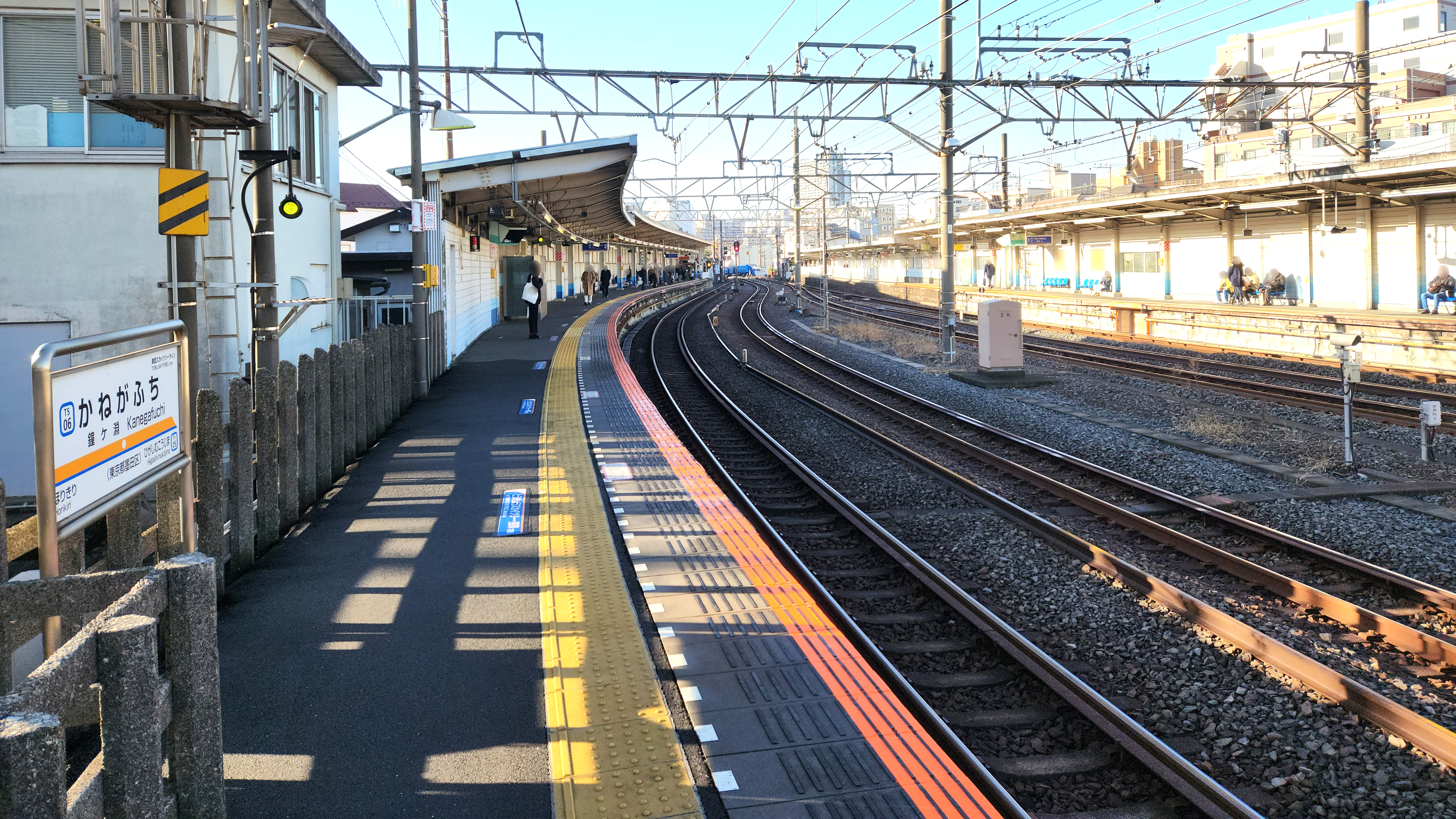
Typowa stacja w układzie trapezowym. Tokio, Kanegafuchi na Tōbu-Isesaki-sen
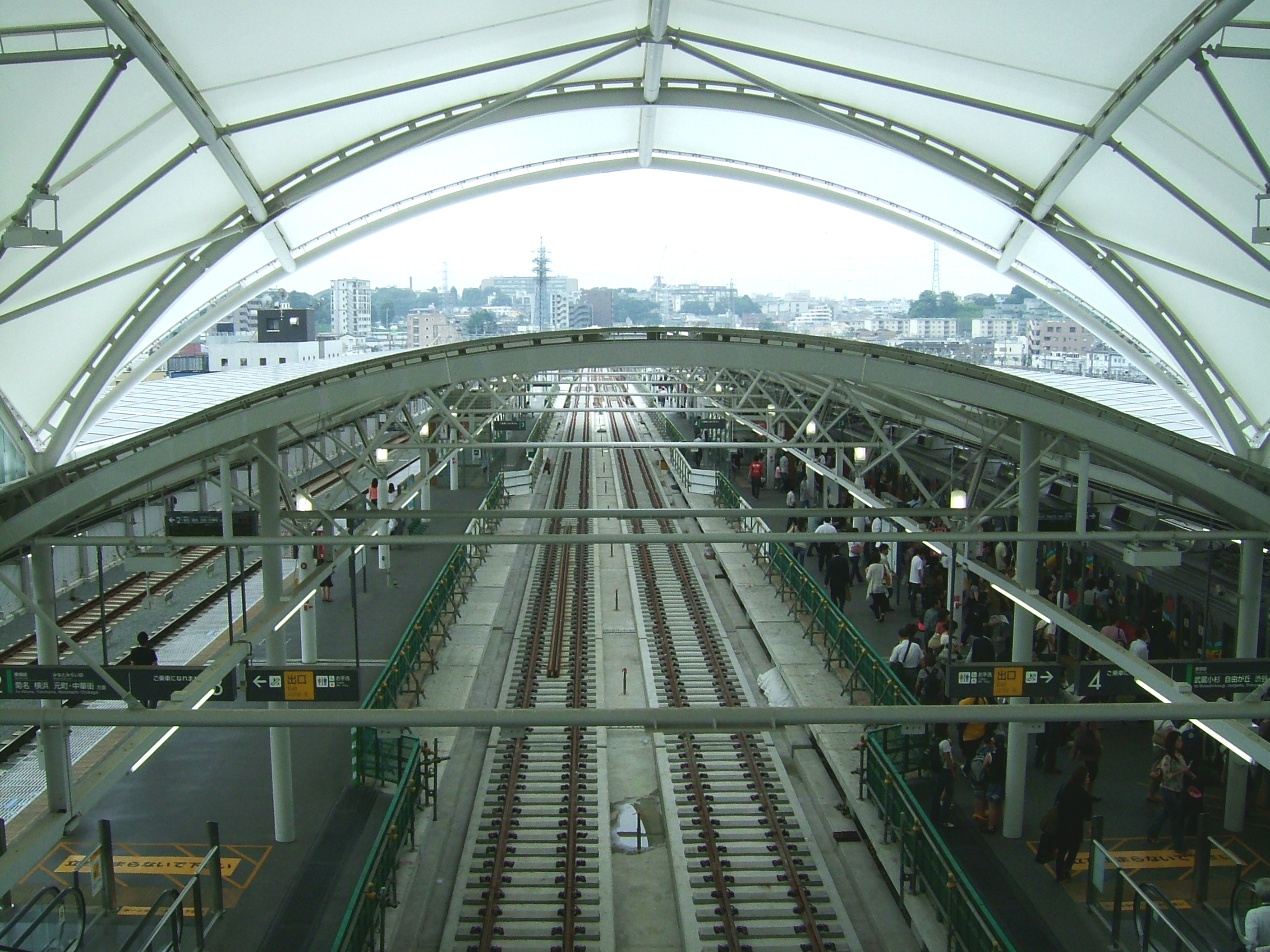
Stacja z dwoma peronami wyspowymi i dodatkowymi torami prześcigowymi po bokach. Kawasaki, Motosumiyoshi na Tōkyū-Tōyoko-sen
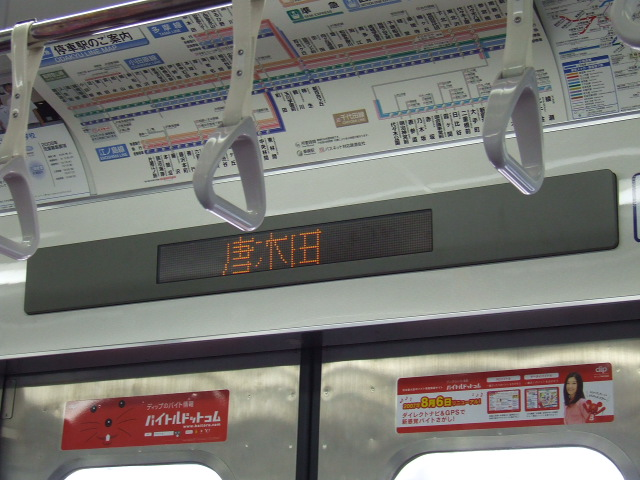
Schemat tras Odakyū z pokazaniem typów pociągów. W prawym dolnym rogu – połączona linia metra
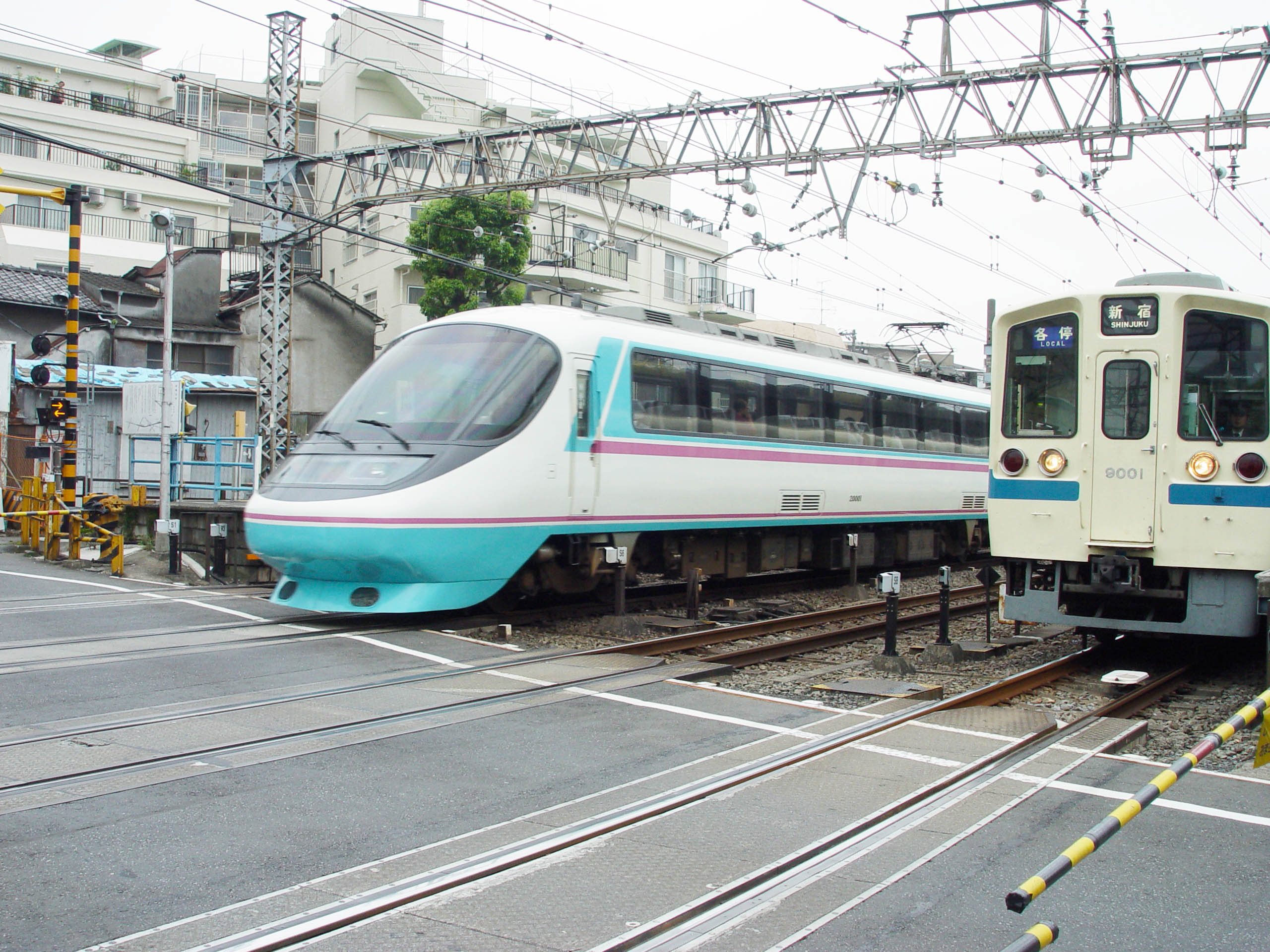
Odakyū – tokkyū „Asagiri” i pociąg lokalny mijają się na stacji Higashi-Kitazawa

Pierwsze kursy pociągów rozpoczynają się po godzinie piątej rano, ostatnie przypadają między północą i pierwszą rano.
Charakterystyczną cechą kolei regionu jest także „przechodzenie pociągów” (直通運転 chokutsū unten) między różnymi sieciami, zwłaszcza między kolejami aglomeracyjnymi i metrem oraz między kolejami „trzeciego sektora” i JR lub siecią prywatną. Dokonywane jest to na różną skalę (z różną intensywnością) zależnie od linii. „Przechodzić” mogą pojedyncze pociągi dziennie (jak ekspres JR Shinjuku – Nikkō) albo wszystkie pociągi jadące linią (jak na wielu końcowych stacjach metra). W większości wypadków przejazd na sieć innej kolei wiąże się ze zmianą obsługi. O ”przechodzeniu pociągów” patrz też: Metro w Tokio – Eksploatacja.
Większość pociągów obsługiwana jest przez maszynistę i konduktora, zajmującego tylną kabinę maszynisty. Konduktor zajmuje się dawaniem sygnału do odjazdu (często wymaga to naciśnięcia przycisku na peronie), zamykaniem drzwi i podawaniem komunikatów: o najbliższej stacji, o relacji i rodzaju pociągu, o skomunikowaniach, o przyczynach postoju. Przez większość dnia na peronach wielu stacji dyżurują asystenci, z których kilkunastu, rozstawionych wzdłuż toru, dogląda wysiadania i wsiadania (czasem zamieniając się w „upychaczy”), a kilku informuje o ruchu pociągów przez bezprzewodowe mikrofony. Jak zawsze w Japonii, wszyscy pracownicy kolei, zajmujący się obsługą pociągu lub pasażerów, są umundurowani (ich nieodłącznym atrybutem są białe rękawiczki).
Pasażerowie przyzwyczajeni są czekać na pociąg w kolejkach formowanych w miejscach wyznaczonych na peronie. Miejsce takie jest zwykle opisane numerem wagonu, a często też dodatkową informacją, np. o wagonie dla kobiet, o miejscach dla osób starszych itp. Wagony dla kobiet (zasada obowiązująca głównie w porannym szczycie) wprowadzono na wielu kolejach dla przeciwdziałania zachowaniom o podtekście seksualnym, zdarzającym się w porannym ścisku panującym w wagonach.

### Charakterystyka linii

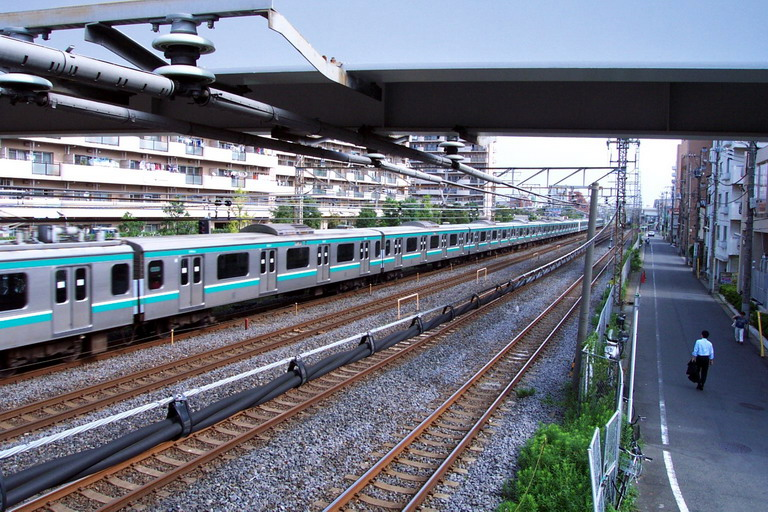
Linia czterotorowa. Matsudo: skład 15-wagonowy na JR Jōban-sen

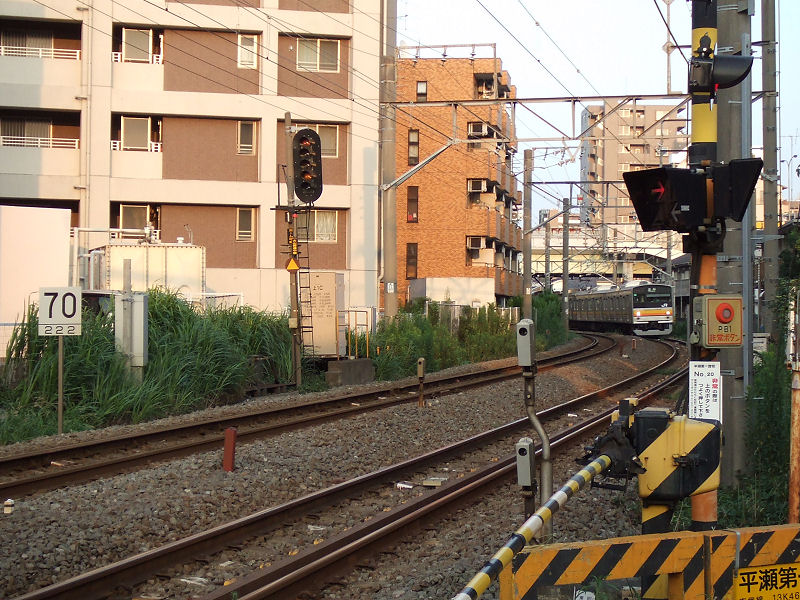
Naziemna linia dwutorowa. Kawasaki: JR Nambu-sen

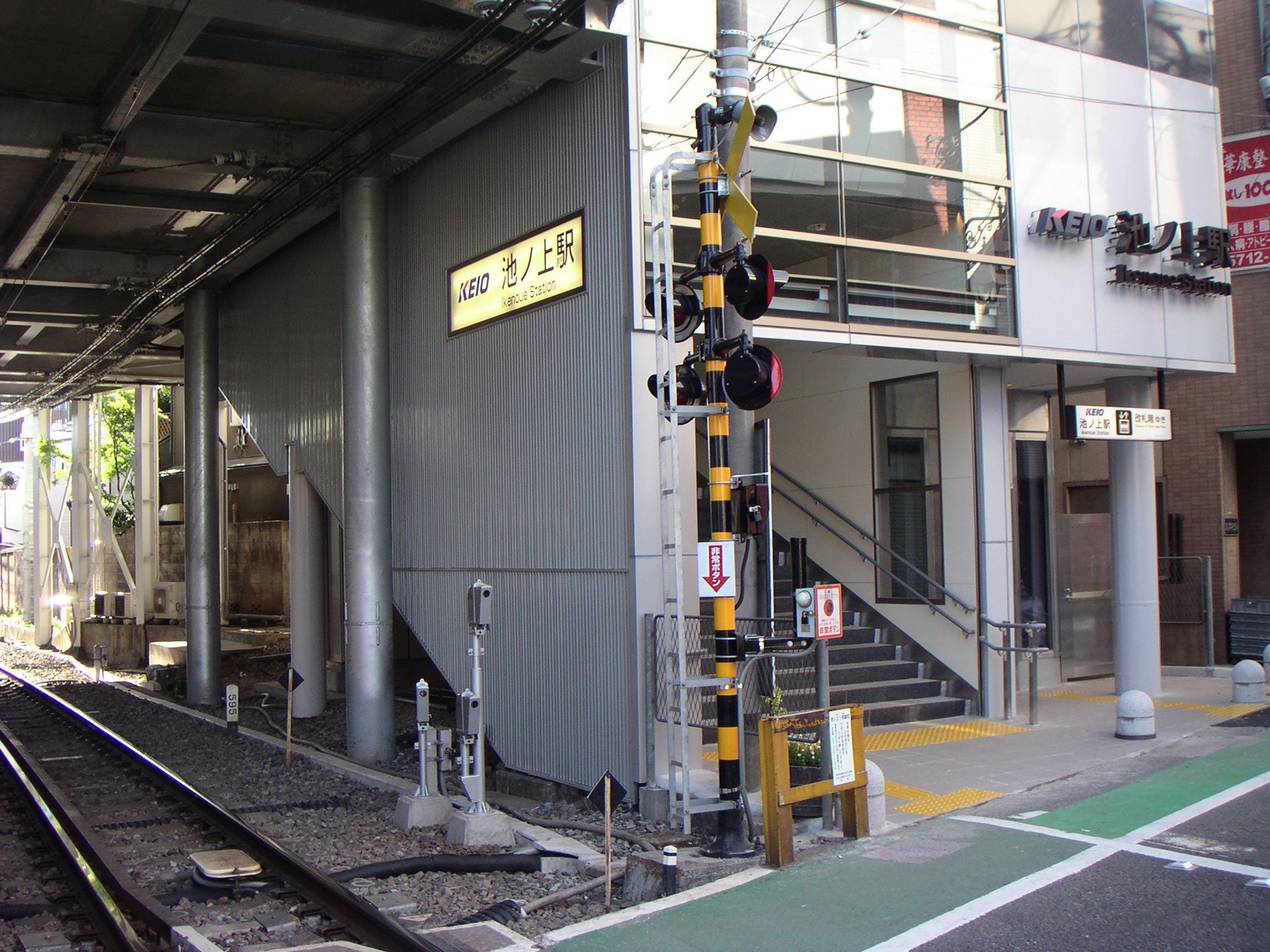
Motyw z klasycznej linii naziemnej: Keiō-Inokashira-sen, wejście do stacji Ikenoue

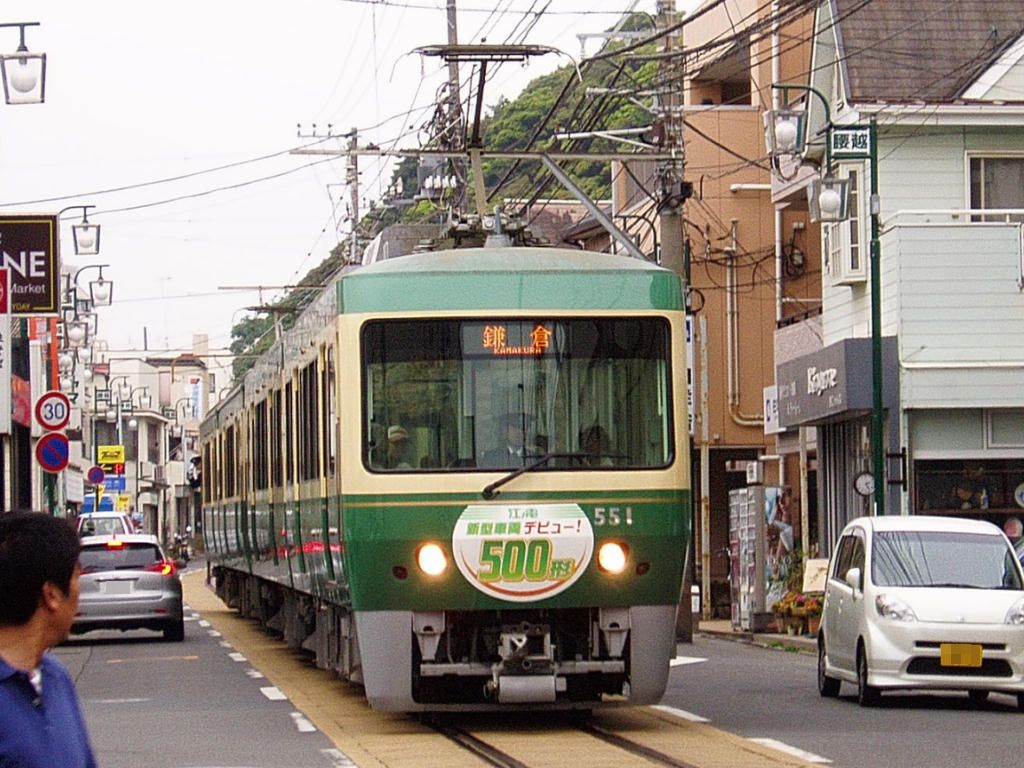
Fujiwara-Enoshima: tor w jezdni na linii Enoden

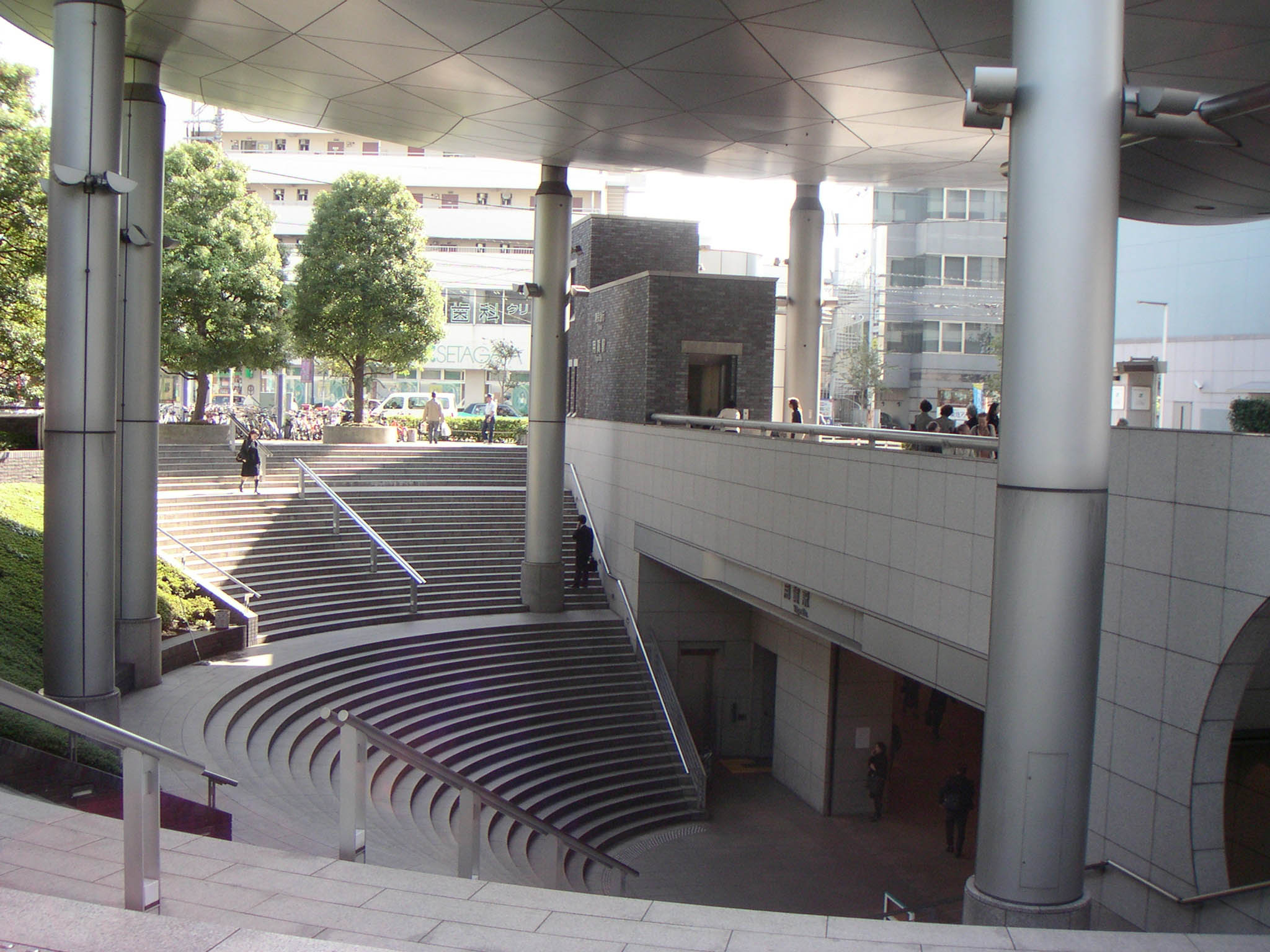
Tokio: wejście do stacji Yōga na podziemnej Tōkyū-Den’entoshi-sen

Prędkość maksymalna na sieci JR nie przekracza 130 km/h, a często wynosi tylko 110 km/h. Na sieciach kolei prywatnych największa jest na Tsukuba Express – 135 km/h. Drugą co do szybkości linią jest Keikyū-honsen – 120 km/h. Ze względu na ochronę środowiska linie Shinkansen, które również pełnią pewną rolę w obsłudze ruchu aglomeracyjnego, mają między stacjami Shin-Yokohama i Tōkyō oraz Ōmiya i Tōkyō prędkość maksymalną 160 km/h.

#### Poziom torowiska
Ponieważ sieć SKM regionu tokijskiego jest produktem długiej ewolucji, zazwyczaj pociągi używają na swojej trasie linii różnego rodzaju i różnej klasy technicznej. Paradoksem jest, że wyprowadzenie z miasta, gdzie ruch pociągów jest najintensywniejszy, odbywa się często klasyczną linią naziemną, z dziesiątkami przejazdów jednopoziomowych, podczas gdy zewnętrzne części trasy, powstałe później, przebiegają odgałęzieniami całkowicie bezkolizyjnymi.
- Trasy naziemne tworzą dwie grupy:
  - klasyczne trasy prowadzone w poziomie ulic, z licznymi przejazdami i przejściami pieszymi – większość linii. Przejazdy mogą znajdować się na trasach najbardziej obciążonych i to nawet w centrach miast. Jeden z bardziej kuriozalnych – przez tory linii Shōnan-Shinjuku na Yamanote, znajduje się koło stacji Yoyogi, drugi – w najnowszej dzielnicy wieżowców przy wyjeździe z tunelu głowicy dworca Shinjuku na linii Odakyū-Odawara. Rogatki opuszcza się na ogół na 30 sekund przed przejazdem pociągu.
  - linie bezkolizyjne (wiadukty, wykopy, nasypy). Należą do tej grupy wszystkie linie naziemne budowane po 1960 r., m.in.:
    - 東急田園都市線 Tōkyū-Den’entoshi-sen na odcinku zachodnim (二子玉川～中央林間 Futako-Tamagawa – Chūō-Rinkan, 1966–1984);
    - 京王相模原線 Keiō-Sagamihara-sen, ma kilka długich odcinków na estakadach (1974, 1988–1990);
    - 小田急多摩線 Odakyū-Tama-sen (1974–1975, 1990);
    - 京成チ原線 Keisei-Chihara-sen (1992–1995);
    - 北総線 Hokusō-sen, wschodnia część linii w pasie rozdzielczym drogi (1979-2000);

- Trasy nadziemne

Zwykle powstały jako efekt ewolucji tras naziemnych, w obrębie terenu zabudowanego przekładanych stopniowo na estakady. Liniami prowadzonymi niemal wyłącznie na estakadach od początku istnienia (jeśli nie w tunelach) są JR Saikyō-sen na odcinku Akabane – Ōmiya, Tōyō-Kōsoku oraz linia Tsukuba Express. Pierwsza z nich powstała jako linia towarzysząca parze torów Tōhoku/Jōetsu Shinkansen.
- Trasy podziemne

Stosowane na najnowszych liniach w terenie zabudowanym.
Pogrubiono linie przebudowane. Podano daty otwarcia.
- -     - JR総武横須賀線 JR Sōbu-Yokosuka-sen: 両国～東京～品川 Ryōgoku – Tōkyō – Shinagawa (~9,5 km) – 1972, 1976;
    - 東急田園都市線 Tōkyū-Den’entoshi-sen: 渋谷～二子玉川 Shibuya – Futako-Tamagawa (~9 km) – 1977;
    - 京王線 Keiō-sen: 新宿～笹塚 Shinjuku – Sasazuka (~3 km) – 1963;
    - 京王新線 Keiō-Shinsen: cała trasa (~3 km) – 1978;
    - JR京葉線 JR Keiyō-sen: Tōkyō – Shiomi 東京～潮見 (~4,5 km) – 1990;
    - 西武有楽町線 Seibu-Yūrakuchō-sen: cała trasa (~2,5 km) – 1983;
    - 東葉高速線 Tōyō-Kōsoku-sen: trzy odcinki na trasie (razem ~5,5 km) – 1996;
    - 北総線 Hokusō-sen: most na Edogawa – 北国分 Kita-Kokubun (~2,5 km) – 1991;
    - 埼玉高速線 Saitama Kōsoku-sen: niemal cała trasa (~14 km) – 2001;
    - 東京臨海高速 Tōkyō Rinkai Kōsoku: 国際展示場～大崎 Kokusai-Tenjijō – Ōsaki (~9 km) – 1996, 2001;
    - 東急東横線･みなとみらい２１線 Tōkyū-Tōyoko-sen – Minato-Mirai-21-sen: 東白楽～横浜～元町･中華街 Higashi-Hakuraku – Yokohama – Motomachi-Chūkagai (~6 km) – 2004;
    - つくばエクスプレス Tsukuba Express: 秋葉原～八潮 Akihabara – Yashio (~5 km); także dwa inne odcinki na trasie – 2005;
    - 東急目黒線 Tōkyū-Meguro-sen: 不動前～洗足 Fudōmae – Senzoku (~2 km) – 2006;
    - 小田急小田原線 Odakyū-Odawara-sen: 東北沢～梅ヶ丘 Higashi-Kitazawa – Umegaoka (~2 km) – w budowie (planowane ukończenie 2013 r.).

Istnieje też kilka przypadków przełożenia do tunelu tylko wybranych stacji – np. Den’enchōfu na Tōkyū Tōyoko-sen.

#### Liczba torów szlakowych
Większość linii jest dwutorowa. Linie mające więcej torów to:
- dziesięciotorowe
  -     - JR東北本線 JR Tōhoku honsen: 上野～日暮里～田端 Ueno – Nippori – Tabata (3,5 km).
- sześciotorowe
  -     - JR東北本線 JR Tōhoku honsen: 王子～大宮 Ōji – Ōmiya (20,4 km);
    - JR東海道本線 JR Tōkaidō-honsen: 東京～品川　Tōkyō – Shinagawa (6,8 km).
- czterotorowe
- Efekt rozbudowy klasycznych linii dwutorowych; główne linie wylotowe. Są to obecnie następujące linie (podano daty uruchomienia drugiej pary torów):
  -     - JR東海道本線 JR Tōkaidō-honsen: 品川～横浜～小田原　Shinagawa – Yokohama – Odawara (77,1 km), 1914, 1927–1929, 1979;
    - JR総武本線 JR Sōbu-honsen: 両国～千葉 Ryōgoku – Chiba (35,9 km), 1968, 1972, 1979, 1981;
    - JR常磐線 JR Jōban-sen: 綾瀬～取手 Ayase – Toride (29,7 km), 1971, 1982;
    - 東武伊勢崎線 Tōbu-Isesaki-sen: 北千住～大袋 Kita-Senju – Ōbukuro (21,4 km), 1974, 1988, 1997, 2001;
    - JR山手線 JR Yamanote-sen: (品川～)大崎～新宿～駒込 (Shinagawa -) Ōsaki –　Shinjuku – Komagome (17,0 km); 1935, 1965;
    - JR中央本線 JR Chūō-honsen: 御茶ノ水～新宿～三鷹 Ochanomizu – Shinjuku – Mitaka (21,5 km), 1928, 1929, 1933, 1966, 1969;
    - 小田急小田原線 Odakyū-Odawara-sen: 代々木上原～東北沢 Yoyogi-Uehara – Higashi Kitazawa (0,7 km), 1978 oraz 梅ヶ丘～向ヶ丘遊園 Umegaoka – Mukōgaoka-Yūen (9,5 km), 1997, 2004;　Higashi-Kitazawa – Umegaoka (~2km) w budowie (planowane ukończenie 2013 r.);
    - 東急東横線 Tōkyū-Tōyoko-sen: 田園調布～日吉 Den’enchōfu – Hiyoshi (5,4 km), 2000, 2007; na odcinku 武蔵小杉～元住吉 Musashi-Kosugi – Motosumiyoshi pary torów spiętrzone; tutaj w rzeczywistości środkowe tory to tory linii 東急目黒線 Tōkyū-Meguro-sen - pociągi linii Tōyoko nie wjeżdżają w ruchu pasażerskim na środkowe tory;
    - 東武東上線 Tōbu-Tōjō-sen: 和光市～志木 Wakōshi – Shiki (5,3 km), 1987;
    - JR京浜東北･山手線 JR Keihin-Tōhoku/Yamanote-sen: 東京～上野 Tōkyō – Ueno (3,6 km), 1954; między Akihabara i Ueno istnieje piąty tor prowadzący do torów odstawczych na stacji Akihabara;
    - 西武池袋線 Seibu-Ikebukuro-sen: 練馬～練馬高野台 Nerima – Nerima-Takanodai (3,5 km), 2001–2003;
    - 東急田園都市線 Tōkyū-Den’entoshi-sen: 二子玉川～溝の口 Futako-Tamagawa – Mizonokuchi (2,0 km), 1995;
    - 京成本線 Keisei-honsen: 青砥～京成高砂 Aoto – Keisei Takasago (1,2 km).

- jednotorowe są linie na peryferiach sieci (np. JR Sagami-sen), choć również pojedyncze linie dowozowe (np. Kodomonokuni-sen).

## Tabor

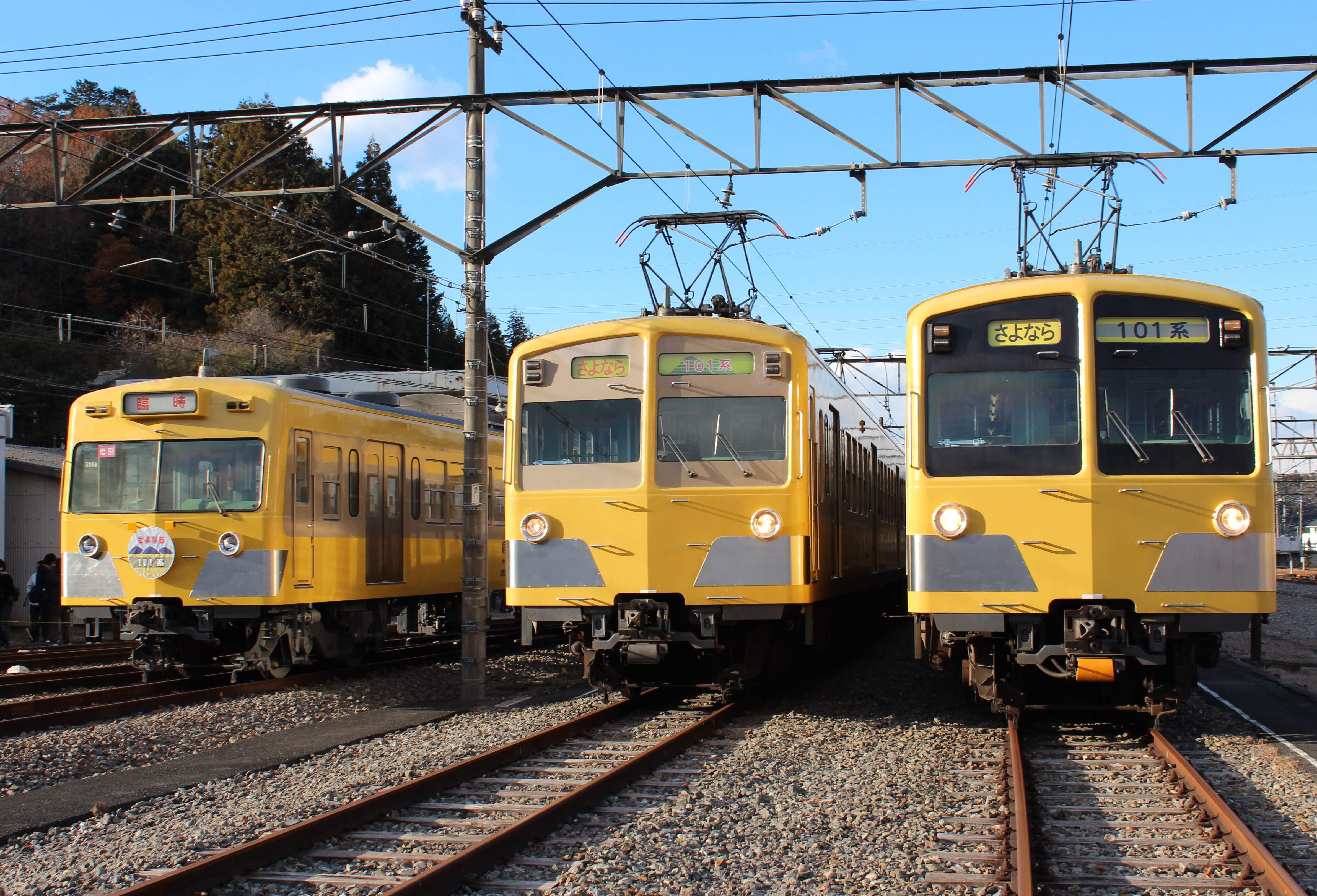
Klasyczny design bez drzwi awaryjnych: EZT 101 kolei Seibu (1969)
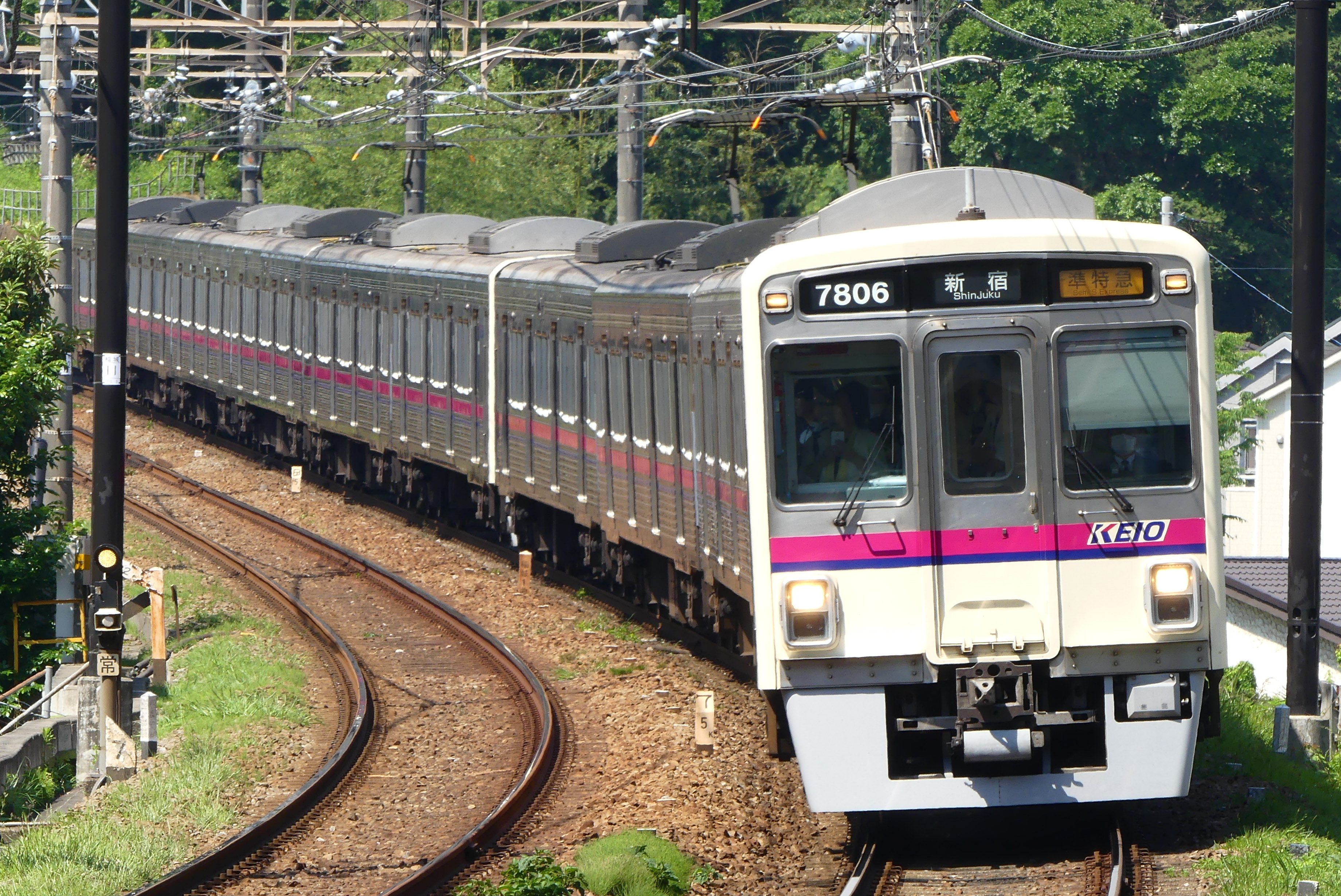
Klasyczny design z drzwiami awaryjnymi: EZT 7000 kolei Keiō (1984)
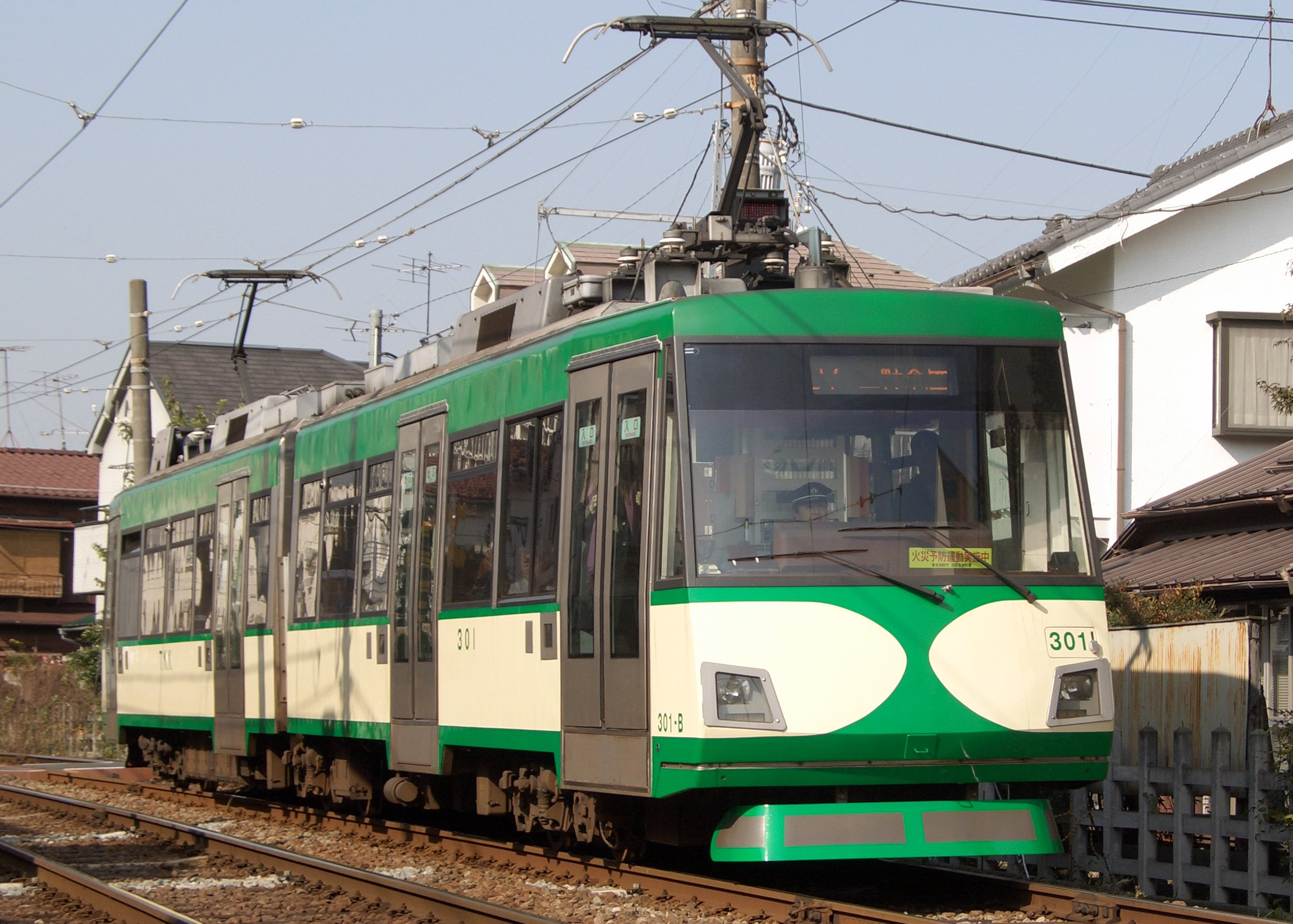
Wagon tramwajowy Tōkyū-Setagaya-sen. „Lekką” trasę Enoden obsługuje jednak tabor ciężki
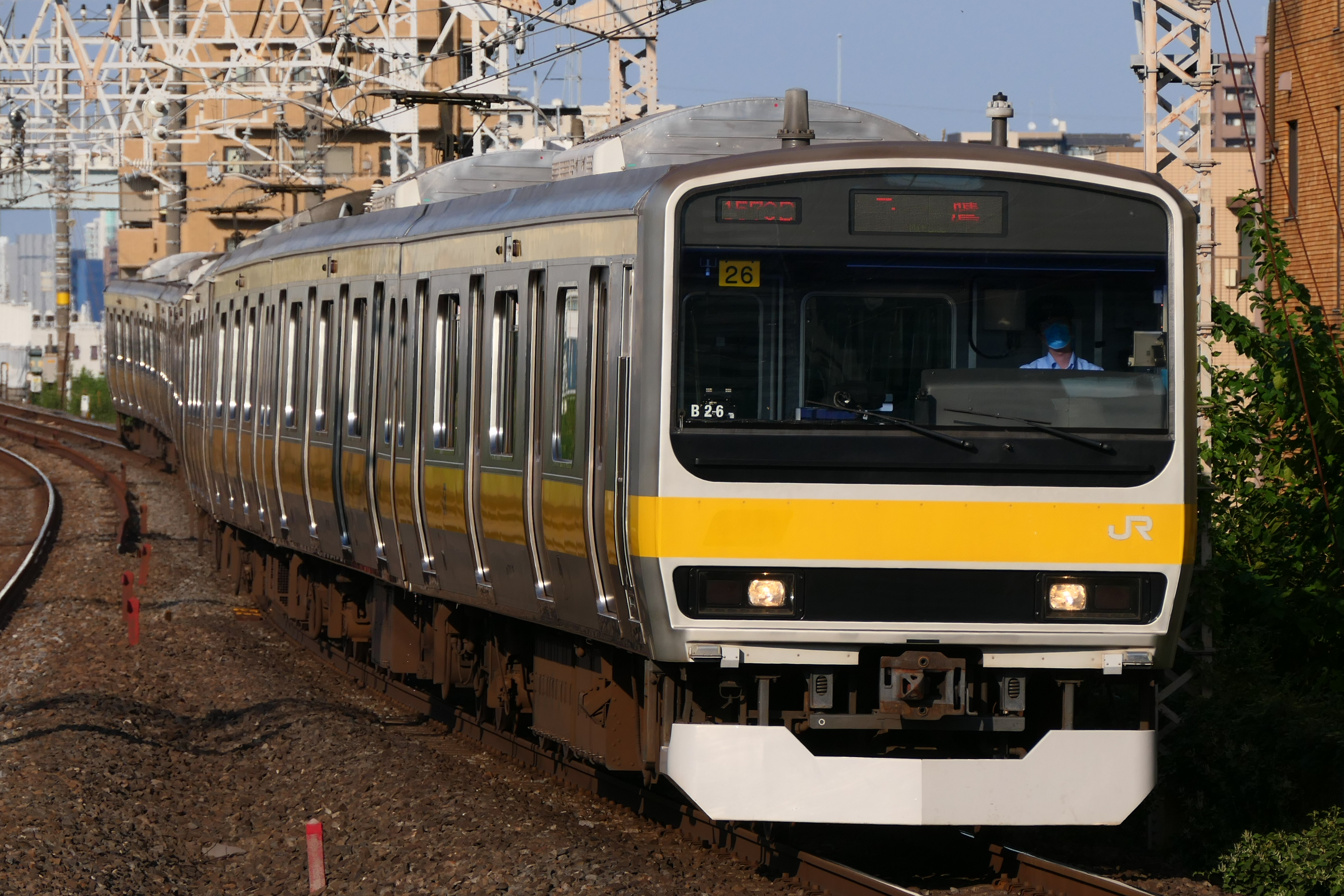
EZT E231 kolei JR (2000) na Chūō-Sōbu-sen, stacja Ochanomizu
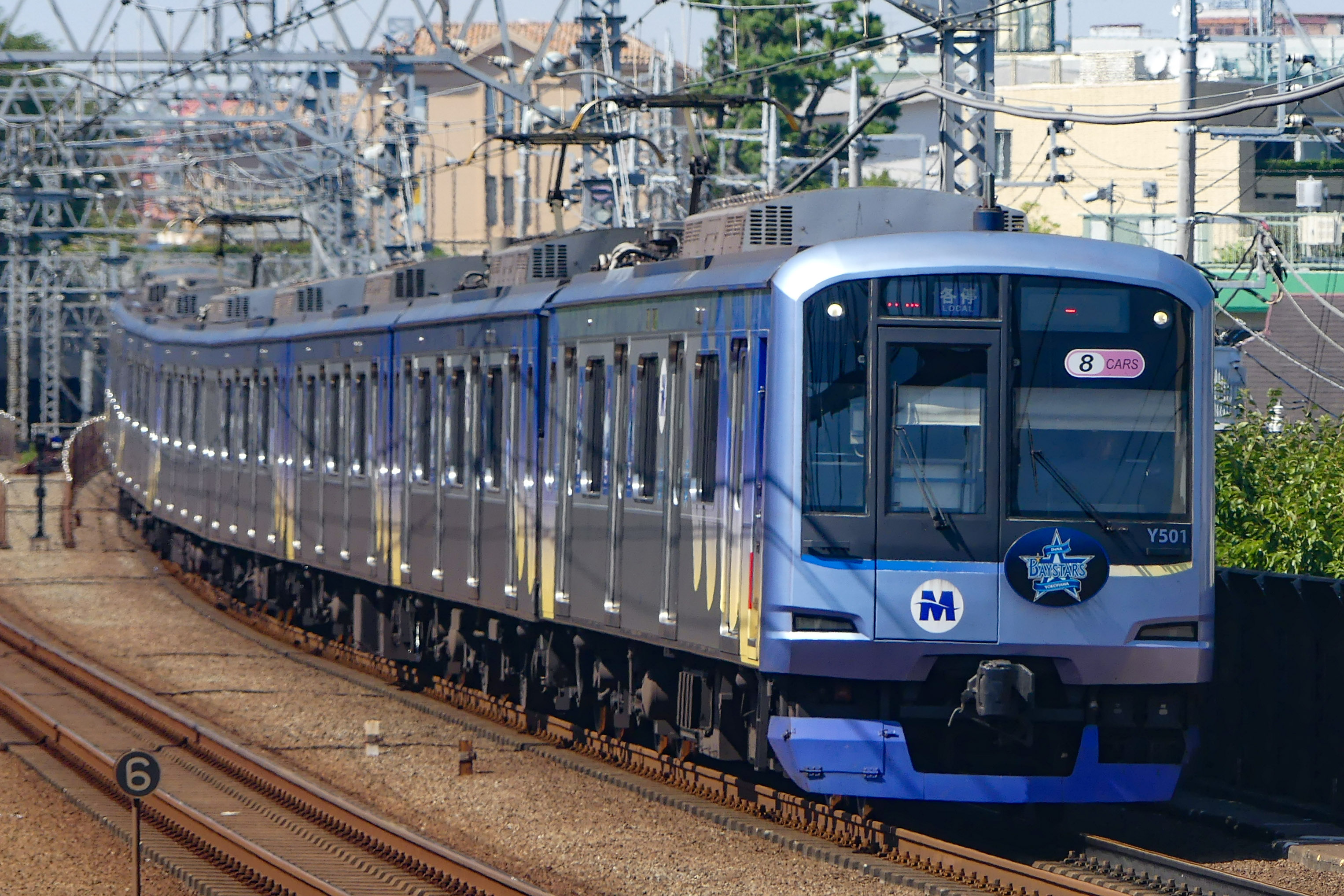
EZT Y500 kolei Minato-Mirai 21 (2004)
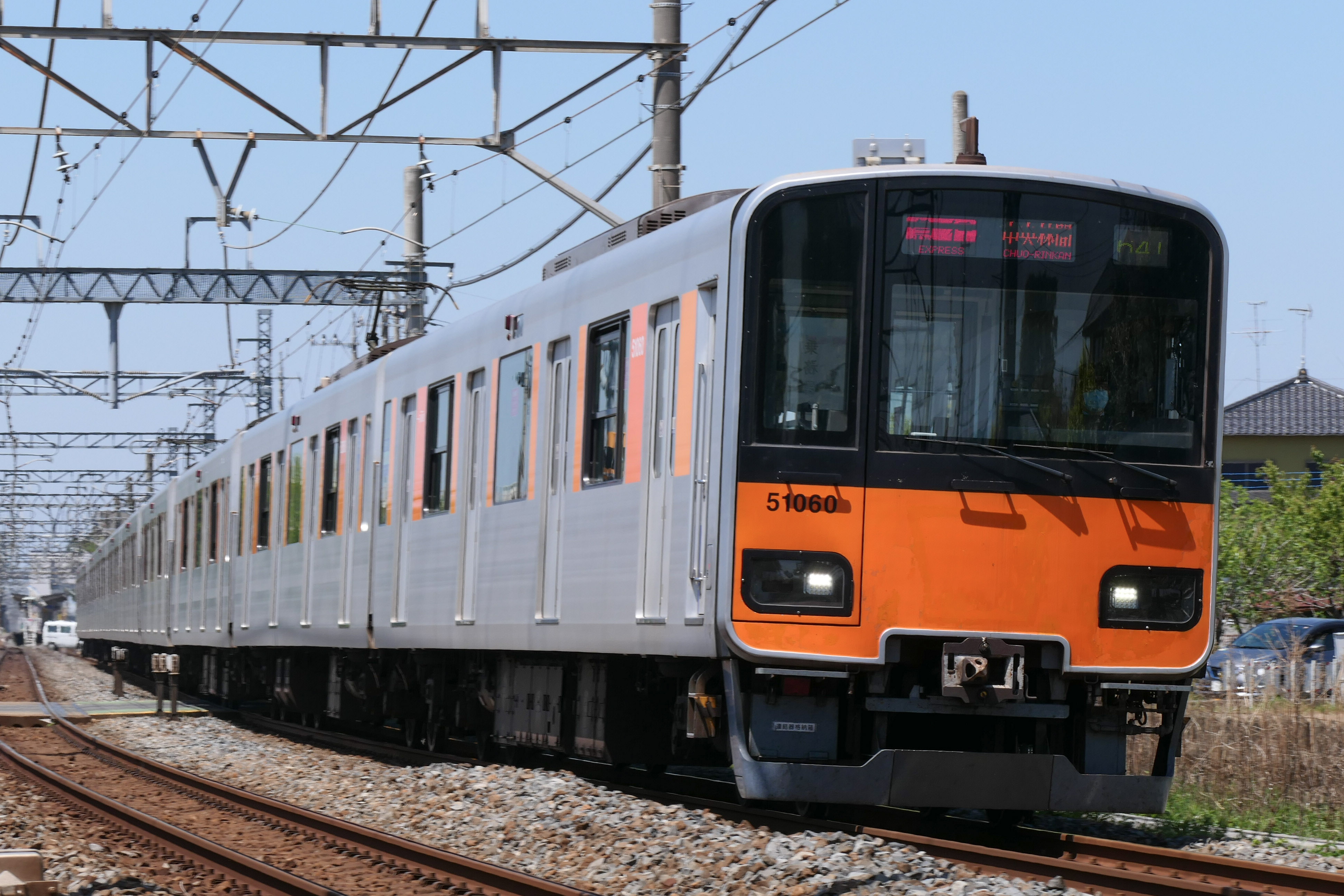
EZT 50000 kolei Tōbu (2005); na linie metra mogą wjeżdżać tylko wersje z drzwiami od czoła
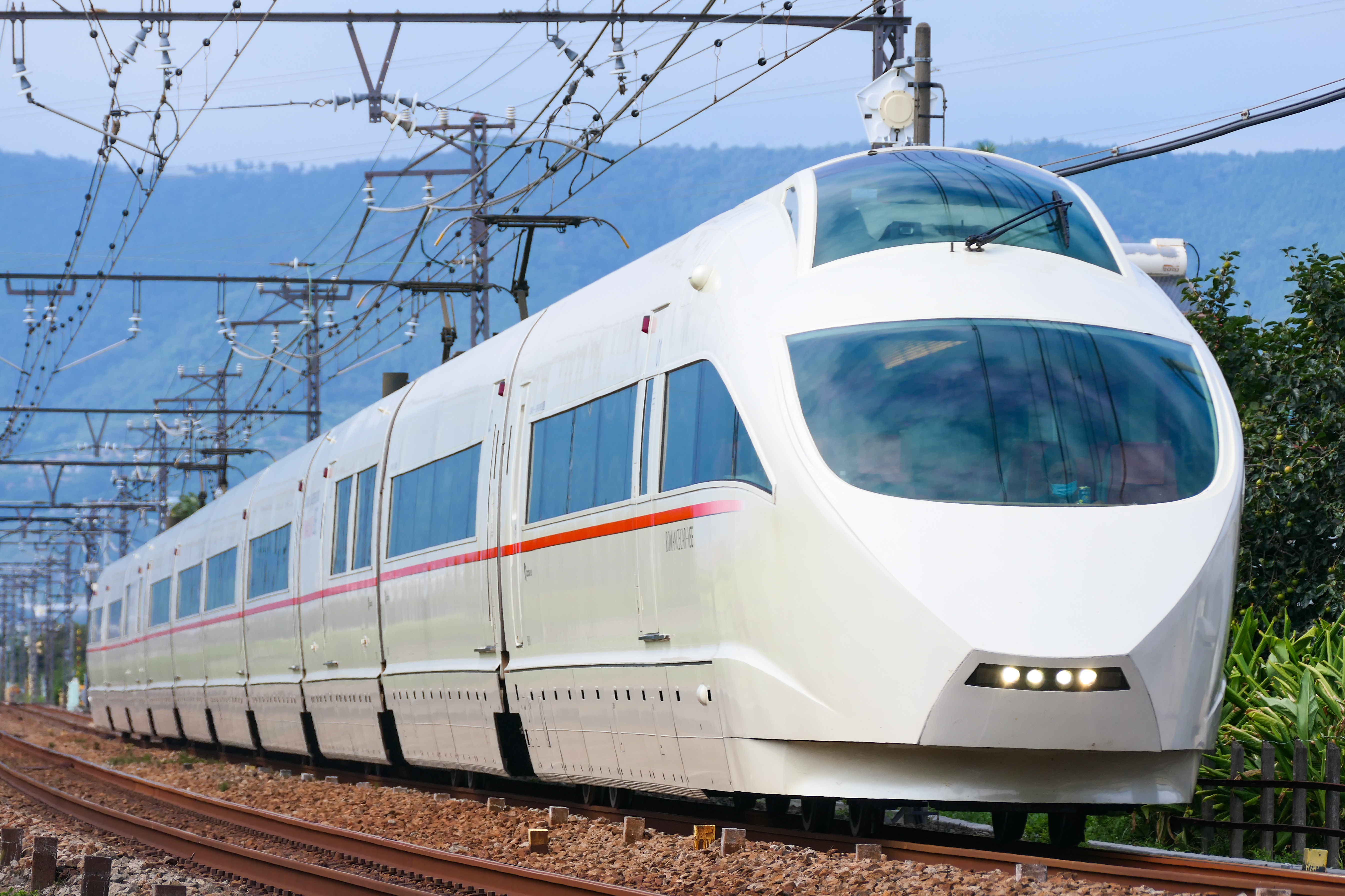
Odakyū – „Romance Car” typu 50000 (2004) jako tokkyū „Super Hakone”
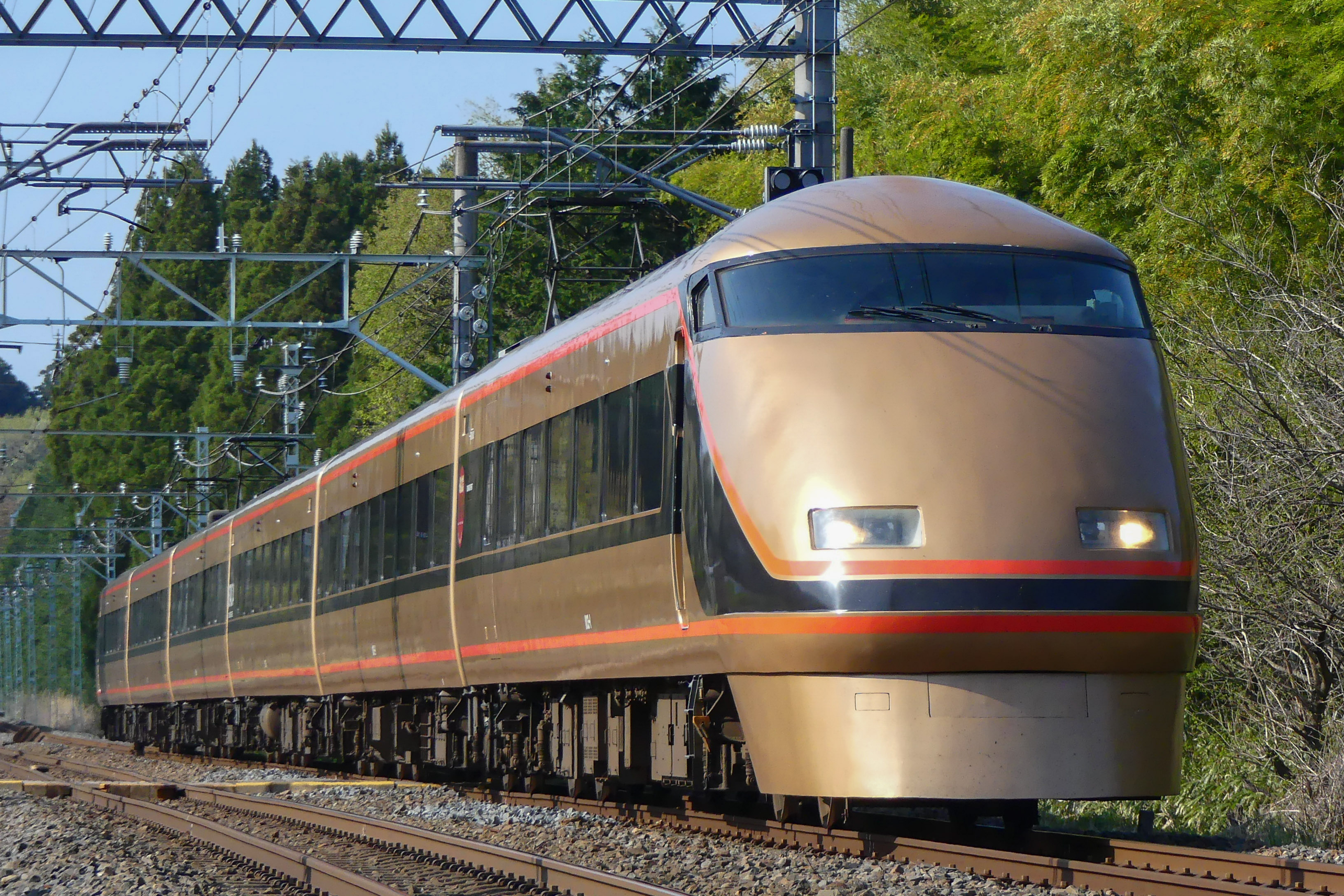
Tōbu – EZT 100 (1990) jako tokkyū „SPACIA” do Nikkō
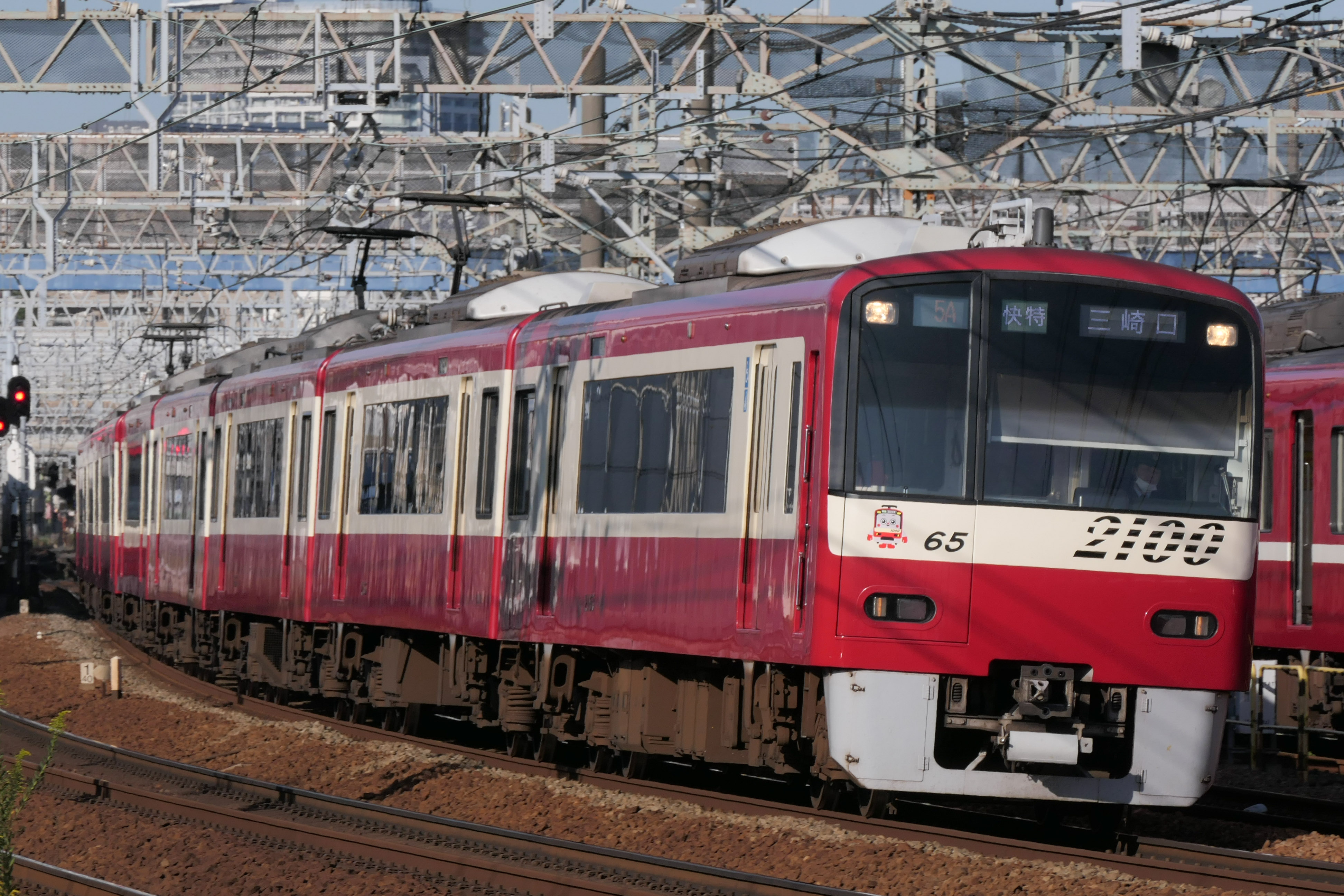
Keikyū – EZT 2100 (1998) jako kaitoku do Misakiguchi (półwysep Miura)

Wszystkie pociągi regionalne i aglomeracyjne obsługiwane są elektrycznymi zespołami trakcyjnymi (EZT). Niektóre kursy prowadzone są dwoma EZT, które rozczepia się na wybranych stacjach i prowadzi następnie różnymi trasami (np. Narita Express kolei JR, Keikyū). Zazwyczaj jednak, niezależnie od długości pociągu, w składzie znajdują się tylko dwa wagony z kabinami maszynisty.
Wagony kolei JR są zazwyczaj nieco szersze od wagonów kolei prywatnych, np. EZT E231 ma 2,95 m. Standardowa długość wagonu to 20 m. Wyjątkowo szerokie są EZT E331 wprowadzone niedawno na linii JR Keiyō: pudła mają 2,989 m. Są one złożone z członów opartych na wspólnych wózkach; długość członów wynosi 13,6 m.
Na sieci JR każda linia ma swój kod kolorystyczny. Pas tego koloru (albo zwykle dwóch kolorów) przebiega na burtach wagonów. EZT są zatem przypisane poszczególnym liniom. Na liniach kolei prywatnych w zasadzie każdy zarząd ma charakterystyczne malowanie podstawowe, ale niektóre stosują kilka malowań, albo malowanie szczególne dla wybranych pociągów, najczęściej prestiżowych ekspresów.
Linie przebiegające głównymi trasami JR obsługiwane są składami 15-wagonowymi (ponad 300 m długości). Na tych trasach, ze względu na konieczność używania tych samych torów przez ruch lokalny, pośpieszny i towarowy, nie jest możliwe zwiększenie częstotliwości kursów. Natomiast dwie główne linie miejskie, funkcjonujące nawet z dwuminutową częstotliwością – JR Keihin-Tōhoku i JR Yamanote – mają pociągi 11-wagonowe, JR Chūō-Sōbu – 10-wagonowe. Najwyżej 10-wagonowe są też pociągi kolei prywatnych (choć ekspresy, zatrzymujące się na głównych stacjach, mogą mieć ich 11 – np. na Odakyū).
Większość wagonów ma gęsty układ drzwi (zwykle cztery pary). Na sieci JR obsługują one prawie wszystkie pociągi, niezależnie od rodzaju, z wyjątkiem tokkyū. Na sieciach prywatnych w pociągach pośpiesznych stosuje się niekiedy wagony z rzadszym układem drzwi.
W celu zwiększenia pojemności większość pociągów składa się z wagonów z siedzeniami w układzie podłużnym. Wyjątkiem są wagony „Green Car”, czyli pierwszej klasy, stosowane w składach głównych linii wylotowych JR. Są to wagony piętrowe, z „lotniczymi” fotelami ustawionymi poprzecznie. Poprzeczny układ siedzeń mają także ekspresy (特急 tokkyū) kolei JR, Tōbu, Seibu, Odakyū, Keikyū. Pociągami tymi można podróżować za dopłatą i z rezerwacją miejsca. Tokkyū niektórych kolei oferują także szereg udogodnień, jak bufety pokładowe, toalety, miejsca do palenia tytoniu (ostatnio w specjalnie klimatyzowanych kompartymentach).
Wszystkie wagony są klimatyzowane, albo mają bardzo efektywny system wentylacji mechanicznej.
Pociągi wjeżdżające na linie innych kolei muszą mieć zamontowane urządzenia współpracujące ze stosowanym na nich systemem zabezpieczenia ruchu. Muszą też niekiedy dostosować się do ostrzejszych wymogów skrajni: np. na życzenie kolei Tōkyū pudła wagonów EZT 50050 kolei Tōbu z 2006 r., wzorowanego na EZT 50000, są od niego o 3 cm węższe (2,77 m zamiast 2,80 m).
Pociągi wjeżdżające na linie metra muszą mieć wyjścia awaryjne na czołach. Wyjścia takie mają wszystkie EZT kolei Tōkyū, Keiō i Keikyū. Wyposażona w nie jest także większość pociągów używających linii podziemnej JR Sōbu-Yokosuka.

## Rys historyczny

### Kształtowanie sieci aglomeracyjnejKokutetsu

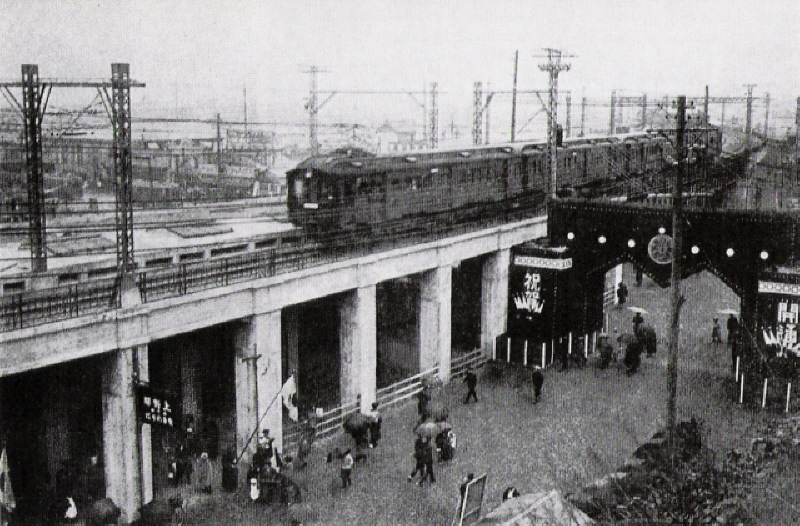
Miejski pociąg elektryczny Kokutetsu na wiadukcie linii Yamanote, 1925 r.

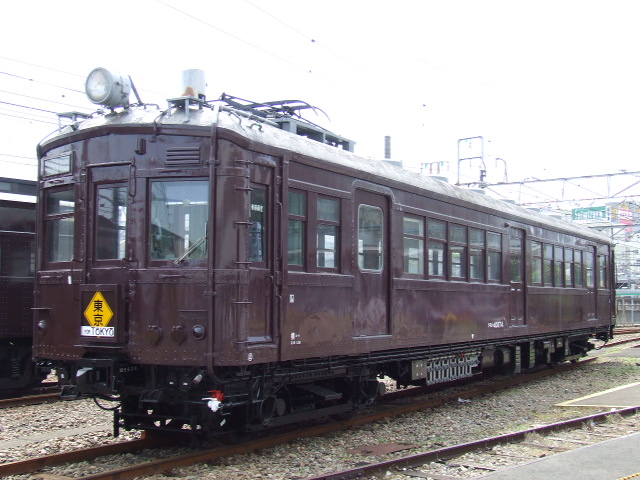
Wagon motorowy typu 40 z l. 30. kolei Kokutetsu; szkielet stalowy

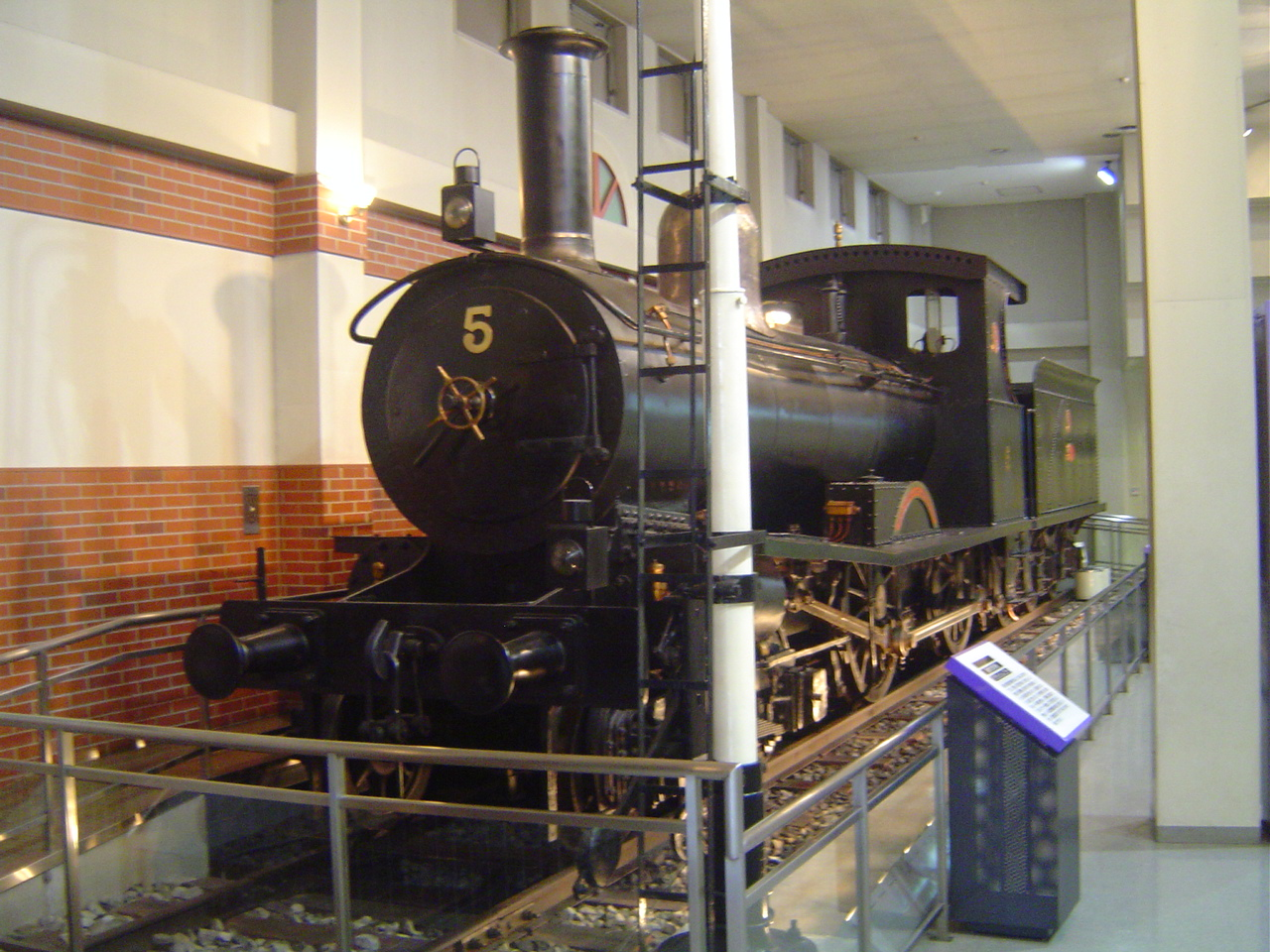
Parowóz kolei Tōbu (Tōbu Tetsudō Hakubutsukan)

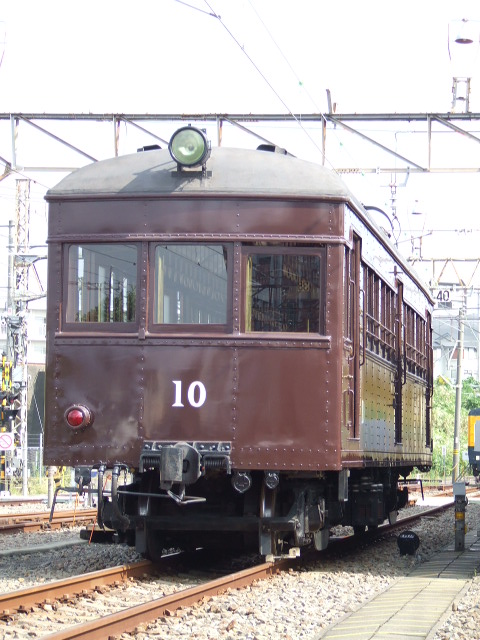
Odawara kyūko dentetsu, typ 1

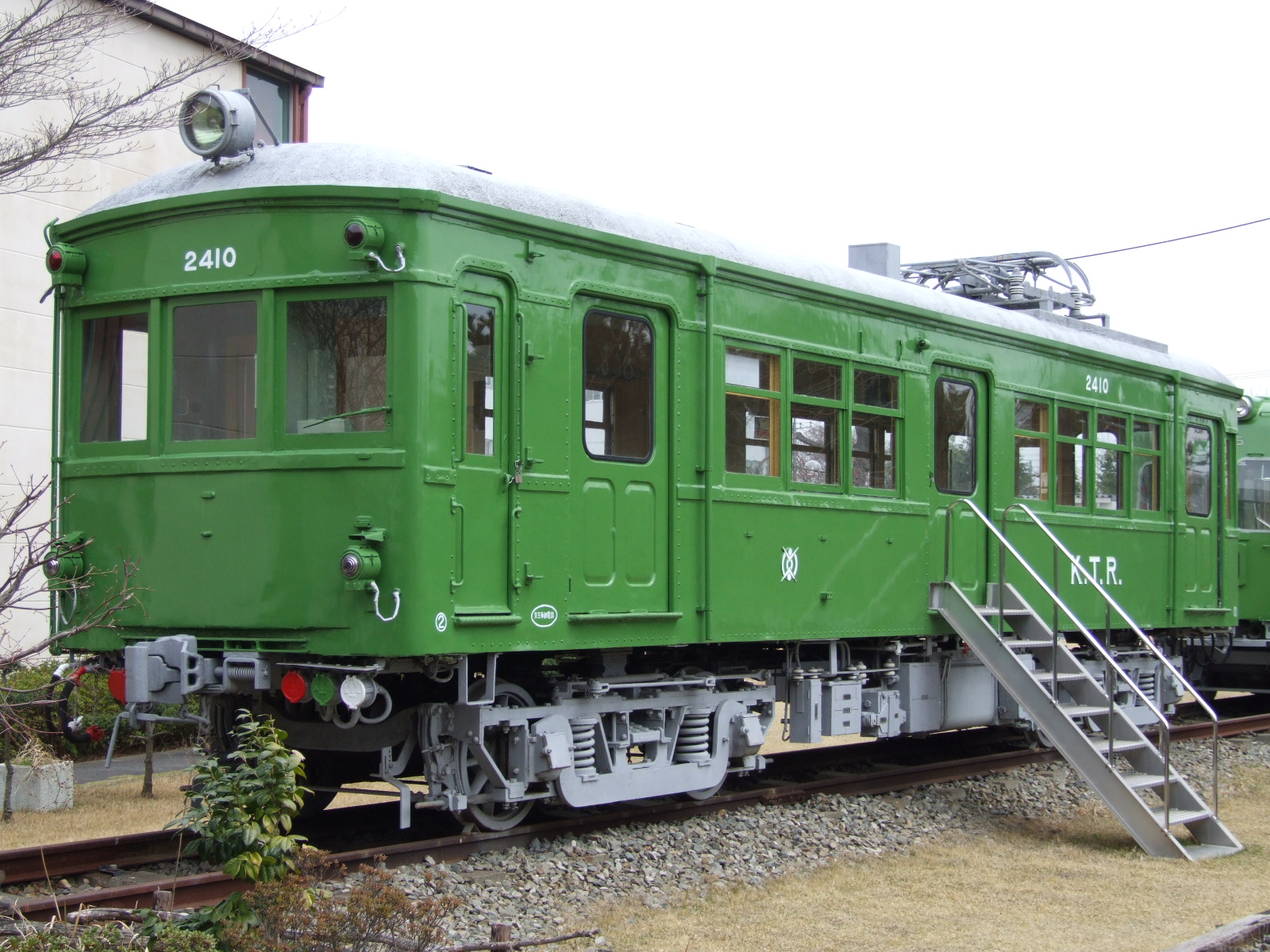
Keiō Denki Kidō, typ 2400

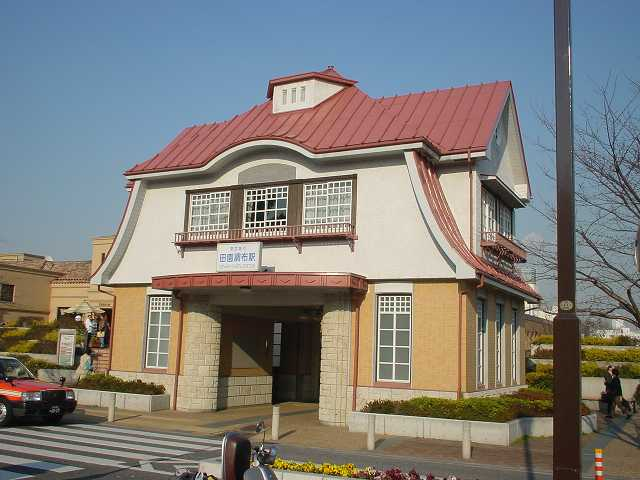
Tokio. Budynek stacji Den’enchōfu na Tōkyū Tōyoko-sen (1923)

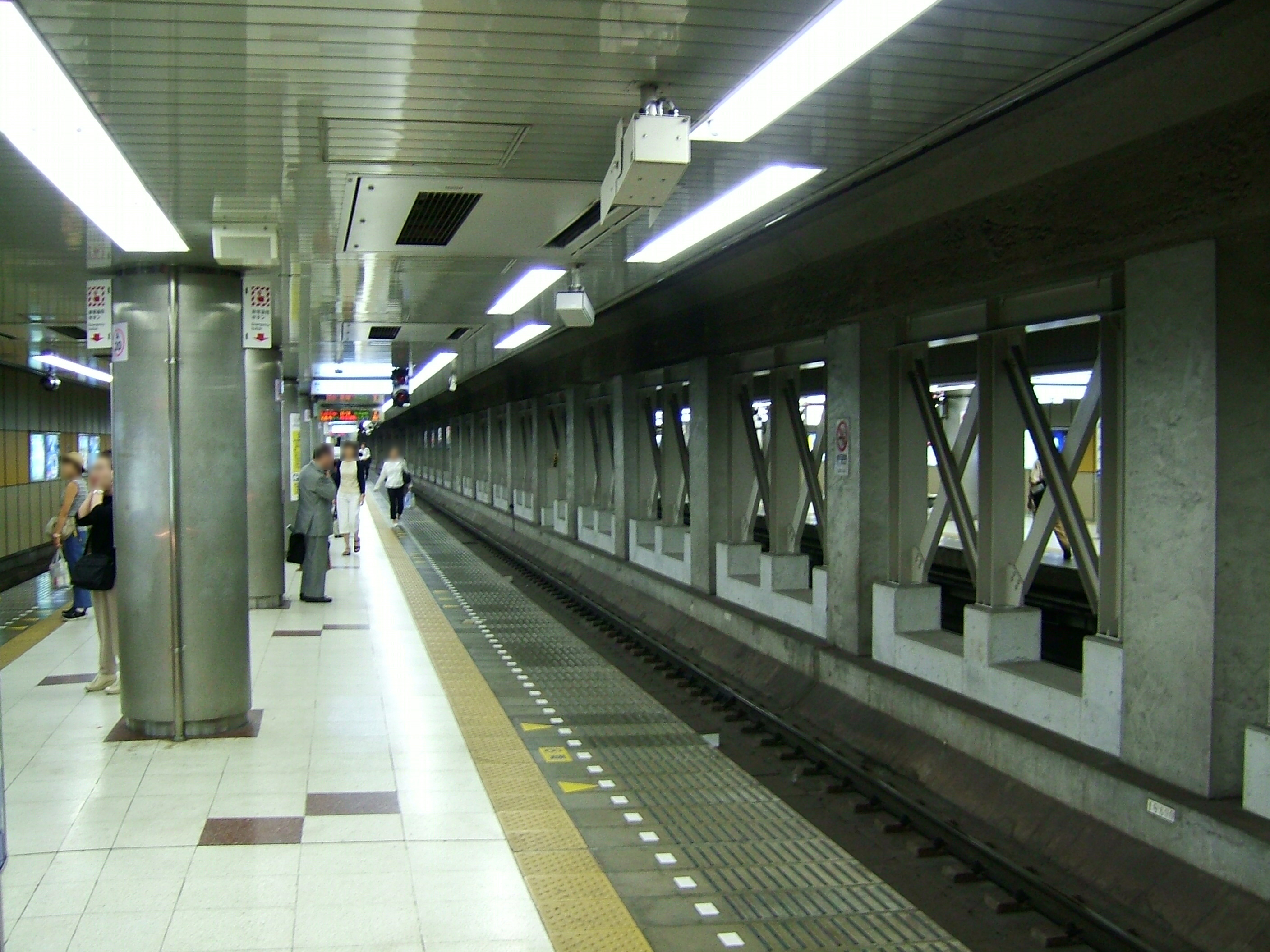
Tokio: stacja Oshiage – miejsce pierwszego połączenia metra i kolei aglomeracyjnej (1960)

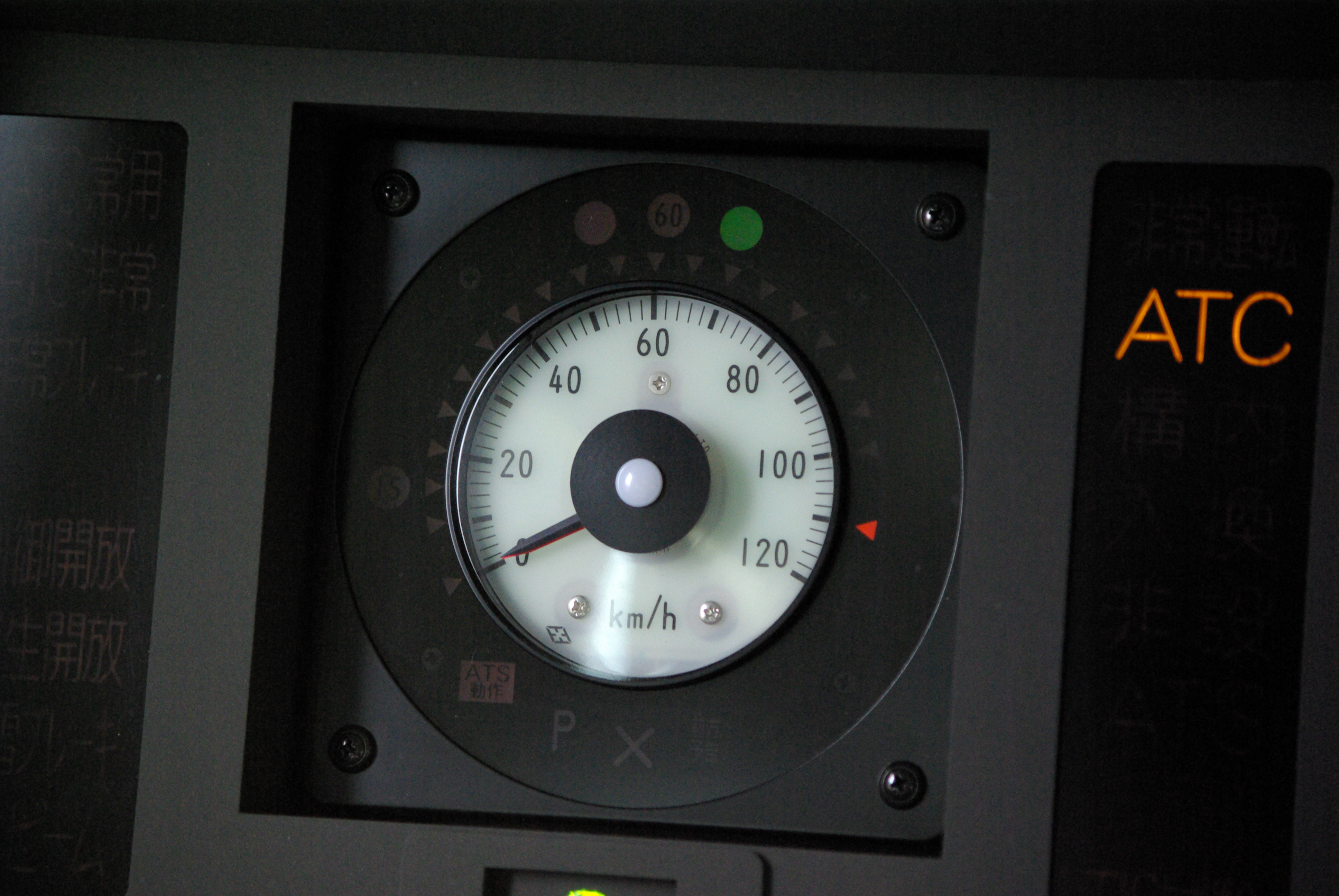
Tryb „Automatic Train Control (ATC)” na Tōkyū-Den’entoshi-sen

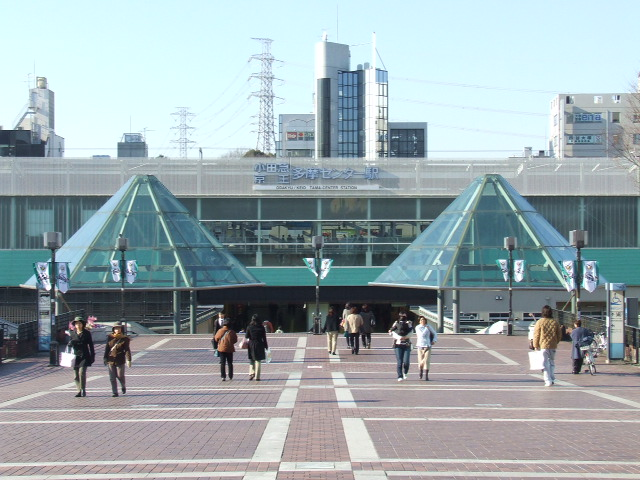
Odakyū i Keiō, dworzec Tama Center na liniach otwartych w 1974

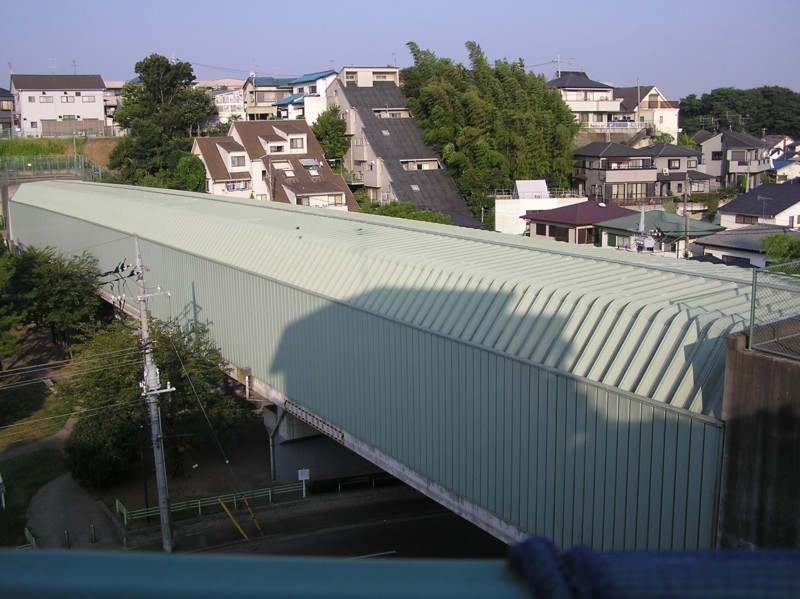
Wyższe prędkości wymagają tuneli i wiaduktów. Funabashi – obudowany most na linii Tōyō Kōsoku

- 1872 – otwarcie pierwszej kolei Shinbashi (Tokio) – Yokohama (obecnie Sakuragichō); kolej państwowa
- 1883 – otwarcie linii kolei prywatnej 日本鉄道 Nippon Tetsudō z Nippori (potem przedłużona do Ueno)
- 1885 – otwarcie linii Yamanote między Shinagawa i Akabane (kolej prywatna Nippon tetsudō), łączącej obie koleje
- 1889 – otwarcie linii Shinjuku – Tachikawa; prywatna 甲武鉄道 Kōbu Tetsudō. W 1894 ukończono pierwszy odcinek trasy do śródmieścia (Shinjuku – Ushigome). Do upaństwowienia zdołano ukończyć linię do Ochanomizu. Kōbu znacznie chętniej niż inne koleje zajęła się obsługą ruchu podmiejskiego. Jeszcze przed elektryfikacją można mówić o powstaniu na tej trasie podmiejskiej linii trakcji parowej o gęstym ruchu pociągów.
- 1894 – otwarcie linii Ichikawa – Chiba – Sakura kolei prywatnej 総武鉄道 Sōbu Tetsudō. Linia doprowadzona zostaje w tym samym roku do Honjo (obecnie Kinshichō), a w 1904 do Ryōgokubashi (obecnie Ryōgoku) na lewym brzegu Sumidy.
- 1895-1898 – Nippon Tetsudō otwiera linię do Tabata – Kita Senju – Toride – Mito (obecna Jōban-sen). Dopiero w 1905 podłączono ją bezpośrednio do stacji Nippori, co umożliwiło wjazd pociągów z dworca Ueno.
- 1904 – pierwsza elektryfikacja kolei sieci krajowej w Japonii: Kōbu Tetsudō na odcinku Ochanomizu – Nakano. Użyto dwubiegunowej sieci płaskiej =600 V. Dwuosiowe wagony miały odbieraki rolkowe.
- 1906 – upaństwowienie największych linii sieci krajowej. Powstaje tokijski węzeł kolei rządowych 国鉄 Kokutetsu.
- 1908 – otwarcie linii Hachiōji – Jokohama (prywatna 横浜鉄道 Yokohama Tetsudō, upaństwowiona 1917).
- 1909 – elektryfikacja linii Yamanote i współpracujących odcinków Tōhoku-honsen i Tōkaidō-honsen (Ueno – Tabata – Ikebukuro – Shinjuku – Ōsaki – Shinagawa – Shinbashi). Powtórzono technologię pierwszej elektryfikacji, ale wagony były już czteroosiowe.
- 1914 – elektryfikacja nowego typu na Tōkaidō-honsen na odcinku Tōkyō – Takashimachō (Jokohama); na odcinku Tōkyō – Shinagawa sieć z liną nośną typu niemieckiego, dostosowana do większych prędkości; użycie pantografów. Napięcie, początkowo =1200 V, zostało po 1923 r. podwyższone do =1500 V. Zastosowano zespoły trakcyjne, złożone z wagonów motorowych i doczepnych, czteroosiowych. Początkowo były one jeszcze ze szkieletem drewnianym. Z czasem przebudowano linie wcześniej wyposażone w trakcję elektryczną na system wprowadzony na Tōkaidō-honsen.
- 1914 – otwarcie Dworca Tōkyō z linią doprowadzającą od południa. Od północy 中央本線 Chūō-honsen doprowadzono w 1919 r. Obie trasy były od razu zelektryfikowane.
- 1923 – Wielkie Trzęsienie Ziemi Kanto spowodowało znaczne szkody, m.in. zupełne zniszczenie dworca Ueno.
- 1925 – zamknięcie pętli Yamanote dzięki ukończeniu linii średnicowej (Tōkyō -) Kanda – Ueno; trakcja elektryczna.
- 1925 – elektryfikacja Tōkaidō-honsen na odcinku Yokohama – Kouzu
- 1928 – elektryfikacja 東北本線 Tōhoku-honsen do Akabane, w 1932 – do stacji Ōmiya.

Linie sieci lokalnej Nambu-sen, Itsukaichi-sen, Ōme-sen powstały w l. 20. dla wywozu wapienia z kamieniołomów nad rzeką Tama i górach zachodniej części Regionu Tama. Z czasem pojawił się na nich ruch podmiejski.
- 1930 – elektryfikacja dociera do Takao na Chūō-honsen, w 1931 – do Kōfu.
- 1932 – połączenie linii Chūō i Sōbu linią poprzeczną przez Akihabarę
- 1932–1935 – elektryfikacja Sōbu-honsen do Chiby
- 1936 – elektryfikacja 常磐線 Jōban-sen do Matsudo.

Do rozpoczęcia II wojny światowej ruch aglomeracyjny w węźle tokijskim został całkowicie zelektryfikowany. Po 1945 r. kontynuowano elektryfikację na zewnętrznych odcinkach linii.

### Pierwsze koleje dojazdowe
- 1899 – Tōbu Tetsudō otwiera pierwszy odcinek linii Isesaki (伊勢崎線), między Kita-Senju i Kuki; trakcja parowa. Prezes kolei, 根津 嘉一郎 Kaichirō Nezu, jeden z największych przedsiębiorców kolejowych, rozbudował sieć do skali drugiej pod względem wielkości kolei prywatnej w kraju.
- 1899 – otwarcie normalnotorowej linii tramwaju elektrycznego w Kawasaki między mostem na Tōkaidō (Roku-Gōdote-hashi) i Świątynią Kawasaki Daishi (trzecia kolej elektryczna w Japonii po Kioto i Meitetsu); kolej 大師電気鉄道 Daishi Denki Tetsudō;
- 1901-1905 – budowa kolejki elektrycznej Kanazawa (Jokohama) – Kawasaki – Shinagawa oraz kilku odgałęzień; trasa głównie we własnym korytarzu równoległym do Tōkaidō; w Kamata do ok. 1930 r. eksploatowano równoległe torowisko w jezdni tej drogi, zapewne powstałe 1901 przed wydłużeniem linii; kolej 京浜電気鉄道 Keihin Denki Tetsudō (od 1948 – Keihin kyūko Dentetsu). Pierwotnie przyjęty tor normalny, został 1904 przekuty na rozstaw 1372 mm (tramwajów tokijskich), by w 1933 powrócić do normalnego po odcięciu kolei od sieci tramwajowej i otwarciu czołowego dworca Shinagawa.

Upaństwowienie kolei sieci krajowej (1906) pozostawiło w rękach prywatnych niektóre linie mniejszych kolei współpracujących z liniami przejętymi przez Kokutetsu. Linie te stały się później częścią sieci prywatnych kolei dojazdowych (np. Kawagoe Tetsudō, łącząca Kokubunji i Kawagoe, przeszła w ręce Seibu w 1922).
- 1914 – 東上鉄道 Tōjō Tetsudō otwiera linię Ikebukuro – Kawagoe; trakcja parowa. Elektryfikacja – 1929. Parowozy przestały prowadzić pociągi towarowe dopiero w 1959 r.
- 1915 – 武蔵野鉄道 Musashino Tetsudō otwiera linię Ikebukuro – Hannō; trakcja parowa. Elektryfikacja pierwszego odcinka (do Tokorozawy) – 1922.

### Epoka „dentetsu”
Wskutek dużego udziału torowisk ulicznych i mniejszego gabarytowo taboru, kolejka elektryczna Keihin miała formę pośrednią między „interurbanem” (電鉄 dentetsu) a klasycznym tramwajem (軌道 kidō). Kolejki dojazdowe budowane w okresie międzywojennym odznaczały się z reguły wyższymi parametrami taboru i tras, charakterystycznymi dla tej pierwszej grupy.
- 1912 – otwarcie kolejki elektrycznej 京成電気軌道 Keisei Denki Kidō, łączącej Oshiage z nabrzeżem rzeki Edogawa; linię dociągnięto do Chiby w 1921, do Narity w 1926 r.
- 1923 – otwarcie kolejki elektrycznej Meguro – Maruko-Tamagawa – Kamata (目黒鎌田電鉄 Meguro-Kamata Dentetsu); kolej ta nabyła później kilka linii tramwajowych;
- 1923 – 京王電気軌道 Keiō Denki Kidō kończy linię Shinjuku – Hachiōji (pierwsze odcinki 1913); torowisko częściowo w jezdni;
- 1924 – elektryfikacja pierwszego odcinka Tōbu-Isesaki-sen
- 1926-1927 – ukończenie linii elektrycznej kolei dojazdowej 東横線 Tōyoko-sen między stacjami Shibuya i Kanagawa w Jokohamie; 東京横浜電鉄 Tōkyō-Yokohama Dentetsu; również ta kolej w kolejnych latach weszła w posiadanie wielu sieci tramwajowych, m.in. 玉電 Tamaden (bud. 1907).
- 1927 – otwarcie dwutorowej linii kolei elektrycznej typu „interurban” Shinjuku – Odawara; kolej Odawara Kyūkō Denki Kidō, obecnie Odakyū; trasa we własnym, naziemnym korytarzu
- 1927 – otwarcie linii elektrycznej　村山線 Murayama-sen (Takadanobaba – Higashi-Murayama) kolei Seibu (obecnie Seibu-Shinjuku-sen), elektryfikacja linii do Kawagoe
- 1931 – otwarcie linii 上野線 Ueno-sen Aoto – Nippori; była to pierwsza linia kolei prywatnej zbudowana od razu z bezkolizyjnym torowiskiem (na większości trasy); 1933 – przedłużenie z Nippori do podziemnego dworca Ueno (obecnie część Keisei-honsen)
- 1931 – przedłużenie Tōbu-Isesaki-sen do obecnego dworca Asakusa;
- 1939–1944 – popierana przez rząd monopolizacja kolei elektrycznych w zachodniej i południowej części sieci: Meguro-Kamata wchłania kolej Tōkyō-Yokohama Dentetsu i przejmuje od niej nazwę. Następnie wchłania Odawara kyūkō, Keikyū, Keiō Denki Kidō i zmienia nazwę na Tōkyō Kyūko Dentetsu. W 1948 następuje rozbicie monopolu i odtworzenie części dawnych firm, którym przekazano linie słabo powiązane z Tōyoko-sen. Pozostała część sieci tworzy dzisiejszą grupę linii kolei Tōkyū. Twórcą jej potęgi był 五島 慶太 Keita Gotō.
- 1943 – połączenie się kolei Seibu z koleją Murayama; nowy zarząd przyjął nazwę Seibu

### Modernizacja kolei dojazdowych
- 1951 – pierwszy ekspres "Romance Car" na Odakyū. Kolej prowadziła pionierskie testy ekspresowych EZT; w 1957 pociąg taki osiągnął prędkość 145 km/h, wówczas rekord światowy kolei wąskotorowych
- 1960 – pierwsze podłączenie linii dojazdowej do linii metra; linia Toei-Asakusa staje się przedłużeniem Keisei-Oshiage-sen; na tę okoliczność sieć Keisei została przekuta z toru 1372 mm na normalny; 1962 – powiązanie Tōbu-Isesaki-sen z Eidan-Hibiya-sen należącą do drugiej sieci metra;
- 1964 – Odakyū, planując rozbudowę głównej linii do czterech torów, napotyka na sprzeciw mieszkańców dzielnicy Setagaya; budowa została wstrzymana aż do lat 90. – ukończenie przewidywane jest na rok 2013.
- 1966 – w Kawasaki przełożenie linii Keikyū-honsen na wiadukt. Przekładanie linii na trasy bezkolizyjne, wiodące tym samym korytarzem i dokonywane bez przerywania ruchu pociągów, stanie się odtąd częstą inwestycją kolei podmiejskich.
- 1968 – Tōkyū otwiera linię Den’entoshi na odcinku Futako-Tamagawa – Nagatsuta, jako główny element koncepcji budowy „Miasta-Ogrodu Tama” realizowanej przez wizjonerskiego prezesa Gotō.
- 1968 – Keikyū wyposaża swoją główną linię w system „Automatic Train Stop” (ATS). Obecnie wszystkie koleje mają automatyczne zabezpieczenia ruchu pociągów, przynajmniej na poziomie ATS.
- 1969 – zamknięcie linii tramwajowej kolei Tōkyū Shibuya – Tamagawa (玉電 Tamaden); rozpoczęcie budowy podziemnej Shin-Tamagawa-sen. Pozostałością po sieci Tamaden jest eksploatowana do dzisiaj linia 東急世田谷 Tōkyū-Setagaya.
- 1974 – rozpoczęcie eksploatacji pierwszego odcinka czterotorowego na Tōbu-Isesaki-sen. Rozbudowa tej linii pozwoliła na rezygnację z przedłużenia sieci własnej metra.
- 1974 – otwarcie linii do Tama New Town Center kolei Keiō (Sagamihara-sen) i Odakyū (Tama-sen). Obie bezkolizyjne linie nowej generacji były następnie przedłużane.
- 1977 – otwarcie pierwszej dużej linii podziemnej kolei prywatnej – 東急玉川線 Tōkyū-Shin-Tamagawa-sen (obecnie Den’entoshi-sen)
- 1978 – kolej Keisei: otwarcie linii do nowo otwartego lotniska Narita; 1991 – otwarcie nowej, bezpośredniej linii do terminali (wspólnie z koleją JR);
- 1998 – otwarcie przedłużenia linii bocznej Keikyū do nowego kompleksu terminali na Lotnisku Haneda
- 2002 –　東急目黒線 Tōkyū-Meguro-sen jako pierwsza linia kolei prywatnej została podłączona do dwóch linii metra; jako druga – Tōbu-Isesaki-sen w 2003 r.

### Koleje „trzeciego sektora”
- 1979 – otwarcie pierwszego odcinka kolei Hokusō: Kita-Hatsutomi – Komuro.
- 1984 – otwarcie 千葉ニュータウン線 Chiba New Town-sen – przedłużenia linii Hokusō, zbudowanego przez Agencję Budowy Chiba New Town i do niej należącego. Linia ta była przedłużana etapami, osiągając obecną stację końcową dopiero w 2000 r.
- 1989 – rozpoczęcie budowy linii Tōyō-Kōsoku. Kryzys gospodarczy i rosnące koszty spowolniły budowę. Otwarcie kolei – 1996.
- 1991 – po dwunastu latach izolowanej eksploatacji, włączenie linii　北総公団 Hokusō-kōdan do sieci Keisei przez otwarcie odcinka do stacji Keisei-Takasago.
- 1995 – ukończenie bezkolizyjnej linii kolei 千葉急行電鉄 Chiba Kyūkō Dentetsu między Chibą a Chiharadai, zbudowanej dla urbanizacji terenów na wschód od Chiby. Ponieważ linia przewoziła tylko 20% pierwotnie przewidywanego obciążenia, w 1998 kolej włączono do sieci Keisei jako linię Chihara, a odrębny zarząd kolejowy zlikwidowano.
- 2005 – otwarcie Tsukuba Express, linii rozpoczętej jako Shin-Jōban-sen kolei JR jeszcze w 1992 r.

Urbanizacji opartej na sieci kolejowej sprzyja przyjęta w 1989 r. „Ustawa o specjalnych środkach dla promocji harmonijnego rozwoju mieszkalnictwa i kolei w obszarach metropolitarnych”.

### Rozwój i modernizacja sieci krajowej
- 1959 – Kokutetsu wprowadza komfortowy pociąg pośpieszny do Nikkō (EZT typu 157).
- 1964-1973 – ukończenie kolejnych odcinków Negishi-sen – linii Yokohama – Kannai – Ōfuna, obsługującej dzielnice centralne Jokohamy
- 1966 – pierwsze powiązanie sieci krajowej z metrem: pociągi Chūō-sen wjeżdżają na Eidan-Tōzai-sen;
- 1972 – ukończenie podziemnej linii Ryōgoku – Tōkyō (dw. podziemny) – pierwszego odcinka linii średnicowej Sōbu-Yokosuka (oddanie całości 1976)
- 1973–1978 – otwarcie kolejnych odcinków Musashino-sen, głównie towarowej obwodnicy Tokio, na której części, wskutek interwencji mieszkańców strefy podmiejskiej, uruchomiono też pociągi aglomeracyjne
- 1978 – budowa stacji Machida na skrzyżowaniu JR Yokohama-sen i Odakyū-Odawara-sen; przykład integracji kolei aglomeracyjnej dwóch zarządów;
- 1985 – otwarcie nowej linii Saikyō (Ōmiya – Akabane), zbudowanej równolegle do linii Shinkansen jako element ugody ze społecznością lokalną protestującą przeciwko budowie szybkiej kolei. Przejęcie towarowej linii Akabane – Ikebukuro, słabo używanej przez pociągi towarowe od otwarcia Musashino-sen.
- 1987/88 – kolej państwowa Kokutetsu, czyli 日本国有鉄道 Nippon Kokuyū Tetsudō (ang. „Japan National Railway”, w skrócie JNR), ulega komercjalizacji i rozbiciu na sieci regionalne. W Kantō sieć przejmuje JR Higashi Nihon, z wyjątkiem Tōkkaidō Shinkansen, eksploatowanej przez JR Tōkai (ang.: „JR Central”).
- 1990 – otwarcie linii Keiyō dociągniętej do drugiego podziemnego kompleksu przy dworcu Tōkyō (pierwsze odcinki zewnętrzne ukończone 1986)
- 1991 – otwarcie linii z Narita bezpośrednio do terminali lotniska Narita (wspólnie z Keisei).
- 2001 – otwarcie linii Shōnan-Shinjuku, używającej dawnych torów towarowych na Yamanote, która po raz pierwszy w dziejach bezpośrednio połączyła miasta północnego Kantō z południem Prefektury Kanagawa.

## Koleje jako przewoźnicy drogowi

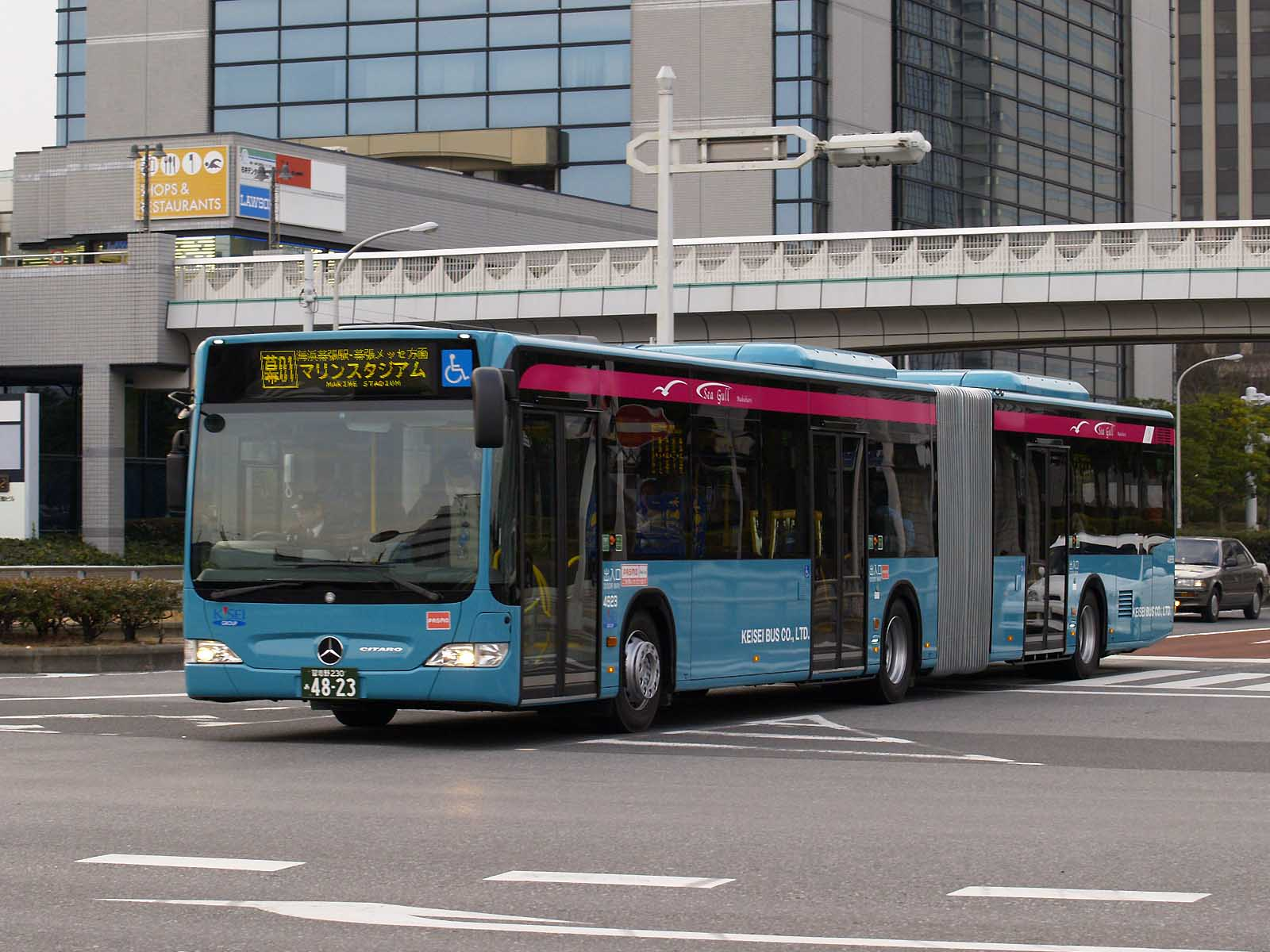
Autobus przegubowy Keisei

Poszczególne zarządy kolei mogą być zaangażowane w różne formy transportu drogowego. Najpopularniejszą jest eksploatacja sieci autobusowych, zwykle (choć niekoniecznie) jako systemu dowozowego do stacji kolei swojego systemu. Dla zarządów prowincjalnych, takich jak Kantetsu i Kominato, ta forma działalności może być nawet ważniejsza od kolei. W szczególności największe grupy kapitałowe związane z kolejami regionu miały następujące sieci autobusowe:
- Tōbu – pięć firm, roczne przewozy 29,9 mln osób
- Odakyū – 473 autobusy; „Grupa Odakyū” kontroluje też szesnaście innych firm autobusowych
- Keiō – pięć firm, razem 859 autobusów
- Tōkyū – 905 autobusów, ok. 190 linii, rocznie przewozi 142 mln osób
- Seibu – 857 autobusów, ok. 410 linii
- Keikyū – 732 autobusy, ok. 320 linii
- Keisei – 790 autobusów, ok. 110 linii, 2586 tys. wozokm rocznie; eksploatuje m.in. autobusy przegubowe, rzadkie w Japonii.

Interesującą formą działalności są prowadzone przez niektóre koleje pojedyncze kursy autobusów nocnych, zwykle z Shinjuku lub Shibuya na obszary obsługiwane ich własną siecią kolejową. Koleje prowadzą też wynajem autobusów dalekobieżnych.
Kilka kolei prowadzi też przedsiębiorstwa taksówkowe (np. Seibu, Odakyū, Keisei).

## Pozatransportowa działalność kolei
Zazwyczaj zarządy kolei prywatnych są częścią większych korporacji, które działają w dziedzinie transportu, handlu detalicznego (m.in. domy towarowe), hotelarstwa, deweloperstwa (budowa osiedli), „przemysłu” czasu wolnego („parki tematyczne”, biura podróży). Wielkość działalności pozatransportowej może być bardzo znacząca. Na przykład „Grupa Keiō” uzyskuje z niej 72,7% przychodów i 54,4% całkowitych dochodów. Dla „Tokyu Corporation” wskaźniki te wynoszą odpowiednio 87% i 57%. Kolej ta była pionierem w regionie tokijskim w zakresie podejmowania działalności pozatransportowej, według modelu wypracowanego wcześniej w Osace.
Oto kilka ważniejszych inwestycji kolei w sektor pozatransportowy:
- 多摩田園都市 Tama Den’entoshi („Miasto-Ogród Tama”) – kolej Tōkyū
- 東急文化村 Tōkyū Bunkamura – centrum kulturalne, Tokio-Shibuya
- 京王フロラルガーデンアンジェ Keiō Floral Garden ANGE („Ogród kwiatowy ANGE”), Tamagawa (Pref. Tokio), otwarty 2002
- 東武動物公園 Tōbu Dōbutsu-kōen „Zoo Tōbu”, Miyashiro (Pref. Saitama), otwarty 1988
- 東武ワールドスクウェア Tōbu World Square, m. Nikkō, koło stacji Kosagoe na Tōbu-Kinugawa-sen (Pref. Tochigi), otwarty 1993
- 西武ドーム „Seibu Dome”, Tokorozawa (Pref. Saitama) – stadion drużyny baseballowej Seibu Lions

Niektóre grupy kapitałowe zorganizowane wokół kolei prywatnych prowadzą też działalność za granicą, głównie w branży hotelarskiej i handlowej.

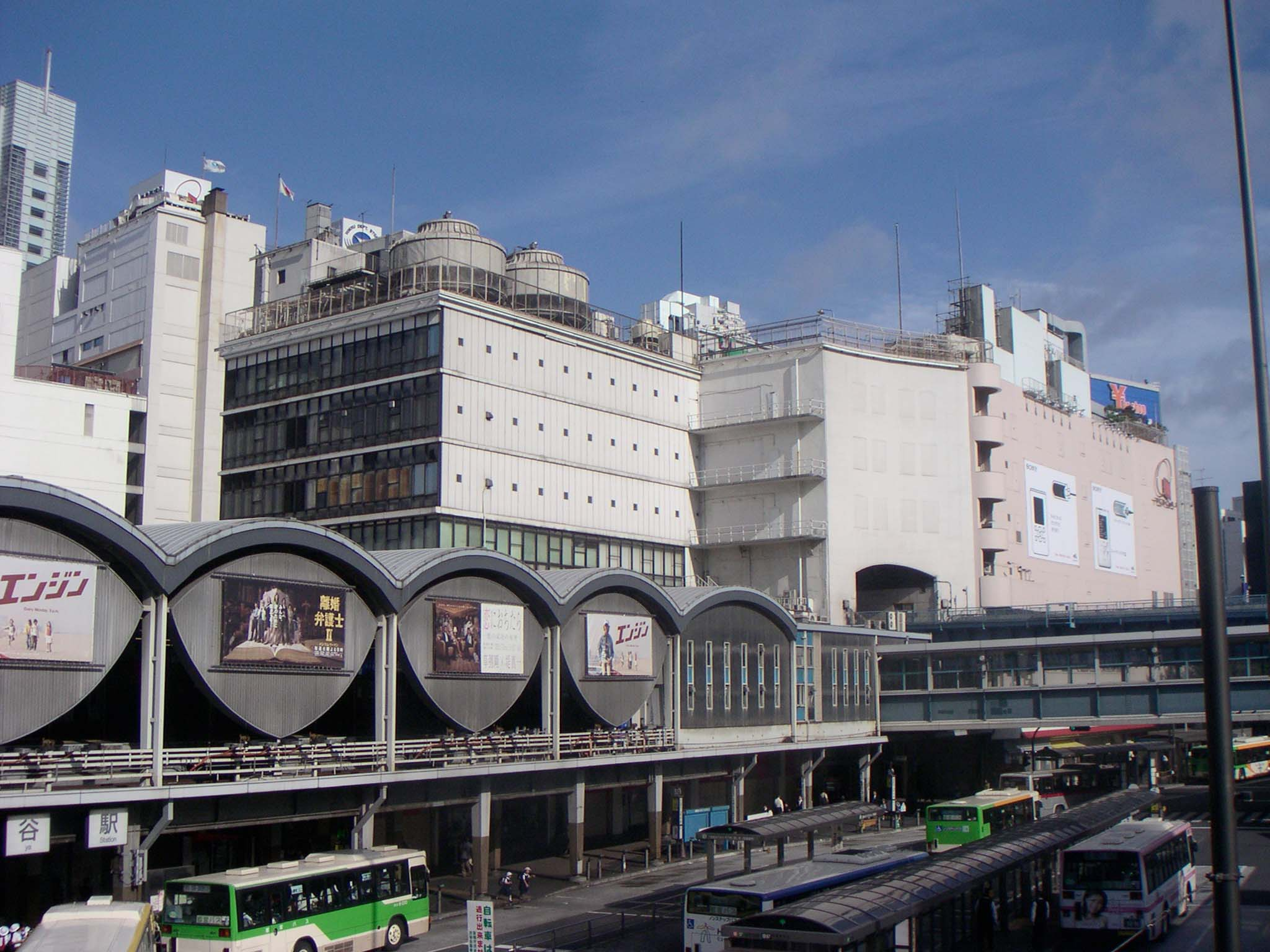
Tokio. Kompleks domów towarowych Tōkyū na dworcu Shibuya
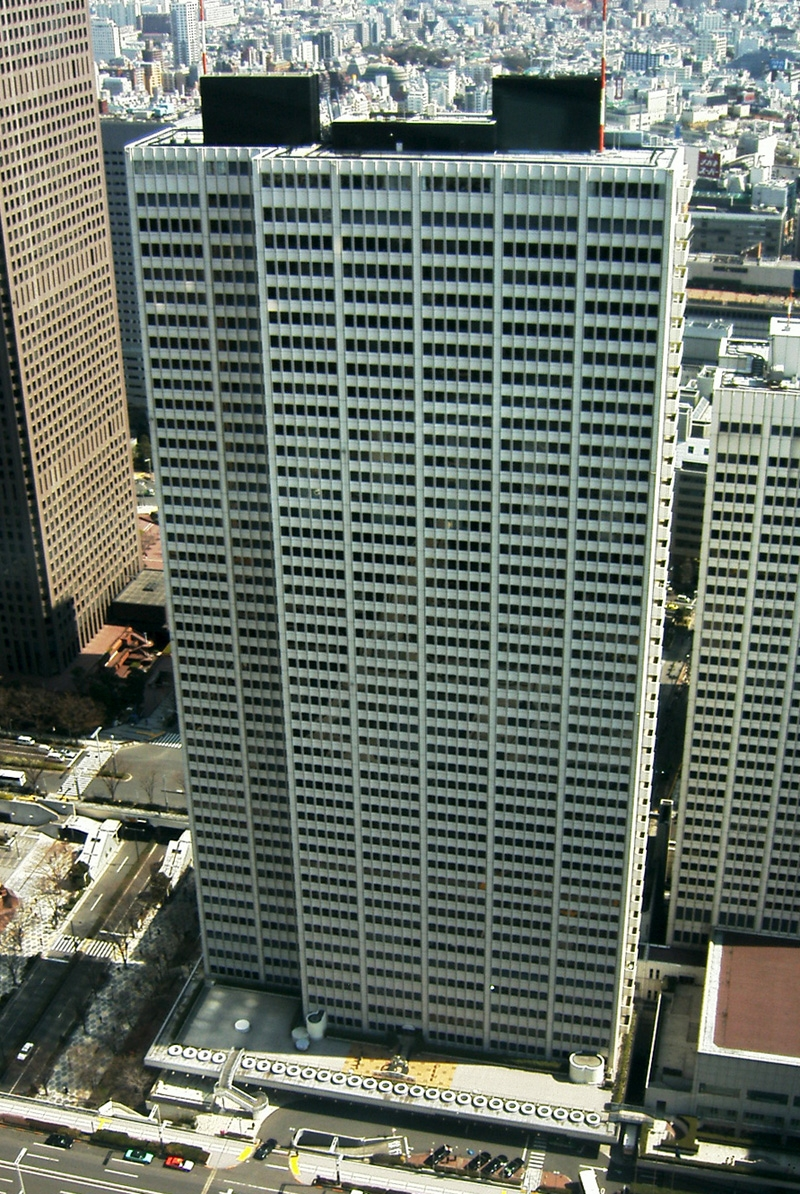
Tokio. Jeden z pierwszych wieżowców w Shinjuku: „Keio Plaza Hotel”
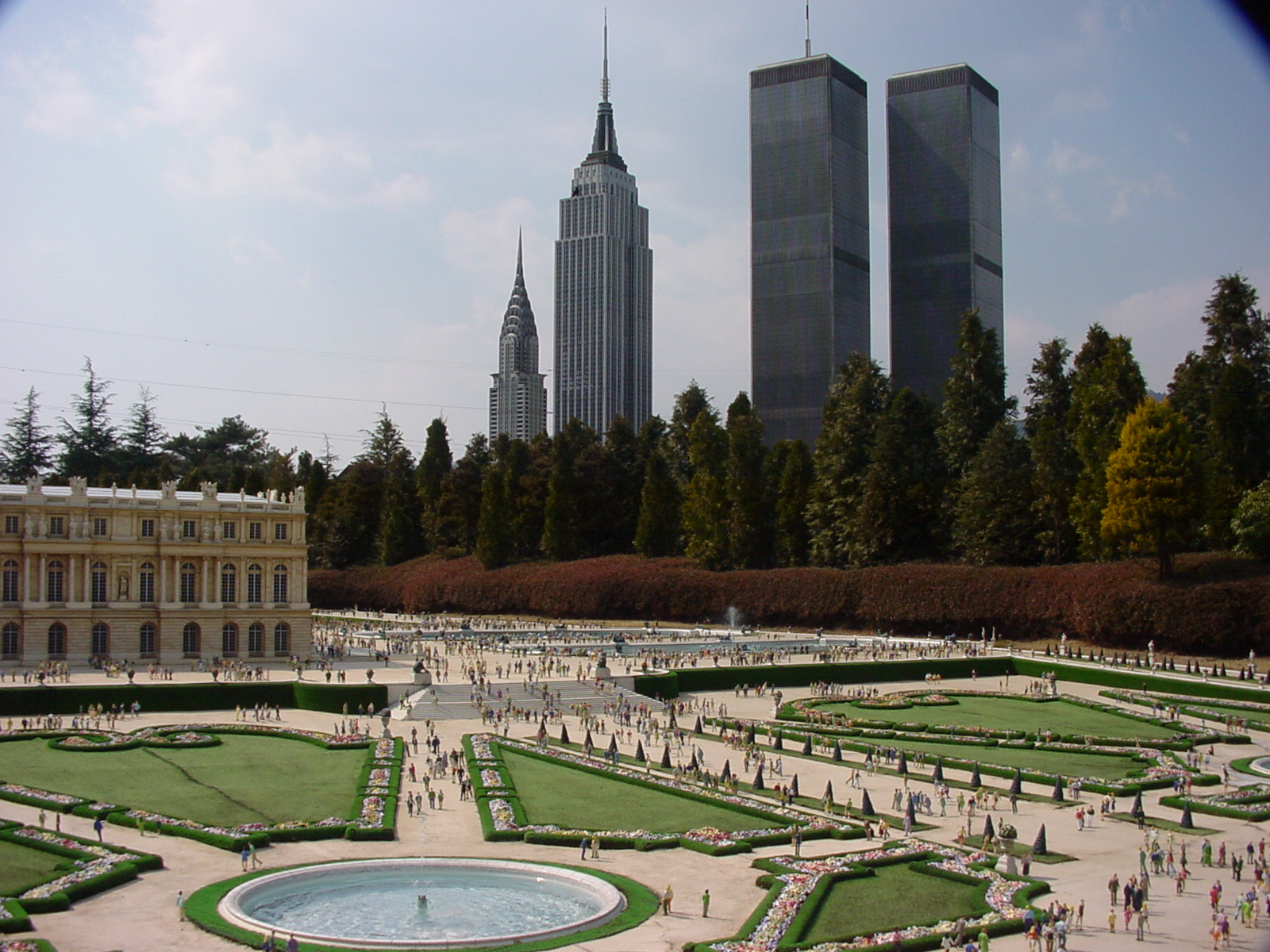
Okolice Nikkō. Park tematyczny Tōbu World Square
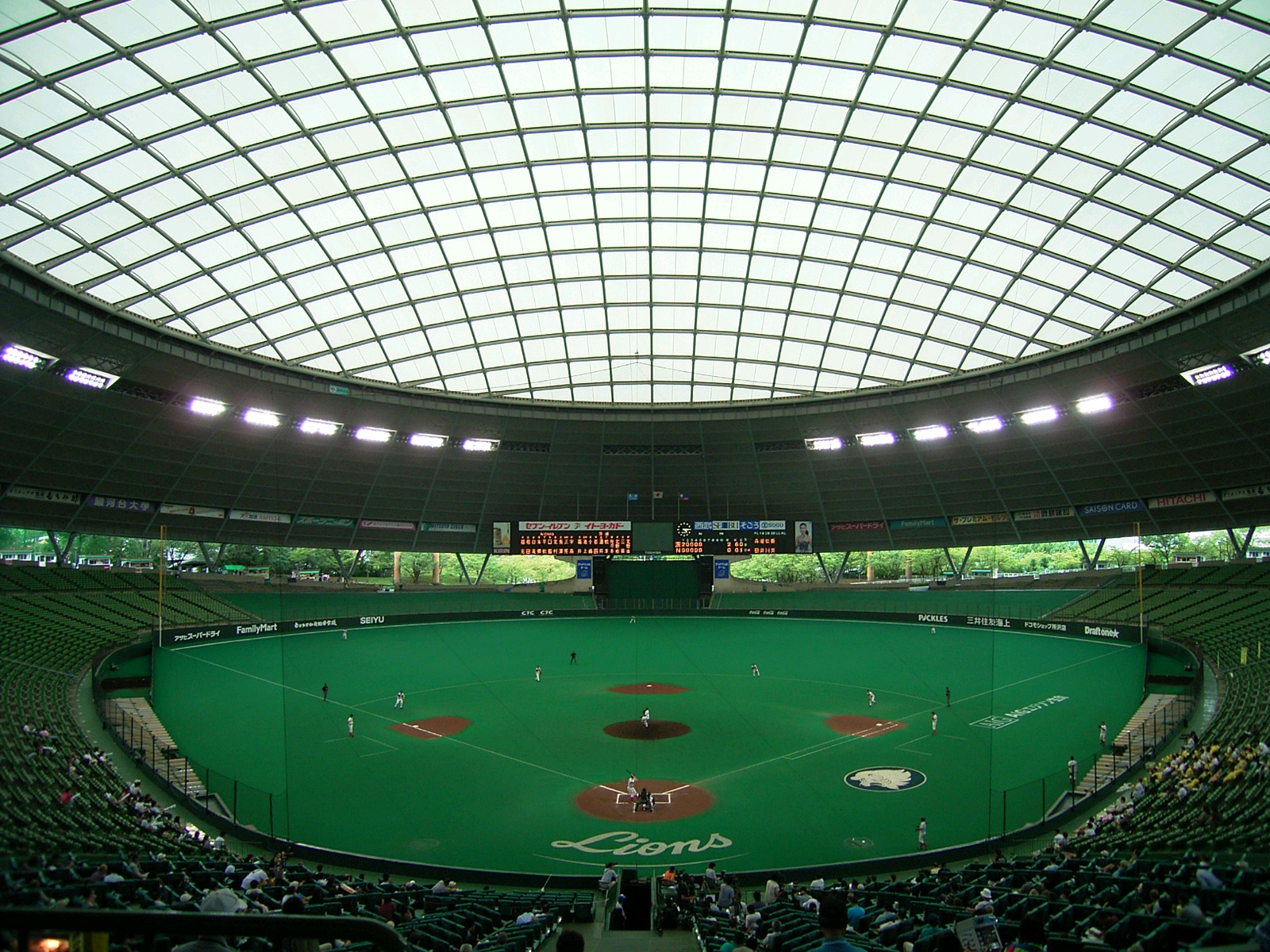
Tokorozawa. Stadion baseballowy Seibu Dome

## Dalszy rozwój sieci
- Ukończenie dobudowy drugiej pary torów na Odakyū-Odawara-sen, przełożenia odcinka do tunelu.
- Budowa przedłużenia linii Hokusō do węzła JR przed lotniskiem Narita (szybka linia na lotnisko dla pociągów Keisei).
- Połączenie Rinkai-sen z JR Keiyō-sen.
- Połączenie Fukutoshin-sen metra z Tōkyū-Tōyoko-sen.
- Złożona integracja trzech sieci w Jokohamie: połączenie JR Tōkaidō-sen z koleją Sōtetsu przez istniejące towarowe obejście Dworca Yokohama i nową linię Yokohama-Hazawa (stacja na linii towarowej JR) – Nishiya; budowa linii Hiyoshi – Yokohama-Hazawa dla podłączenia kolei Tōkyū.
- Budowa dodatkowej pary torów między Ueno i Tōkyō.